# Норвежская полярная экспедиция (1893—1896)
Норве́жская поля́рная экспеди́ция 1893—1896 годов (Первая экспедиция на «Фраме», норв. Første Fram-ekspedisjon) на корабле «Фрам» преследовала цели исследования высоких широт Арктики и достижения географического Северного полюса. Руководитель — Фритьоф Нансен. Экспедиция стала существенным прорывом в методах полярных исследований: впервые в мировой практике небольшая команда сознательно вморозила специально построенное экспедиционное судно в паковые льды с целью систематических комплексных исследований бассейна Северного Ледовитого океана. Нансеном и Ялмаром Йохансеном была предпринята попытка достижения Северного полюса на собачьих упряжках, в результате 6 апреля 1895 года они добрались до 86° 13.6’ с. ш., что было на тот момент абсолютным мировым рекордом. Первая полярная экспедиция XIX века, в ходе которой не было потеряно ни одного человека.

## Цели и результаты
Нансен изначально считал, что крупных массивов суши в окрестностях Северного полюса нет. Главная цель экспедиции формулировалась им так:

Я думаю, однако, что достижение самого полюса имеет мало значения: мы отправляемся не для того, чтобы отыскать математическую точку, составляющую северный конец земной оси; достижение этой точки само по себе малоценно, но чтобы произвести наблюдения в обширной неисследованной части земного шара, окружающей полюс. Научный интерес этих наблюдений не уменьшится оттого, пройдёт ли наш путь через самый полюс или же на некотором расстоянии от него.

Экспедиция имела и политические цели: она финансировалась правительством Норвегии, состоявшей в 1814—1905 годах в унии со Швецией, и по условиям стортинга должна была иметь чисто норвежский национальный состав. Предполагавшиеся земли в районе Северного полюса должны были стать владениями Норвегии. Успех экспедиции вызвал сильный подъём национального самосознания. В научном отношении достижениями экспедиции явились открытие глубоководного полярного бассейна, являющегося северным продолжением Атлантического океана, и окончательное опровержение возможности существования северного полярного континента или крупного архипелага. Были проведены комплексные климатические, гляциологические и прочие измерения в течение трёх лет подряд. В ходе санного похода Нансена и Йохансена были уточнены северные границы архипелага Земля Франца-Иосифа, после обработки научных данных возникла новая научная дисциплина — физическая океанография. Нансен писал в предварительном отчёте об экспедиции:

Если следовать совету, подаваемому эскимосами, и пробираться с помощью каяков, саней и собак, то можно пройти значительные расстояния по таким областям, которые до сих пор считались очень труднодоступными. Таким образом можно путешествовать по плавучему льду даже в большом расстоянии от земли, даже когда лёд находится в движении, и я думаю, что именно этим способом нужно попытаться проникнуть в великую неисследованную область, лежащую между Северо-Американским арктическим архипелагом и полюсом.

Методы, опробованные Нансеном, использовались всеми последующими полярными экспедициями в течение трёх десятилетий. Спортивный рекорд Нансена и Йохансена продержался пять лет: 25 апреля 1900 года капитан Умберто Каньи из экспедиции герцога Абруццкого, базируясь на Земле Франца-Иосифа, достиг 86° 34’ с. ш., превысив показатели Нансена приблизительно на 21’ (то есть около 22 морских миль). Это было достигнуто ценой очень больших жертв — трое участников похода погибли. Северный полюс был покорён (по их собственным заявлениям): 21 апреля 1908 года Фредериком Куком, или 6 апреля 1909 года Робертом Пири со стороны Канадского Арктического архипелага.

## Предыстория

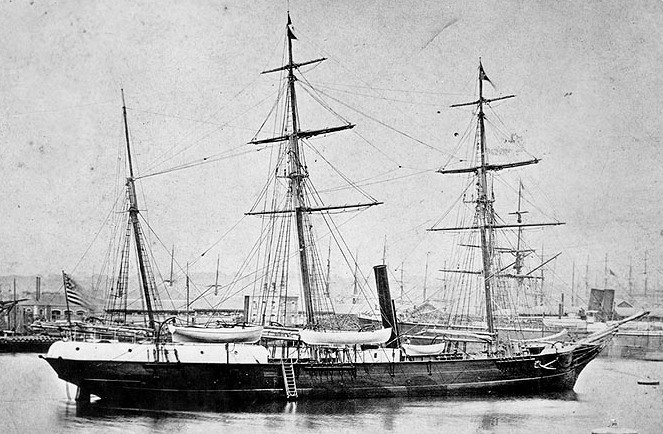
«Жаннетта»

В 1884 году на восточном побережье Гренландии были найдены остатки предметов неудачной экспедиции на корабле «Жаннетта» под командованием лейтенанта американского флота Джорджа Де Лонга. Эта экспедиция потерпела крушение в 1881 году к северо-востоку от Новосибирских островов. Норвежский метеоролог профессор Х. Мон в 1884 году опубликовал статью, в которой проанализировал эти находки, подтвердил догадки Нансена о существовании трансполярного течения; статья Мона стала обоснованием идеи экспедиции к полюсу.
23-летний Нансен в тот период работал препаратором отдела зоологии Бергенского музея, готовясь к защите докторской диссертации. Он уже имел опыт полярных исследований: в 1882 году совершил плавание на судне тюленепромышленной компании «Викинг» среди льдов (в качестве биологической практики). В ходе плавания произошёл незапланированный 24-дневный дрейф у побережья Гренландии. Именно это путешествие и имело решающее значение для направления всей его последующей деятельности. Биограф Амундсена — Тур Буманн-Ларсен, сравнивая личности двух выдающихся норвежских полярников, отмечал, что «Слава отечества — краеугольный камень нансеновской вселенной, цель, которой призваны служить и землепроходческие, и научные достижения». В то же время ему не был чужд и сугубо спортивный азарт: Нансен неоднократно публично утверждал, что «единственной его любовью был Северный полюс».
Нансен понимал, что идея сознательно вморозить судно в лёд может исходить только от авторитетного полярного исследователя, и поставил перед собой в высшей степени крупную и трудную задачу — переход через всё ледяное плато Гренландии, от восточного берега острова до западного. Это вызвало бурную полемику в прессе: все предыдущие экспедиции начинались с обжитого западного берега. Кроме того, Нансен лишал себя путей к отступлению. Всего через четыре дня после защиты докторской диссертации (посвящённой строению клеточного аппарата нервной ткани) Нансен с пятью спутниками отправился в Гренландию. В их числе был Отто Свердруп. С 17 июля по 3 октября 1888 года члены экспедиции, перевозя всё снаряжение на санях (единственной тягловой силой были сами исследователи), преодолели ледяной щит Гренландии, пройдя около 500 км. Во время путешествия Нансен и его спутники вели метеорологические наблюдения и собирали научные материалы. Экспедиционеров после возвращения домой в 1889 году чествовала вся нация: теперь Нансен был готов объявить план новой полярной экспедиции.

## Подготовка экспедиции
Экспедиция планировалась очень тщательно. Нансен говорил:

Так как она должна была продолжаться три года, то и подготовка к ней заняла не меньше времени, тогда как са́мый план был готов трижды тремя годами раньше.

### План

Предполагаемый дрейф по плану Нансена на современной карте Арктики.

Впервые в прессе северополярные планы Нансена были оглашены в ноябре 1889 года, когда он получал Медаль «Веги» Шведского географического общества. В этой связи несколько представителей Австралии предложили ему возглавить экспедицию к Южному полюсу, на что Фритьоф отвечал, что Северный полюс более соответствует интересам скандинавских стран. Оскар Диксон немедленно предложил Нансену финансирование и поддержку в правительственных кругах. В этой связи премьер-министр Норвежского королевства Эмиль Станг в конце ноября 1889 года предложил Нансену подать заявку на правительственную субсидию, гарантируя её получение. В начале 1890 года исследователь составил обоснование, к которому была приложена смета на 300 000 крон (примерно 1 200 000 долларов конца XX века), из которых одну треть должны были покрыть частные лица: Нансен не хотел полностью зависеть от государства, а небогатая Норвегия не могла обеспечить больших ассигнований. 18 февраля 1890 года Нансен выступил на заседании Географического общества Норвегии (доклад был опубликован в мартовской книжке журнала Naturen за 1891 год; текст его основывался на заявке в правительство). В докладе он подробно анализировал причины неудач предыдущих арктических экспедиций и сообщал:

Бесполезно идти, как это делали прежние экспедиции, против течения, мы должны поискать, не найдётся ли течения попутного. Экспедиция «Жаннетты», по моему глубокому убеждению, единственная из всех была на верном пути, хотя случилось это не по её воле и желанию.

Нансен заявил, что предполагает существование морского трансполярного течения, проходящего от района Берингова пролива через околополюсное пространство в Гренландию. Согласно его расчётам, ледовые массы перемещаются от Новосибирских островов до Гренландии за 700 суток. Это означало, что возможно практическое использование течения. План Нансена был таков: построить судно возможно меньших размеров и возможно более прочное. Вместимость его должна предусматривать запасы провианта и угля для 12 человек на 5 лет вперёд. Для этого, согласно первоначальным расчётам, достаточно судна вместимостью 170 брутто-тонн с паровой машиной и скоростью 6 узлов на открытой воде с полным парусным вооружением. Самое важное в судне — его способность выдерживать давление льда. Для этого потребуется создать специальное судно с бортами округлой формы, чтобы давление льдов выжимало его на поверхность.
Первоначально Нансен предполагал идти через Берингов пролив, дабы побыстрее достичь Новосибирских островов. По прибытии на место предполагалось пройти как можно севернее по открытой воде, после чего пришвартоваться к льдине и предоставить льдам всё остальное. На случай, если случится несчастье, и придётся эвакуироваться, или, напротив, экспедиция будет вынесена к берегам неизвестной суши, Нансен намеревался использовать ездовых собак.
В Норвегии планы Нансена были безусловно поддержаны интеллектуалами и правительством, хотя во время парламентских дебатов против них выступили националисты и левые; премьер-консерватор добился того, что субсидия была выделена 30 июня 1890 года («за» проголосовали 73 депутата, «против» — 39). Новый доклад в Географическом обществе был прочитан им 28 сентября 1892 года. На докладе были представлены новые доказательства переноса во льдах сибирского леса и речного ила к побережью Гренландии. Надёжно идентифицировались и одноклеточные водоросли — диатомеи . К тому времени изменились планы: Нансен собирался идти Северо-восточным морским путём, поскольку в противном случае пришлось бы пересекать Средиземное море, Суэцкий канал, Индийский и Тихий океаны, направляясь к Берингову проливу. Вместимость «Фрама», после уточнения необходимого количества запасов, фактически составила 400 рег. т.

#### Отношение в США и Великобритании
Совершенно иное отношение ждало Нансена за рубежом, особенно после доклада 14 ноября 1892 года в Королевском географическом обществе Великобритании. После доклада состоялись прения (материалы были опубликованы в The Geographical Journal 1893, Т. 1, С. 1—32), которые показали, что Нансен оказался в полном одиночестве.
Ещё в 1891 году на план Нансена обратил внимание ведущий американский полярник того времени Адольф Грили. Он доказывал безусловную ложность постулатов Нансена, предполагая, что вещи, найденные в 1884 году в Гренландии, не принадлежали Де Лонгу. По мнению Грили, Северный полюс недостижим, так как занят большим массивом суши, придавленной ледником, который и служит источником образования паковых льдов (в терминологии того времени палеокристического льда) . Равным образом он скептически отнёсся к проекту идеального ледового судна, назвав намерения Нансена «бессмысленным проектом самоубийства» . Американское общественное мнение было настроено к Нансену прямо противоположным образом, и репортёры «Нью-Йорк Таймс» не скрывали восторгов.
Дискуссия в Лондоне была намного напряжённее. Против Нансена выступили все авторитетные британские полярники, а адмирал сэр Леопольд Мак-Клинток заявил, что «это самый дерзновенный план, когда-либо доложенный Королевскому географическому обществу». Большинство критиков не ставили под сомнения теоретические аргументы Нансена, но заявляли, что практически реализация плана невозможна. Находке вещей с «Жаннетты» никто из диспутантов не придал большого значения. В поддержку Нансена (кроме присутствующей публики, не имеющей права голоса) выступили только двое англосаксонских полярников: капитан торгового флота Джозеф Виггинс, неоднократно ходивший в Сибирь, и капитан-гидрограф ВМФ Уильям Уортон, поддержавший теорию о дрейфе арктических льдов. Тем не менее, по результатам дискуссии, Нансен решил отказаться от длительного перехода до Берингова пролива, взамен запланировав повторить маршрут Норденшёльда.

#### Отношение в России

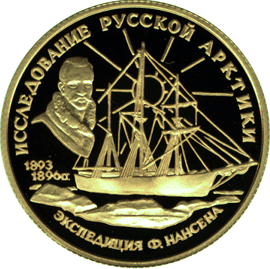
Монета Банка России — «Географическая серия». 1995 год

В России план Нансена сразу же встретил самое благожелательное отношение. По просьбе правительства Норвегии Министерство иностранных дел России снабдило Нансена «рекомендательным листом» наподобие того, который был выдан Норденшельду при плавании вдоль северных российских берегов, а российское Министерство внутренних дел оповестило прибрежные власти Архангельской и всех сибирских губерний об этой экспедиции и распорядилось оказывать ей всевозможную помощь. По просьбе Географического общества Главное гидрографическое управление прислало Нансену копии всех имеющихся в России карт полярных морей. Секретарь Географического общества А. В. Григорьев направил ему специальную записку-справочник, содержащую сведения обо всех населённых пунктах на северном побережье Сибири. Адмирал С. О. Макаров сообщил Нансену сведения о температурном режиме Берингова пролива и примыкающих частей Чукотского моря. Э. В. Толль лично в 1892 году совершил тяжелейшую поездку на Новосибирские острова, где заложил для Нансена три эвакуационных базы. Первая из них была в становище Дурново в лагуне Дурной на западе острова Котельный (75°37’ с. ш.), там был оставлен провиант на 8 дней для 12 человек. Этого было достаточно, чтобы преодолеть 100 км до базы в Урассалахе, где была изба, построенная Толлем ещё в 1886 году. Там были оставлены запасы на месяц. Третья база была оборудована на Малом Ляховском острове: запасы на 4 месяца должны были позволить без напряжения достигнуть материка. Толль же закупил для Нансена 40 остяцких и 26 якутских собак, которых должны были доставить к побережью Югорского шара и устья реки Оленёк .

### Экспедиционное судно

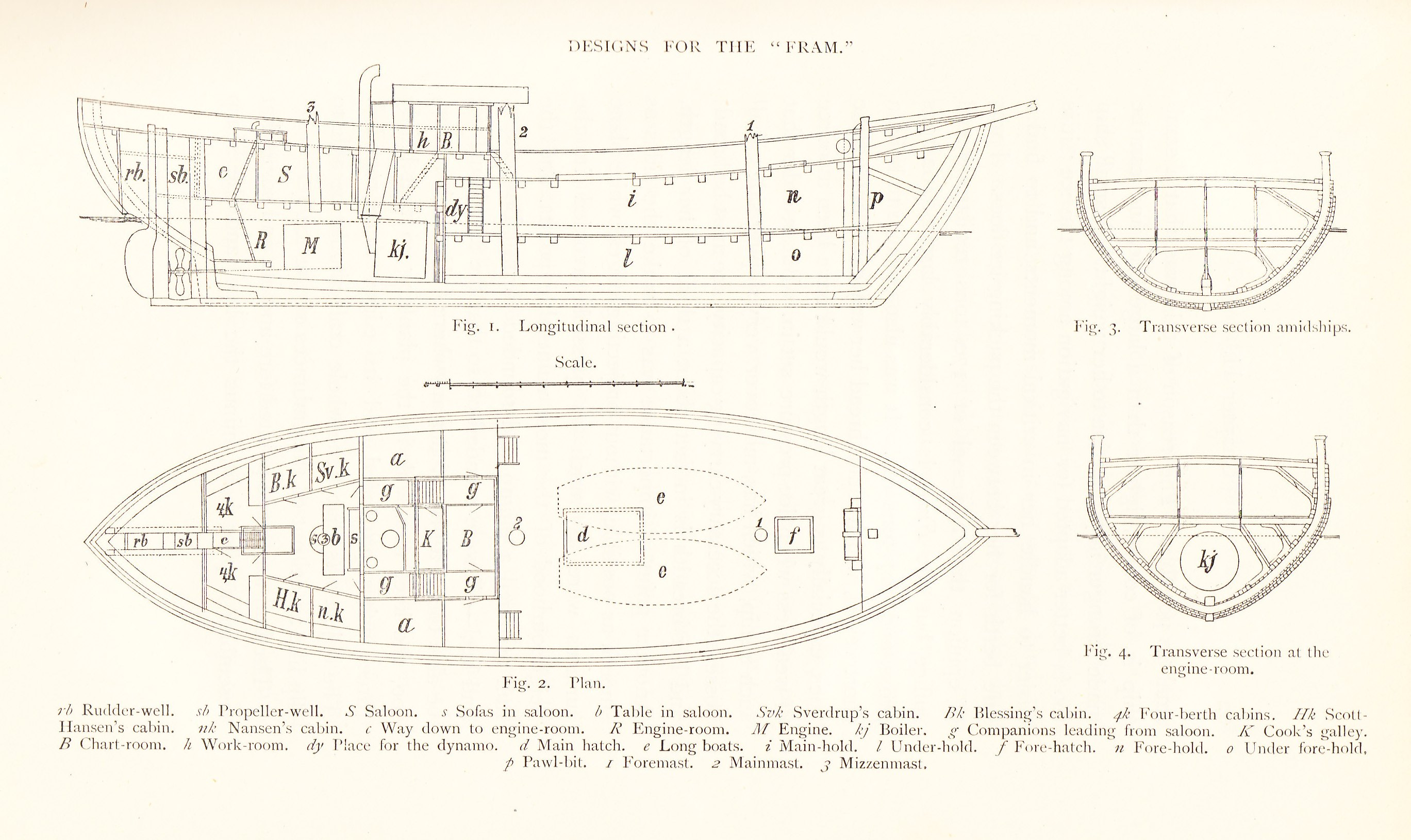
Схема устройства «Фрама».

Нансен с самого начала предполагал обратиться к Колину Арчеру — ведущему судостроителю Норвегии. Первое (очень осторожное) письмо Нансен отправил 6 марта 1890 года. Арчер долго колебался, контракт был подписан 9 июня 1891 года. Сильно повлияло на темп работ предложение королевской верфи в Хортене о поставке итальянского дуба, вылежавшего под крышей около 30 лет. Было предложено три проекта: Нансеном, Свердрупом и самим Арчером, которые согласовывались довольно долго. Закладка судна произошла на верфи Арчера в Ларвике 11 сентября 1891 года. Часть материалов пришлось заказывать в Германии, однако паровую машину сделали в Норвегии в фирме Akers Mekaniske Wærksted. Спуск на воду прошёл 26 октября 1892 года. Руководила церемонией Ева Нансен, она же окрестила судно «Фрамом» («Вперёд») . Достройка продолжалась до лета 1893 года. Ходовые испытания начались в апреле, и Нансен был должным образом впечатлён манёвренностью и управляемостью судна.
«Фрам» имел характерную окраску: корпус от релингов до ледового пояса обшивки был белым, ниже ватерлинии — чёрным. Расположенная на палубе штурманская кабина была окрашена в ярко-красный цвет. Дозорная бочка (на грот-мачте на высоте 32 м от ватерлинии) была белой, мачты венчали позолоченные медные шары.
На «Фраме» было восемь шлюпок, в том числе два баркаса длиной в 8,8 м, имеющие палубы и оснащённые парусным вооружением. Они предназначались для продолжения дрейфа в случае гибели судна, поскольку могли вместить весь экипаж и большие запасы провианта и топлива. Имелись четыре китобойных вельбота длиной 6,3 м, два из дубовой древесины, два — из вязовой, а также прам и моторный катер. Последний принёс много хлопот и со временем был разобран, а его вязовые доски пошли на изготовление лыж и нарт. Баркасы располагались на главном трюмном люке, вельботы висели на шлюпбалках, моторный катер и прам были закреплены на палубе.
Эксплуатацию судна юридически осуществляла судоходная компания «Фрама», основанная Нансеном, в совет директоров входили Аксель Хейберг, предприниматель Томас Николай Фирнли и владелец пивоваренной компании Эллеф Рингнес.

### Финансирование
Подавая заявку в правительство, Нансен заложил смету в 300 тыс. норвежских крон, включая сюда стоимость судна, снаряжения, жалованья команде и содержания семей членов экспедиции. Постановлением стортинга 30 июня 1890 года. Нансену было ассигновано 200 тыс. крон (105 263 рубля в пересчёте М. Вечеслова) с условием, что экспедиция будет иметь чисто норвежский национальный состав. Для покрытия оставшихся расходов в январе 1891 года была открыта национальная подписка, которую начал пожертвованием в 20 тыс. крон король Швеции и Норвегии Оскар II. Нансен по возможности избегал зарубежной финансовой поддержки, опасаясь общественного мнения, однако шведский коммерсант Оскар Диксон поставил электрооборудование для «Фрама», а барон Эдуард фон Толль в России обязался поставить Нансену ездовых собак и оборудовать эвакуационные базы на Новосибирских островах. Королевское географическое общество Британии прислало 300 фунтов стерлингов из своего бюджета, на чём настоял сэр Клементс Маркем постановлением 11 апреля 1892 года; в июле английский исследователь специально приезжал в Норвегию, чтобы осмотреть «Фрам». В связи с перерасходом средств при строительстве судна (всего 117 тыс. крон), 9 июня 1893 года (за две недели до отплытия) стортинг ассигновал дополнительно 80 тыс. крон для покрытия недостач. Прочие расходы покрыли из собственных средств Нансен, Аксель Хейберг и британский предприниматель Чарльз Дик. Все расходы составили 445 тыс. крон (234 000 рублей), при этом стоимость «Фрама» составила 61 %, снаряжения и научных приборов — 16 %.

### Команда

#### Личный состав

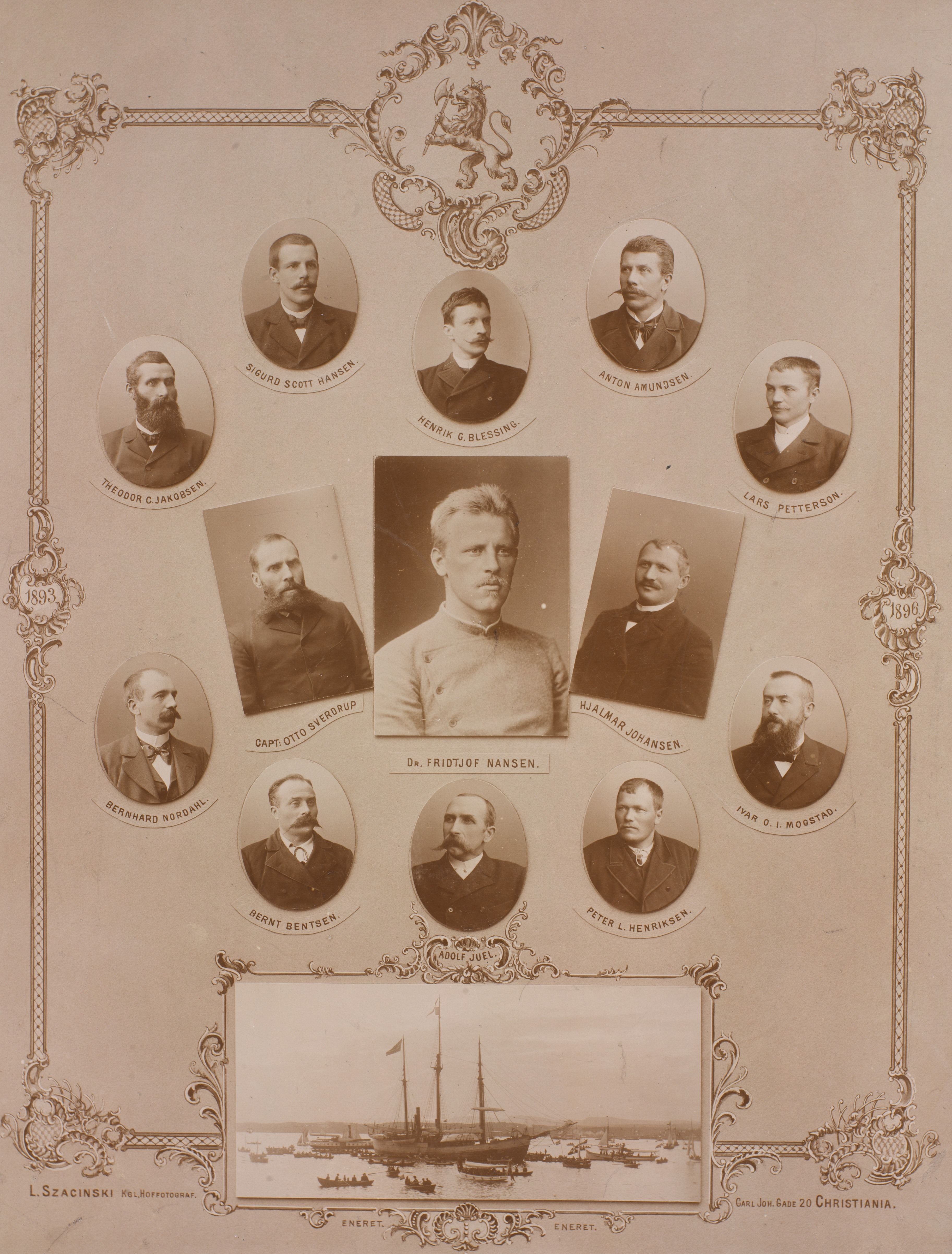
Участники экспедиции на «Фраме».
Коллаж Людвига Шациньского

Ещё в Гренландии Нансен убедился в преимуществе маленькой команды из профессионалов, в которой каждый несёт равную долю работы. Тем не менее, подбор экипажа был сложным делом: Нансен хотел видеть в команде учёных, а также интеллектуалов, которые умеют работать руками и обладают навыками охотников и лыжников. Такие люди были редкостью, многие отказывались, поскольку никто не мог сказать, какая судьба ожидает экспедицию. В частности, так и не удалось найти геолога. Общее число заявок на участие в экспедицию превысило 600, но среди них было много авантюристов или неуравновешенных психически людей, Нансен отобрал из них только 12 человек (включая себя). Одним из соискателей был известный английский полярный исследователь Фредерик Джексон, подавший заявку ещё в 1890 году, но ему было отказано из-за происхождения, поскольку экспедиция предполагалась национальной — норвежской. Все отобранные прошли тщательное медицинское обследование, в результате за все три года экспедиции ни один член команды не испытал серьёзных заболеваний (не считая ревматизма Нансена, гастрита у Свердрупа и т. п.). Фонд экспедиции гарантировал, что жалованье участникам команды может выплачиваться только в течение трёх лет.
Большинство членов команды были профессиональными моряками и военными с большим опытом работы в командном составе. Поэтому на «Фраме» не было чёткой границы между офицерским и рядовым составом, все питались за общим столом и жили в одном помещении. Каждый член команды заключил с Нансеном индивидуальный контракт, в который, помимо служебных и финансовых пунктов (самым серьёзным наказанием за неподчинение было лишение жалованья), была включена декларация лояльности:

Я торжественно клянусь достоинством своим и честью в течение всего предстоящего рейса беспрекословно во всём повиноваться начальнику экспедиции и остальным начальникам и пунктуально исполнять все данные мне приказы, равно как неустанным своим прилежанием и упорным трудом всячески содействовать достижению успеха.

#### Участники экспедиции
1. Фритьоф Нансен (норв. Fridtjof Nansen), доктор зоологии — начальник экспедиции, зоолог, гидролог и океанолог.
2. Отто Нейман Свердруп (норв. Otto Neumann Sverdrup) — командир «Фрама», исполняющий обязанности начальника экспедиции с 14 марта 1895 года. Несмотря на то, что в полярных экспедициях случались конфликты из-за невозможности чётко разделить роли начальника экспедиции и командира корабля, Нансен и Свердруп удачно дополняли друг друга по характеру и темпераменту[55].
3. Сигурд Скотт-Хансен (норв. Sigurd Scott Hansen) — помощник командира, премьер-лейтенант ВМФ Норвегии. В экспедиции был главным метеорологом, астрономом и специалистом по магнитным и гравитационным исследованиям. Заявку на участие подал в третий день Рождества 1890 года и был немедленно зачислен в состав экспедиции. Являлся самым молодым по возрасту членом команды (25 лет к моменту отплытия), но при этом самым старшим по званию в военно-морском флоте[56].
4. Хенрик Греве Блессинг (норв. Henrik Greve Blessing), кандидат медицины — врач, ветеринар и ботаник экспедиции. Был также опытным лыжником. Окончил университет Кристиании за несколько недель до отплытия «Фрама» в 1893 году, только потому, что Нансен оплатил ему экзамены[50]. После отбытия Нансена в санный поход к Северному полюсу, исполнял обязанности натуралиста. Однако психика врача оказалась не слишком приспособлена к условиям изоляции в полярной экспедиции, что привело его к наркомании (Блессинг единолично распоряжался судовой аптекой) и помешало сделать после экспедиции карьеру[57].
5. Теодор Клаудиус Якобсен (норв. Theodor Claudius Jacobsen) — штурман «Фрама». Штурман норвежского и новозеландского флотов.
6. Антон Амундсен (норв. Anton Amundsen) — старший машинист «Фрама». Машинист ВМФ Норвегии, где прослужил 25 лет. Самый старший участник экспедиции (родился в 1853 году), в своей заявке на участие 1890 года он уменьшил себе возраст, чтобы увеличить шансы на участие. В 1893 году ВМФ предоставил ему четырёхлетний отпуск с сохранением жалованья, чтобы он смог принять участие в экспедиции[54]. Зная о его склонности к запоям, Нансен заставил механика подписать контракт о полном воздержании. В экспедиции Амундсен считался «волком-одиночкой», почти фанатически преданным своей профессии, мастером на все руки, и ярым норвежским националистом. Скотт-Хансен считал, что Амундсен попросту сбежал от неудачного брака, в котором было 7 детей[58].
7. Адольф Юэлл (норв. Adolf Juell) — провиантмейстер и кок экспедиции. С 1879 года служил штурманом норвежского флота. Коком пошёл за неимением другой вакансии, и был вынужден в короткий срок освоить поварское искусство. Отличался буйным нравом и больше всех на борту испытывал проблемы с алкоголем, запас которого взял с собой[59].
8. Ларс Петерссен (норв. Lars Pettersen) — второй машинист и кузнец экспедиции. Служил в норвежском флоте. С 1895 года исполнял также обязанности кока и метеоролога. Уже на борту выяснилось, что он швед по национальности (подлинная фамилия — Петерссон), выдававший себя за норвежца, чтобы принять участие в экспедиции. В книге Нансена указано, что его родители — норвежцы, живущие в Швеции, хотя они были шведами[54]. Заслужил уважение команды лёгкостью характера и трудолюбием[60], впрочем, это не исключало бытовых стычек на национальной почве[61].
9. Фредерик Ялмар Йохансен (норв. Fredrik Hjalmar Johansen) — кочегар и метеоролог. Лейтенант запаса норвежской армии. Согласился идти кочегаром за неимением другой вакансии.
10. Педер Леонар Хендриксен (норв. Peder Hendriksen) — матрос и гарпунщик. Шкипер норвежского флота, позднее принял участие в экспедиции Свердрупа в 1898—1902 годов. Второй, после Свердрупа, участник экспедиции, который был принят Нансеном без заявки из-за его репутации среди моряков в Тромсё[60].
11. Бернар Нурдал (норв. Bernhard Nordahl) — кочегар, электрик и матрос. Исполнял также обязанности метеоролога. Унтер-офицер норвежского ВМФ. Попал в экспедицию случайно, узнав о её проведении от сослуживца — Йохансена. Изначально Нансен нанял его только до Тромсё для испытаний бортового электрооборудования, но в результате подписал с Нурдалом контракт до конца экспедиции. Нурдал был образованным человеком, он любил читать и не был чужд литературных занятий; после возвращения он написал книгу о путешествии, где подверг методы руководства Нансена критике[59].
12. Ивар Отто Иргенс Мугста (норв. Ivar Otto Irgens Mogstad) — матрос, каюр и часовщик. До экспедиции сменил множество профессий, включая лесника и надзирателя психиатрической лечебницы.
13. Бернт Бентсен (норв. Bernt Bentzen) — матрос. С 1890 года служил штурманом арктического промыслового флота Норвегии. Вошёл в состав экспедиции за полтора часа до отплытия из Тромсё как временный член команды, предполагая идти только до Югорского Шара, но остался до конца[62].

От Кристиании до Югорского Шара экспедицию сопровождал личный секретарь Нансена Оле Кристо́ферсен. Из столицы «Фрам» вышел под командованием Скотт-Хансена, поскольку Свердруп взошёл на борт своего судна только в Тронхейме — он желал попрощаться с семьёй. С ним прибыл ветеран Гренландской экспедиции Кристиан Кристиансен, но в Тромсё он уволился по неизвестным причинам. Нансен даже не упомянул о бывшем коллеге в отчёте экспедиции. Вместо Кристиансена пришлось срочно брать Бентсена. Часть пути из Ослофьорда экспедицию сопровождал английский журналист Герберт Уорд, некогда участвовавший в экспедиции Стэнли, а также конструктор «Фрама» Колин Арчер. До Тромсё прошёл на борту и профессор Вольдемар Брёггер, который писал биографию Нансена.

#### Условия обитания команды

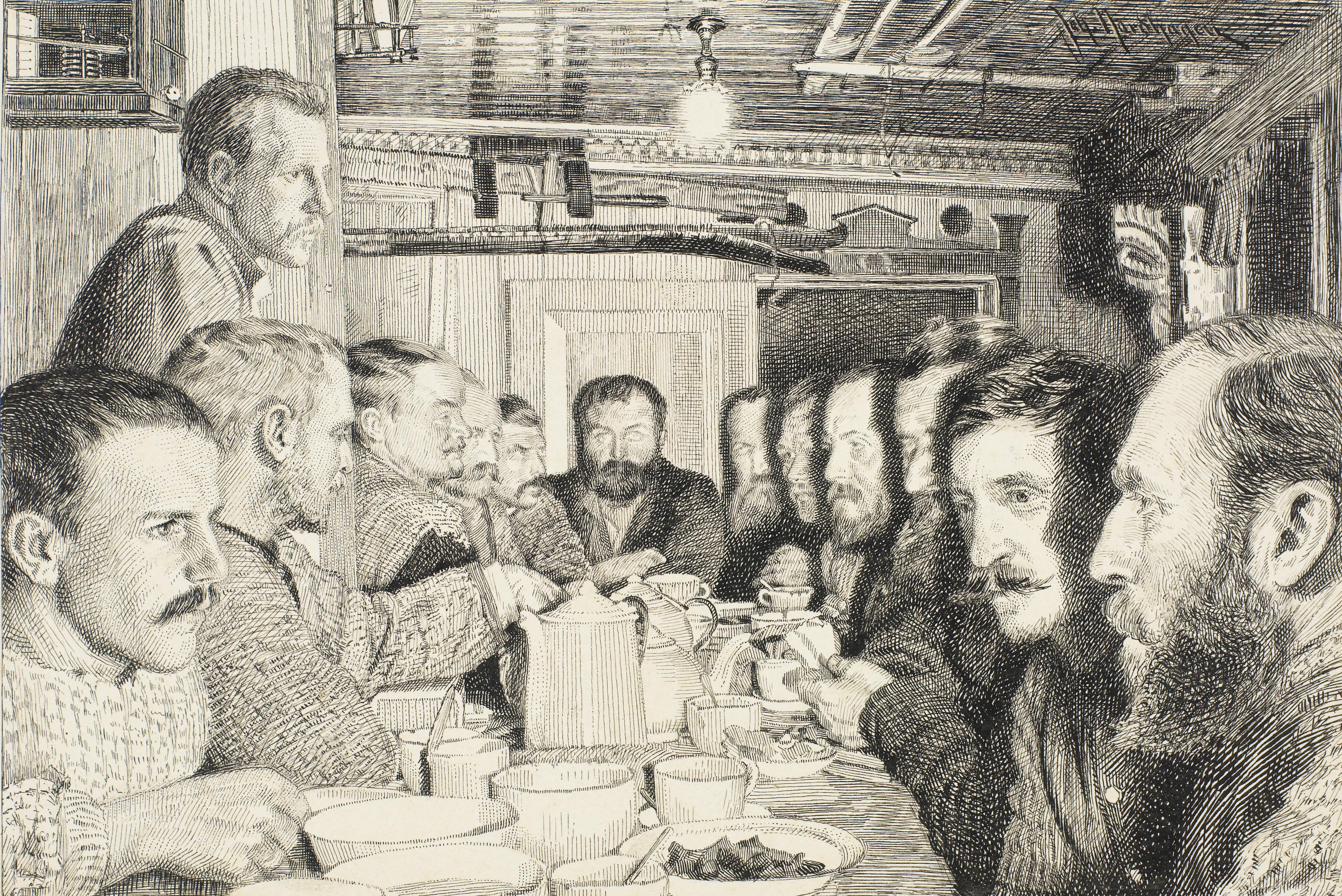
Обед в кают-компании. На стенах развешено оружие, под потолком — лыжи. Гравюра по фотографии, не позднее февраля 1895 года

Все члены команды на борту «Фрама» жили в одинаковых условиях. Центром жизни была кают-компания трапециевидной формы, площадью около 20 м². Вокруг салона располагались каюты экипажа — 4 индивидуальные каюты командного состава (Нансена, Свердрупа, Скотт-Хансена, Блессинга) и 2 четырёхместные каюты рядового состава. Каюты командного состава по площади не превышали 4 м² (как купе в современном вагоне). Четырёхместные каюты матросов имели площадь по 8—9 м², койки располагались в два яруса. Каюты с целью сохранения тепла даже не имели иллюминаторов. Поскольку членов команды в итоге было не 12, а 13 человек, для одного из них не было постоянного спального места, в начале плавания Юэлл даже использовал как спальню одну из судовых шлюпок.
Убранство помещений было выполнено в норвежских национальных цветах — белом, красном и синем. Кают-компания и каюты были украшены произведениями норвежских живописцев — подарками членам экспедиции. Оружие также хранилось в кают-компании.
Единственным средством отопления была печь в кают-компании, каюты обогревались керосиновыми лампами, а также из салона через вентиляционные отдушины. Салон и каюты имели также электрическое освещение — дуговыми лампами. Большой дуговой фонарь имел мощность 400 свечей, а малые угольные лампы — 16 свечей; их применение во время полярной ночи очень сказывалось на настроении
экипажа. По Нансену, зимой 1894 года во внутренних помещениях поддерживалась температура +22 °C.

### Снаряжение

#### Провиант и походное оборудование

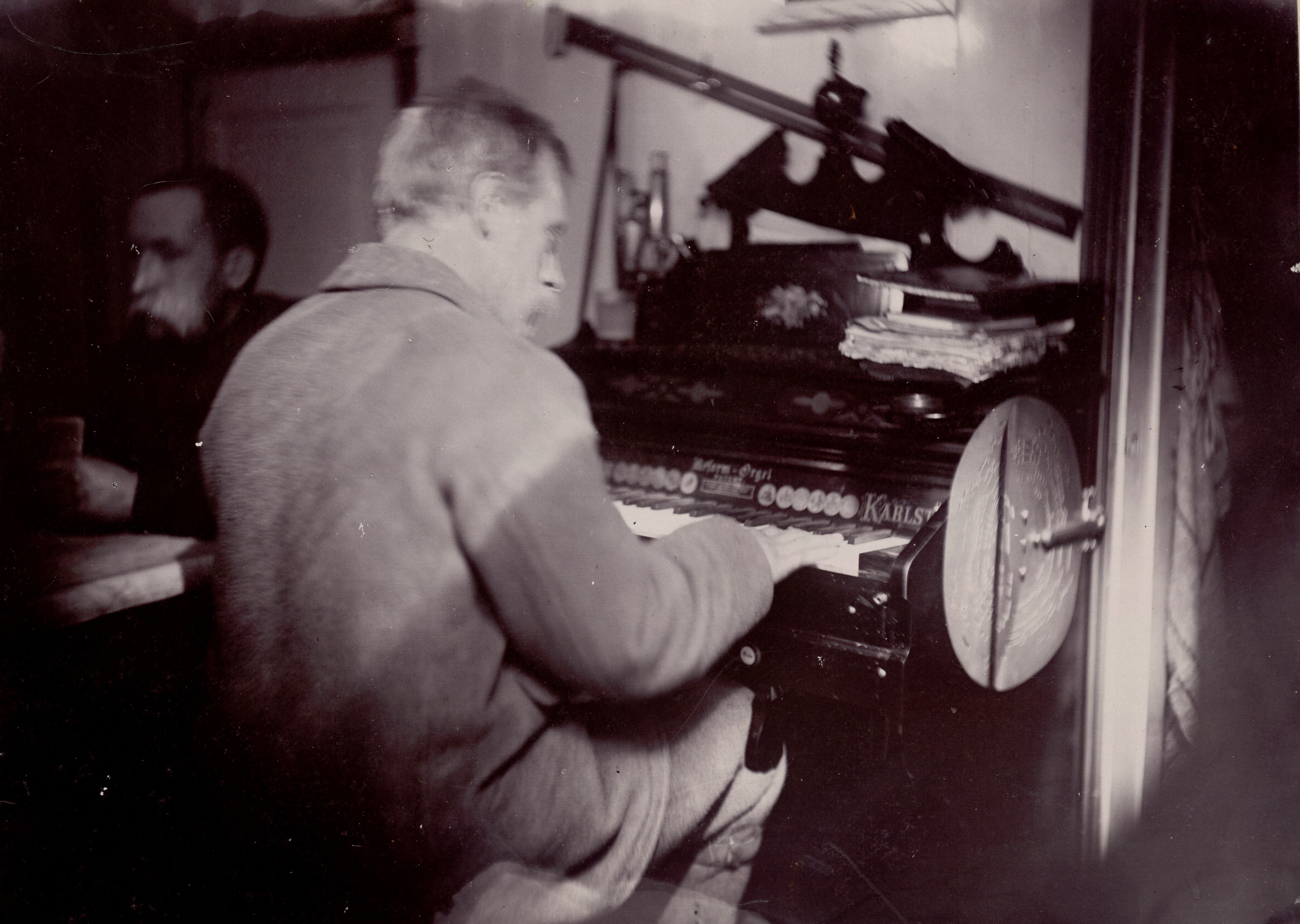
Нансен играет на органе. 11 декабря 1893 года

Нансен в своём проекте 1890 года писал, что успех экспедиции такого рода зависит только от двух факторов: «тёплой одежды и хорошего питания». Консультантом по подбору провианта был специалист по физиологии — профессор Софус Торуп. «Фрам» был загружен запасами консервов на 5 лет пути. Традиционные методы заготовки провианта: засол, копчение и проч. отбрасывали, взамен были взяты стерилизованные и упакованные в стеклянные и жестяные банки продукты 52 наименований. Взяли множество видов сублимированных продуктов и полуфабрикатов (в том числе фирмы «Кнорр»), большое количество сладостей и деликатесов. Нансен крайне враждебно относился к спиртному, но на борту было несколько тысяч бутылок пива и солодового экстракта — подарок спонсора экспедиции пивоваренной фирмы Эллефа Рингнеса. Этого запаса оказалось недостаточно: пиво закончилось в феврале 1894 года. Однако курительный и жевательный табак имелись в изобилии. Особое внимание было уделено профилактике цинги, хотя Нансен придерживался ошибочных взглядов на причины её возникновения: он полагал, что её причиной является отравление продуктами медленного разложения плохо законсервированных припасов. По-видимому, подбор провианта был проведён правильно, а взятые варенья и фруктово-овощные консервы содержали достаточное количество витаминов (было взято полтонны только одной морошки, а также кольраби, брюссельской капусты и т. д.). Во всяком случае Норвежская полярная экспедиция была единственной в XIX веке, в которой не было ни единого случая цинги. Нансен пытался выторговать у поставщиков скидки: шоколадная фирма «Кедбери» согласилась предоставить часть поставки в рекламных целях, но гамбургский поставщих сушёных овощей Wolter & Reuter потребовал полной оплаты. Подспорьем к судовому рациону была охота на северных оленей, моржей, тюленей и белых медведей, хотя свежее мясо предназначалось в первую очередь для собак. Для приготовления пищи во время походов Нансен заказал примусы, которые только что поступили на рынок, отбирал образцы, и лично экспериментировал с определением расхода топлива и КПД прибора.
Для нужд команды было всё необходимое, включая библиотеку европейской классики (подарок спонсоров — около 600 томов), а также механический орган (на нём можно было играть на клавишах, а можно было вставить цинковые ноты и крутить инструмент ручкой). Экспедиция имела 32 винтовки и 24 револьвера, две сигнальные пушки и соответствующее количество боеприпасов. Наилучшими оказались спортивные двухстволки из Лондона, совмещавшие достоинства винтовки и дробовика.
Нансен не упускал ни одной возможности пополнить собственный опыт: хотя снаряжение для санных походов было заказано по образцам, оправдавшим себя в Гренландии, после возвращения Пири в 1892 году, Фритьоф запросил у него информацию по использованию саней эскимосского образца, поведения изделий из алюминия в экстремальных холодах, и т. д. Оказалось, что Роберт Пири использовал нарты конструкции Нансена и был крайне сдержан, считая его соперником в борьбе за полюс. Гораздо больше сведений Нансен получил от участника американской экспедиции — своего соотечественника Эйвина Аструпа, который убедил Фритьофа сделать ставку на ездовых собак. Первоначально собак было решено заказать на Аляске, но поскольку изменился маршрут, пришлось обращаться в Канаду и Гренландию. Эти попытки не увенчались успехом, поэтому на помощь пришёл барон Толль, который заказал для Нансена сибирских ездовых животных. Немалую роль в успехе этого предприятия сыграл шведский посол в Петербурге Густав Рейтершельд. Нансен отказался от телемаркских лыж, пригодных для бега, взамен использовав крестьянскую модель из Сельбю (в центральной Норвегии), узкие, с сильной седловатостью у креплений. Длина их достигала 350 см; большую часть партии лыж изготовил мастер Фриц Юйфельдт — зять сводной сестры исследователя. Нансен использовал самый простой тип лыжных креплений — саамский, представлявший собой ремень, крепившийся к прорези сбоку лыжи, который охватывал обувь с носка и пятки; узлы или пряжки отсутствовали. Этот тип креплений был достаточно надёжным и позволял надеть или сбросить лыжу почти мгновенно.

#### Научное оборудование

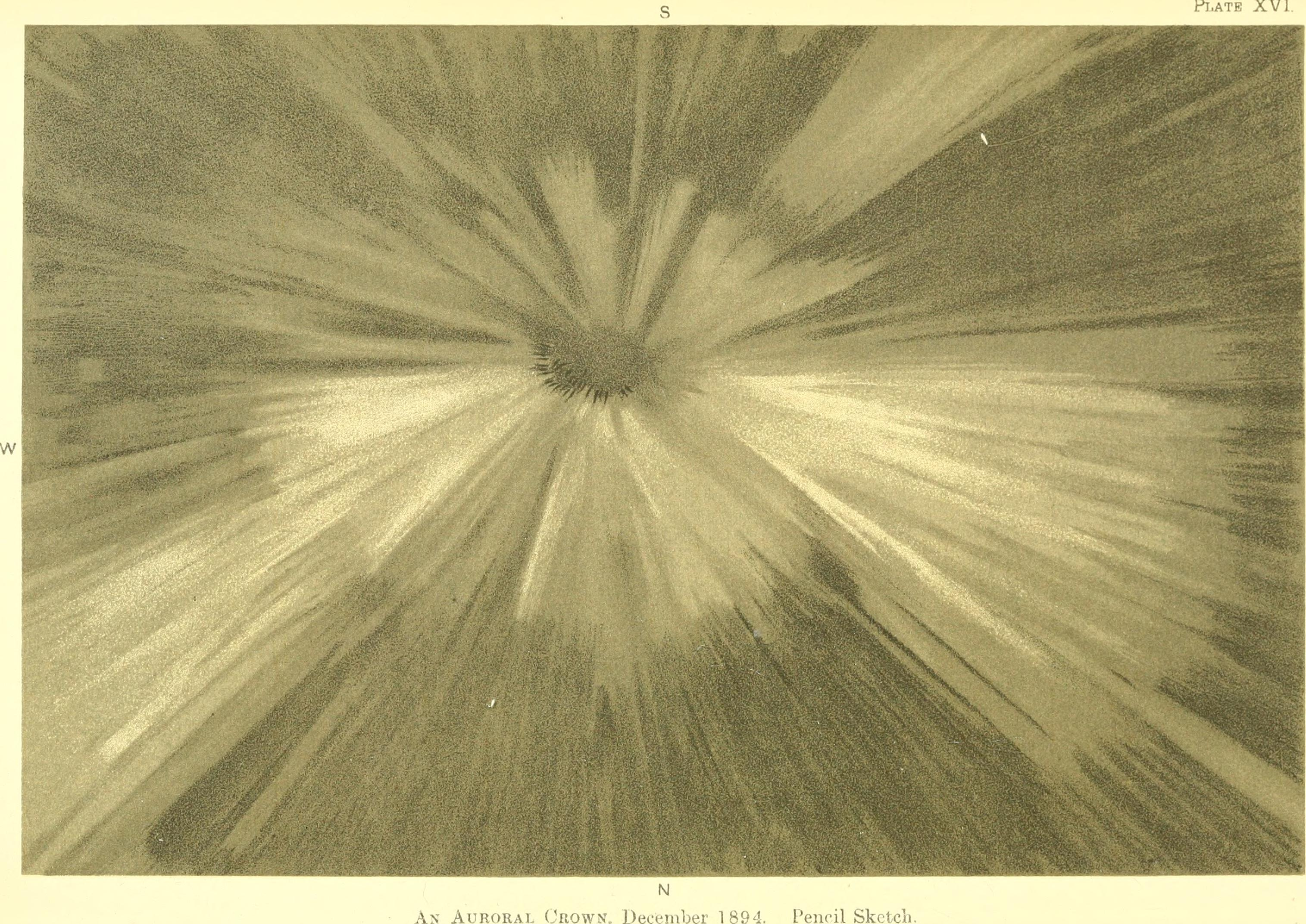
Ф. Нансен. Карандашная зарисовка полярного сияния в форме короны, декабрь 1894

Научные приборы включали разнообразное метеорологическое оборудование (в том числе барографы и термографы). Метеорологические данные собирали каждые четыре часа, а если погода позволяла — то и чаще. Для нужд географических исследований имелся большой универсальный теодолит и два малых теодолита, несколько секстантов. Было четыре судовых хронометра и несколько карманных, полный набор оборудования для магнитных исследований, стереоскоп для наблюдений полярных сияний, электроскоп для исследований атмосферного электричества, 14 фотоаппаратов (из них 7 ручных). Был и маятниковый прибор для гравиметрических исследований, но им пришлось пользоваться в паковых льдах, что было сделано впервые в мире. Для гидрологических исследований предполагался электрический галинограф для измерения солёности морской воды через её электропроводность — изменение солёности определялось электродами, подключёнными к мембране телефона. Нансен писал, что к ужасу всех на борту, пользование прибором требовало абсолютной тишины: сигнал в телефонной трубке был очень слабым. Кроме того, были взяты ареометры, набор глубоководных термометров, драги, лоты и проч.

## Ход экспедиции

### Свободное плавание
«Фрам» отплыл 24 июня 1893 года из залива Пипервика от виллы Нансена «Готхоб» в Люсакере. Проводы превратились в национальное событие, вплоть до того, что было прервано заседание стортинга, чтобы депутаты могли спуститься на набережную; форты Кристиании дали салют. До 15 июля судно шло вдоль берегов Норвегии, загружая припасы, а Нансен дал серию публичных выступлений с целью покрытия финансовых недостач экспедиции. Судно было сильно перегружено: нагрузка превысила конструкционную на 100 тонн, надводный борт был на 18 дюймов (около 45 см) ниже предельно допустимой ватерлинии. В Тромсё чуть не погиб механик Амундсен, которого по недосмотру завалили углём во время погрузки. Он получил рассечённую рану на голове, которая заживала до начала дрейфа во льдах. В этом же городе погрузили все детали полярного снаряжения, включая меха, сушёную осоку для обувных стелек, и проч. Все приготовления наилучшим образом сделал местный адвокат Даниэль Мак. Здесь же команда ещё раз могла воспользоваться услугами врачей; так, Скотт-Хансен запломбировал у дантиста восемь зубов. В последнем норвежском порту — Вардё — команда устроила загул, из-за чего при выходе из порта в строю было всего три человека — сам Нансен, Свердруп и Скотт-Хансен, которые и управлялись со швартовами и буксирными концами. После этого начальник устроил своей команде разнос — в первый и последний раз за всю экспедицию, — о чём также не упоминал в отчёте.

Путь «Фрама» в Арктику
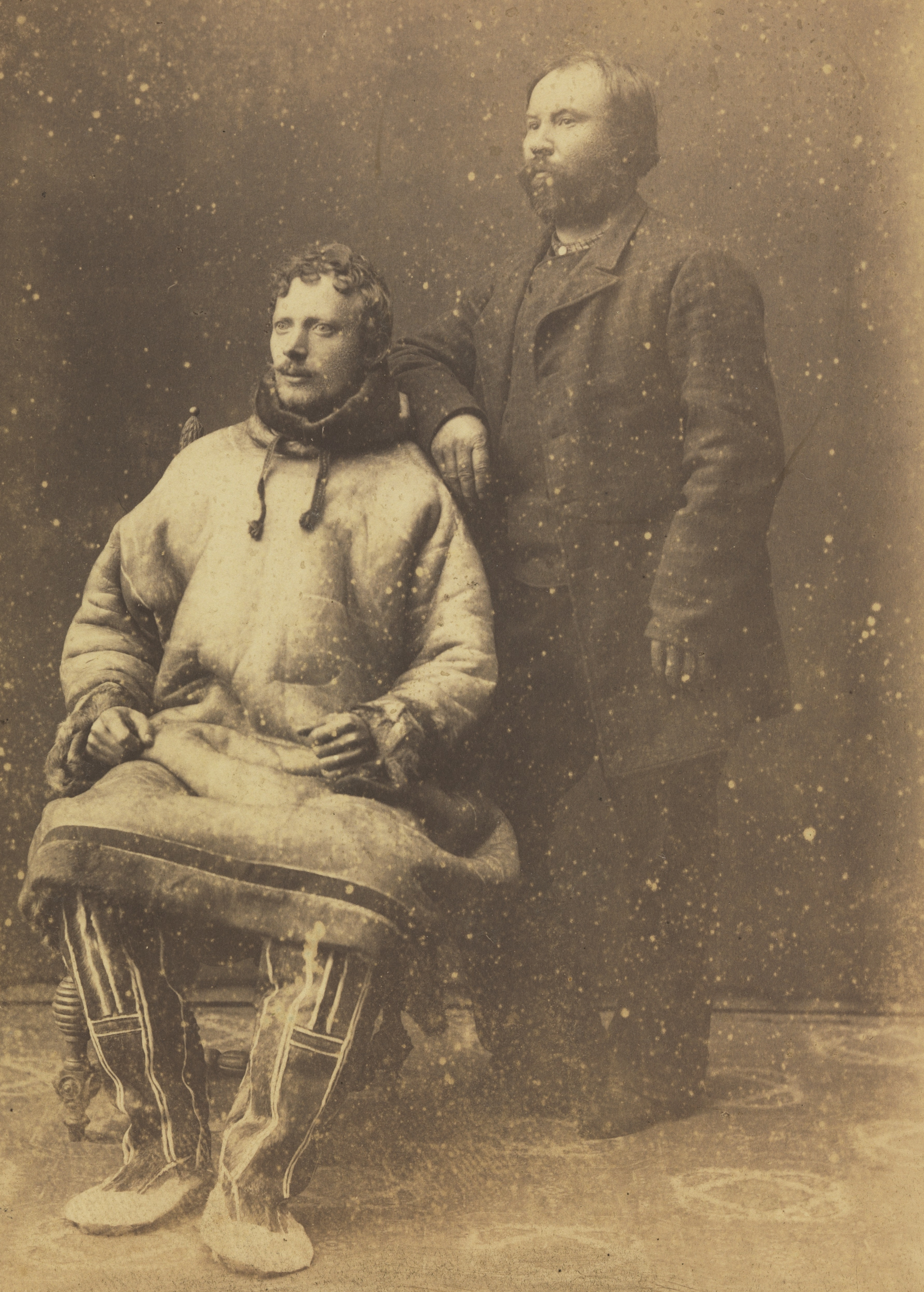
Секретарь Нансена Оле Кристоферсен и Александр Тронтхейм в Хабарово
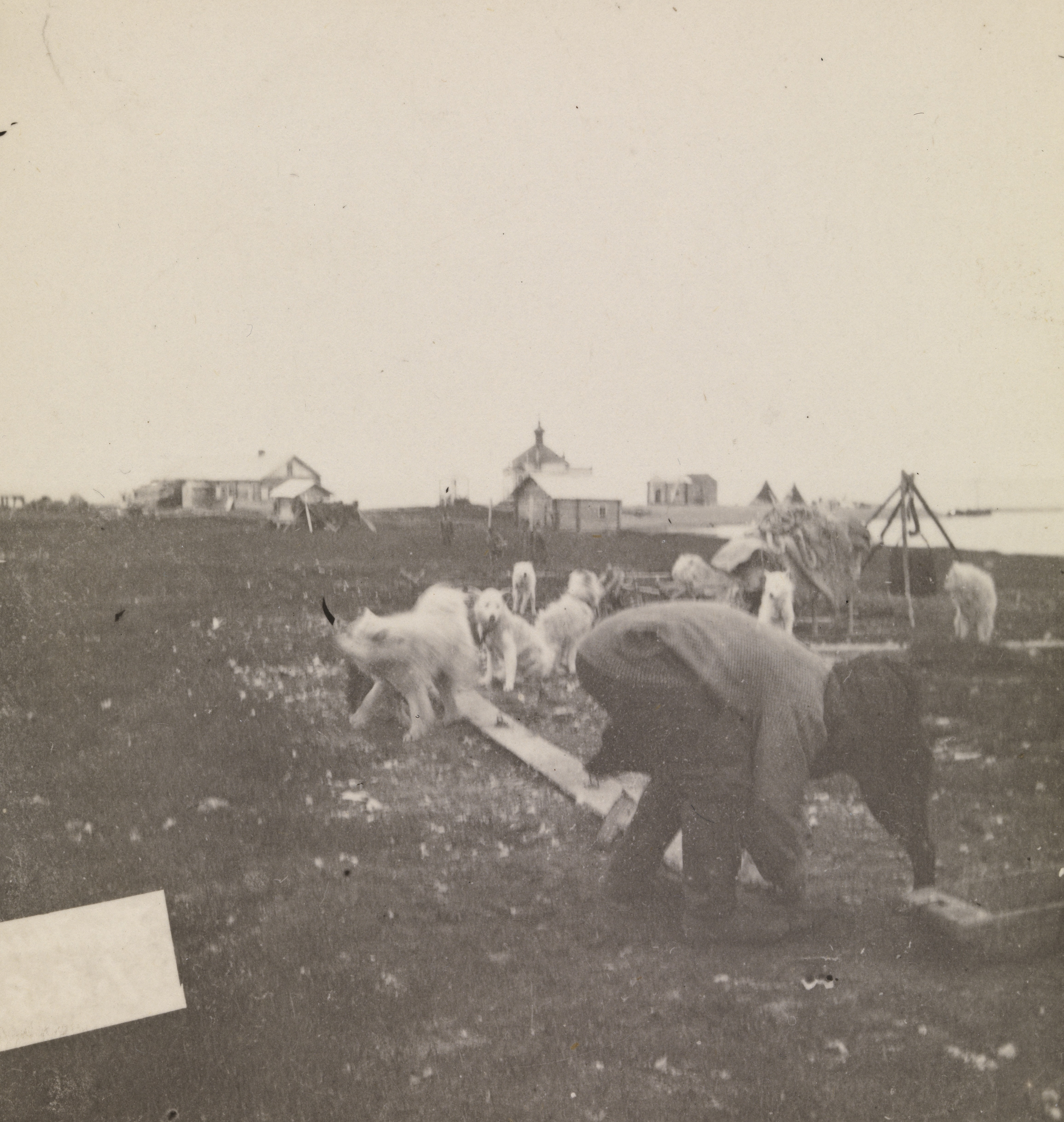
Александр Тронтхейм и доставленные им ездовые собаки в Хабарово
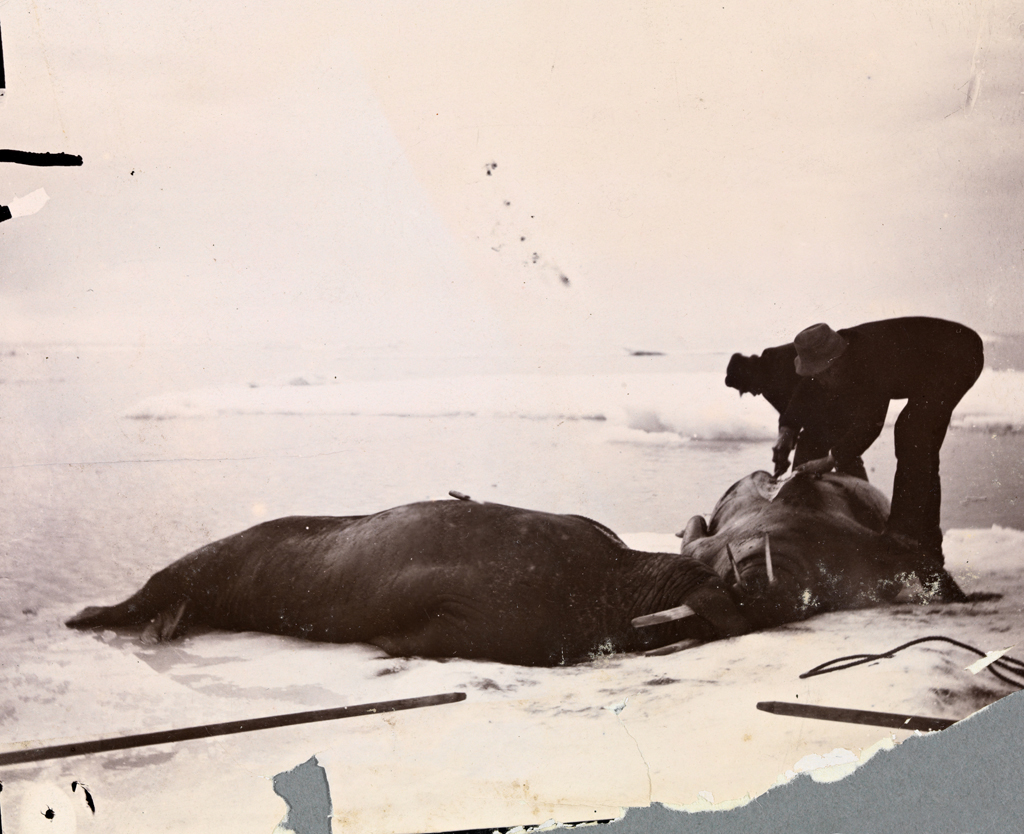
Охота на моржей. 12 сентября 1893 года
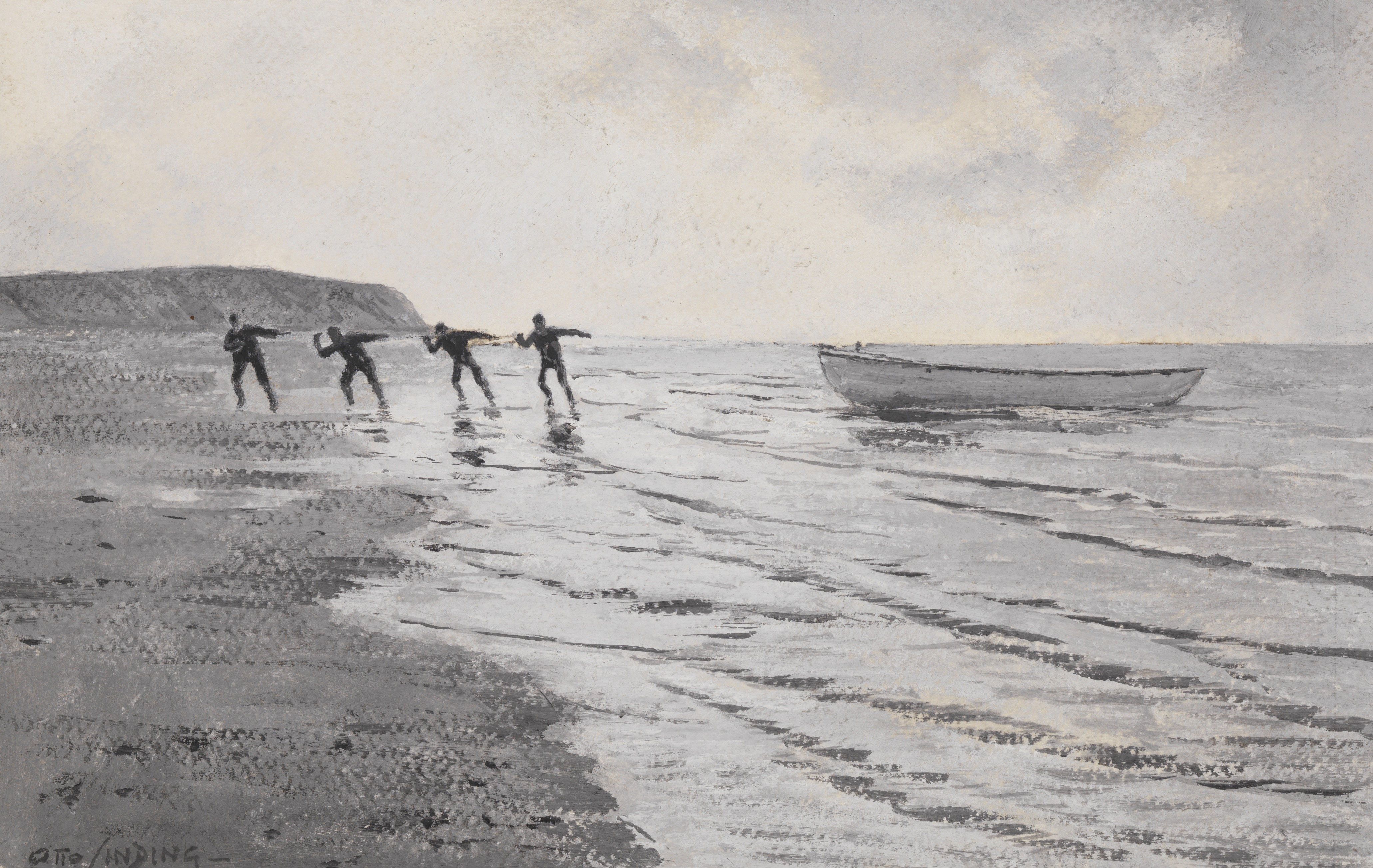
Высадка на полуостров Ямал

Покинув Вардё, «Фрам» пустился по Баренцеву морю в сплошном тумане, который висел четверо суток. 29 июля «Фрам» вошёл в Югорский Шар, в ненецкое становище Хабарово, куда посланец Э. В. Толля — полурусский-полунорвежец, тобольский мещанин Александр Иванович Тронтхейм доставил 34 остяцкие лайки. Для Нансена неприятным сюрпризом оказалось то, что это были сплошь (кроме четырёх) кастрированные кобели, для развода собак осталась личная сука Нансена — Квик, помесь ньюфаундленда с гренландской лайкой. Команда занялась дооборудованием судна: провели электрический телеграф от дозорной бочки в машинное отделение, а также установили форсунку для топки котла нефтью. Однако 28 августа пришлось форсунку демонтировать: случайно обнаружилось, что котёл сильно перегревался, что угрожало взрывом (ранее взорвалась и водомерная трубка). «Фрам» посетили местные русские купцы и ненецкие старейшины, после чего Нансен навсегда потерял авторитет в глазах местного населения: в момент визита начальник экспедиции приводил в порядок моторный катер:

…Я работал в поте лица, засучив рукава, без пиджака и жилета, чумазый от копоти и машинного масла. Потом, придя к Тронтхейму они говорили: «Какой же это большой начальник? Работает как простой матрос, а с виду хуже бродяги». Тронтхейм ничего не мог привести в моё оправдание: против фактов не поспоришь.

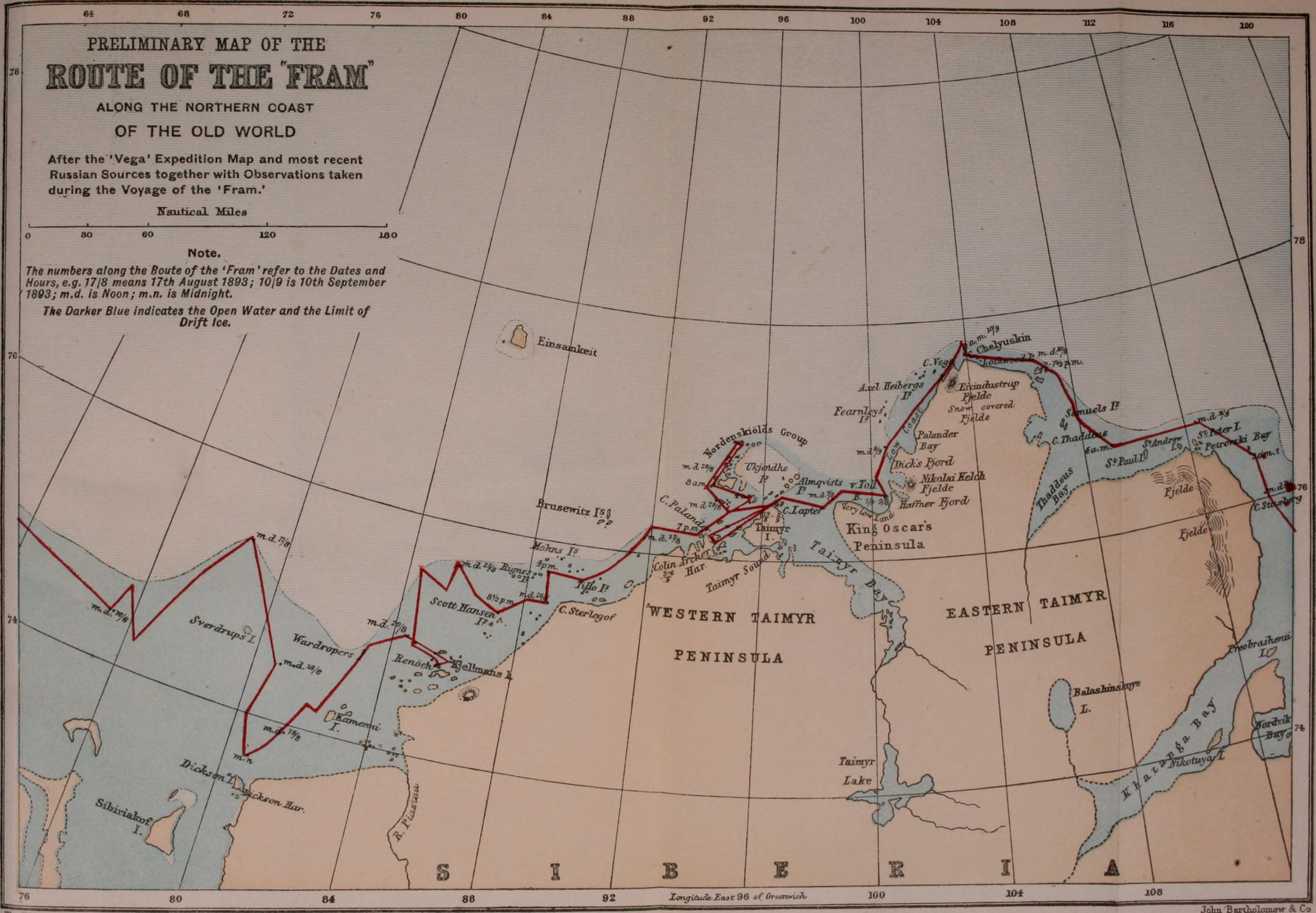
Предварительная карта пути «Фрама» вдоль северной оконечности Старого Света из английского издания отчёта экспедиции (1897)

При исследовании фарватера Югорского Шара ночью 4 августа Нансен едва не погиб во время взрыва газолина на моторном катере. Карское море пересекли благополучно, оказавшись на траверзе Енисея 18 августа. Здесь в сплошном тумане были замечены группы мелких островов, один из которых был назван в честь Свердрупа. Продвижение «Фрама» сильно замедлилось при попадании в ледовые поля и зоны т. н. «мёртвой воды» (тонкий слой пресной воды растекается по горизонту морской воды, создавая сильное сопротивление на границе плотности). К 7 сентября экспедиция была у полуострова Таймыр, открыв перед тем несколько групп мелких островов, названных в честь помощника командира — островами Скотт-Хансена и в честь спонсоров экспедиции — острова Фирнли и острова Хейберга. Гряду островов, впервые замеченных ещё Норденшельдом, Нансен назвал в его честь. Мыс Челюскин преодолели 9 сентября в сильную снежную бурю, грозившую вынужденной зимовкой.
Нансен принял решение не идти к устью реки Оленёк, где Толль заготовил угольный склад и партию ездовых лаек. Вместо этого «Фрам» пошёл на север по открытым разводьям, огибая остров Котельный. Нансен рассчитывал добраться до широты 80°, но сплошные ледовые поля остановили «Фрам» 20 сентября на 78° с. ш. 28 сентября собаки были спущены с борта на лёд, а 5 октября было официально объявлено о начале дрейфа. 21 сентября и 5 октября на борту шла великая война с клопами и тараканами, а также вшами, которые попали на борт в Хабарово. Самым эффективным методом было признано вымораживание, поэтому первые месяцы зимовки жилые помещения не отапливались. В первую зиму при наружной температуре −25 °С в кают-компании поддерживалась температура до +12 °С, а в спальных каютах происходила конденсация влаги на стенах и потолке, из-за чего приходилось изолировать меховые спальные мешки войлоком. Якобсен изобрёл несколько систем, впитывающих влагу, из фитилей и жестянок. Блессинг специально проводил исследование концентрации углекислоты в помещениях при использовании керосиновых ламп.

### Дрейф октября 1893 — марта 1895 годов

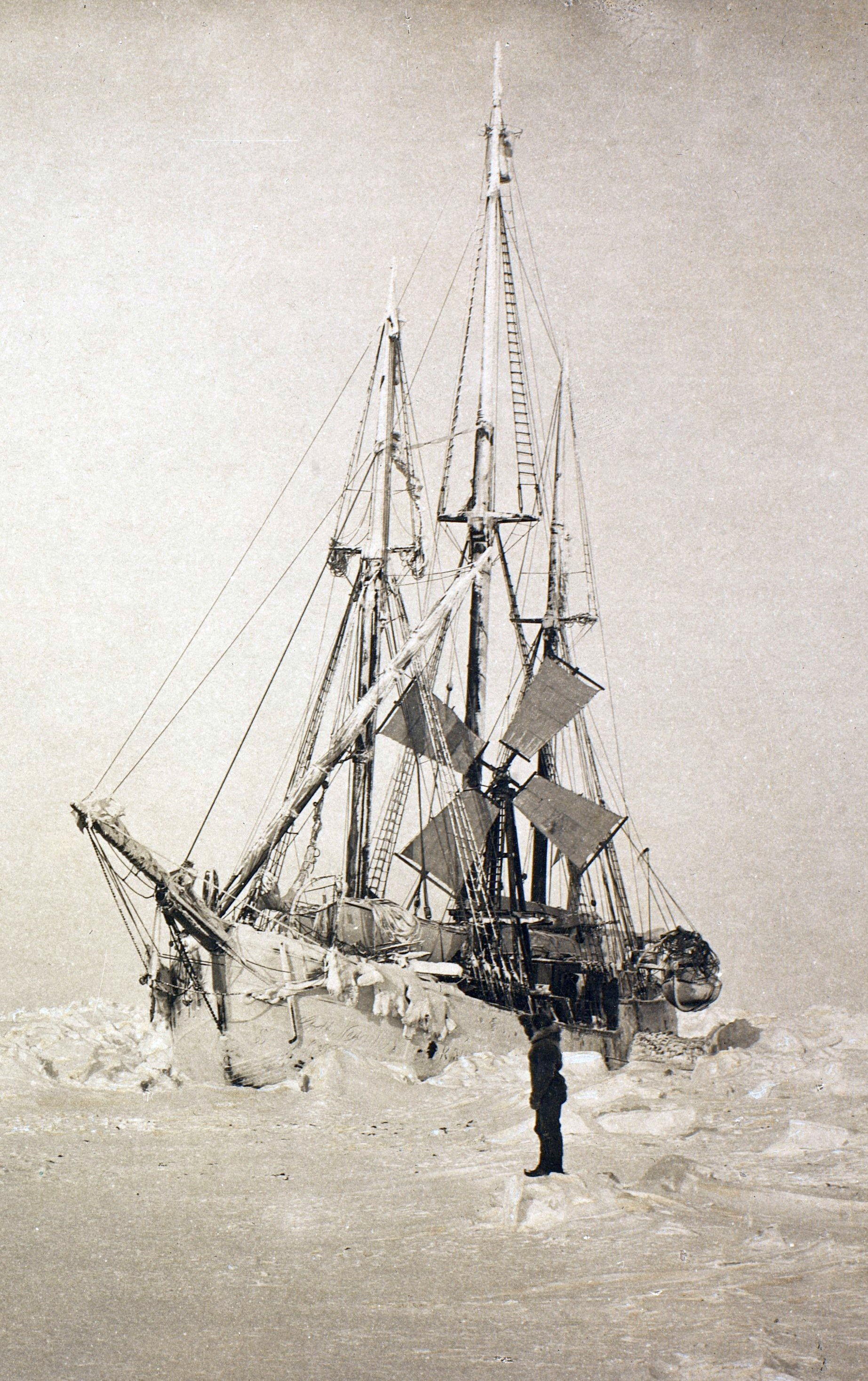
«Фрам» в марте 1894 года. Хорошо виден ветряк электрогенератора

9 октября 1893 года на практике была проверена конструкция «Фрама»: произошло первое ледовое сжатие. Судно всё это время беспорядочно дрейфовало на мелководье (130—150 м). К 19 ноября «Фрам» находился южнее, чем в момент начала дрейфа. Нансен погрузился в депрессию.
Полярная ночь началась 25 октября, к этому времени на борту был смонтирован ветрогенератор. В целом главным врагом команды «Фрама» стала скука, которая усиливала напряжение людей, стиснутых в малых жилых помещениях (вдобавок у одного человека не было собственного спального места), а также постоянная депрессия Нансена — он очень тяжело переносил разлуку с женой. Попыткой бороться стало издание рукописной газеты Framsija, первый номер которой вышел 10 декабря; в дальнейшем юмористические выпуски более или менее регулярно составлялись до весны 1895 года. Команда погрязла в азартных играх (играли на свежеиспечённый хлеб, и некоторые проигрывали свои порции на месяцы вперёд) . Иногда люди придумывали не вполне безобидные развлечения: в первую зиму Скотт-Хансен и Блессинг имели привычку обеденную порцию пива оставлять до вечера, в результате некий шутник (так и не изобличённый), подлил в их бутылку спитый кофе. Хотя наружная температура в ноябре упала ниже −30 °С, салон и каюты по-прежнему не отапливались, в результате пришлось в четырёхместных каютах на корме, где образовывалось больше всего конденсата, закрывать койки холщовыми пологами, пропитанными салом, по которым влага стекала в жестянки. Несмотря на спартанские условия быта, на празднование Рождества капитан Свердруп и первый помощник Скотт-Хансен вышли в парадных костюмах, при крахмальной манишке и галстуке. Однако в день Нового года Скотт-Хансену и Йохансену пришлось на морозе наблюдать в телескоп затмение спутников Юпитера, чтобы уточнить ход судовых хронометров.
Отношения среди экипажа, в целом, складывались благополучно. Основным источником напряжения был сам Нансен, который, как ярко выраженная харизматическая личность, давил на всех своим авторитетом и считал своим долгом вмешиваться во все детали повседневности; например определение обеденного меню, запрет на курение в каютах и т. п. Его изменчивое настроение также сказывалось на экипаже. Всю повседневную ответственность за нормальное функционирование экспедиции при этом нёс капитан Свердруп, который старался держаться в стороне, понимая, что Нансен чрезвычайно озабочен сохранением своего авторитета. Во время первой зимовки было три драки; самым непопулярным на борту, «вечным козлом отпущения», оказался Мугста. Для разрядки служила судовая библиотека; Свердруп ценил декадента Арне Гарборга, а Нансен — Шопенгауэра и Байрона. Большим спросом пользовались и описания предыдущих полярных экспедиций. Гимнаст Йохансен с января 1894 года выполнял на льду сальто и стойки.
В январе 1894 года Нансен впервые стал задумываться о попытке на санях достигнуть Северного полюса. В феврале 1894 года опытным путём было установлено, что средняя скорость лыжника равна скорости упряжных собак и нарт с грузом. По словам биографа Нансена — Хантфорда, это была революция в способе передвижения по Арктике — собаки должны были тащить груз на нартах, люди идти налегке на лыжах, экономя силы. Данный метод впервые должен был применяться для достижения Северного полюса. 22 января открылась большая полынья, из которой вынырнул морж, к удивлению команды, не ожидавшей увидеть живое существо за 1000 миль от изученных зоологами местностей.
6 апреля 1894 года на борту «Фрама» наблюдалось солнечное затмение. На телескопе работал Скотт-Хансен, с теодолитом — Нансен и Йохансен. Наблюдения были совершенно необходимы для сверки судовых хронометров, поскольку узнать точное время после отправления экспедиции было невозможно. Затмение началось на 7½ секунд позже, чем следовало из вычислений Нансена и Скотт-Хансена. Метод проверки судовых хронометров по времени наступления солнечного затмения был применён впервые в мировой практике.

Сезон 1893—1894 годов на «Фраме»
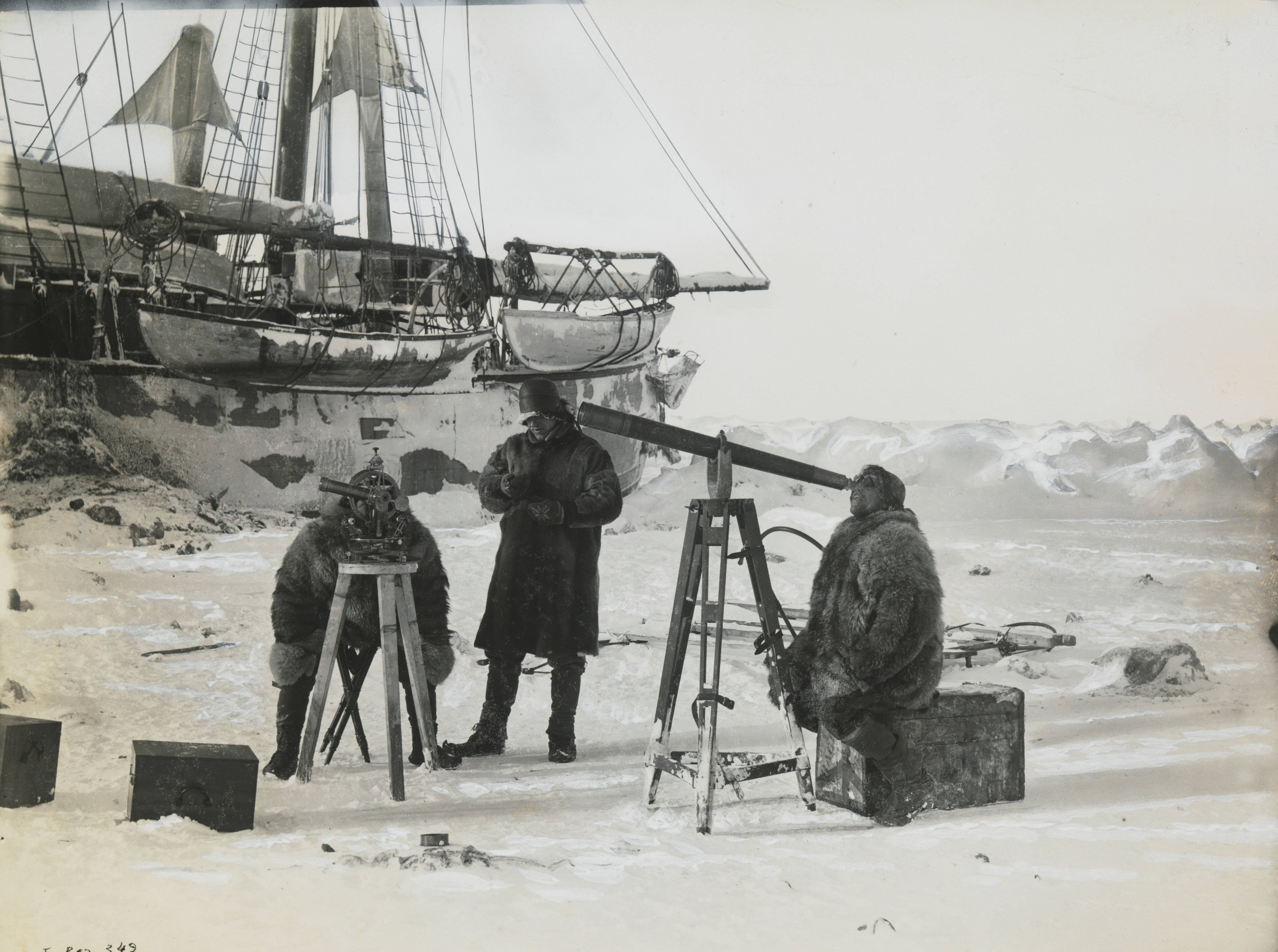
Наблюдение солнечного затмения 6 апреля 1894 года
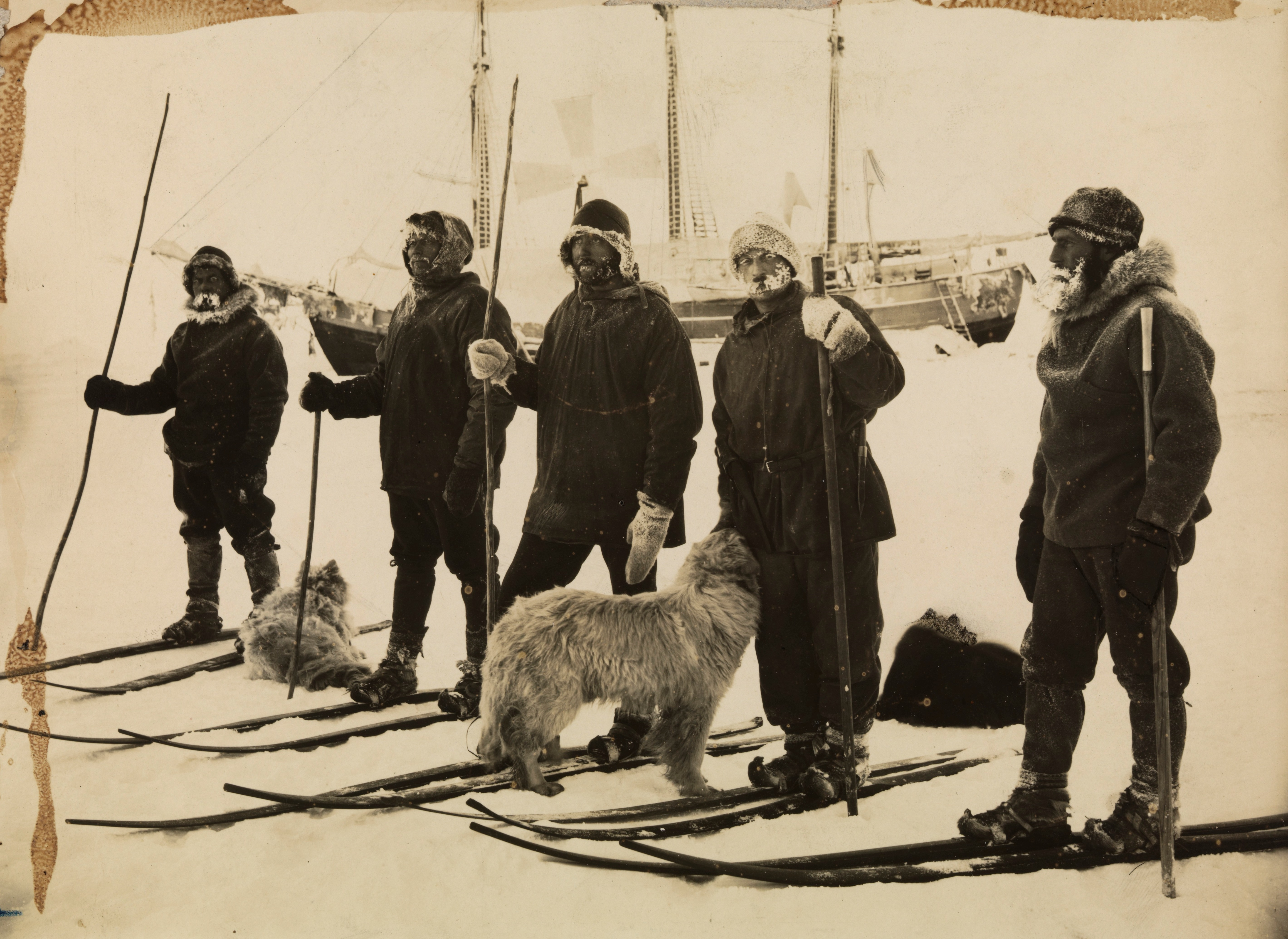
Парад перед лыжной гонкой
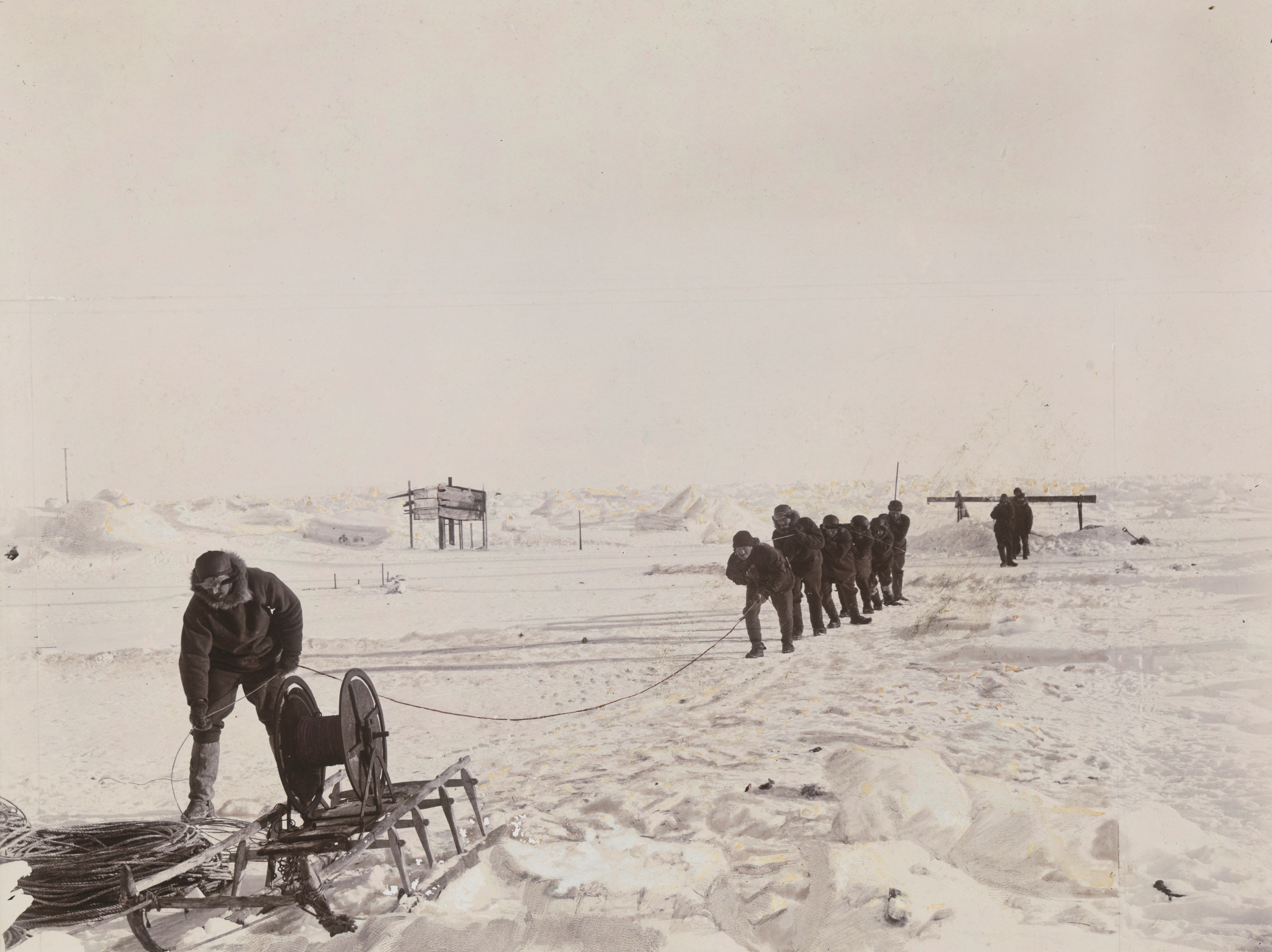
Промер глубины в 3500 метров
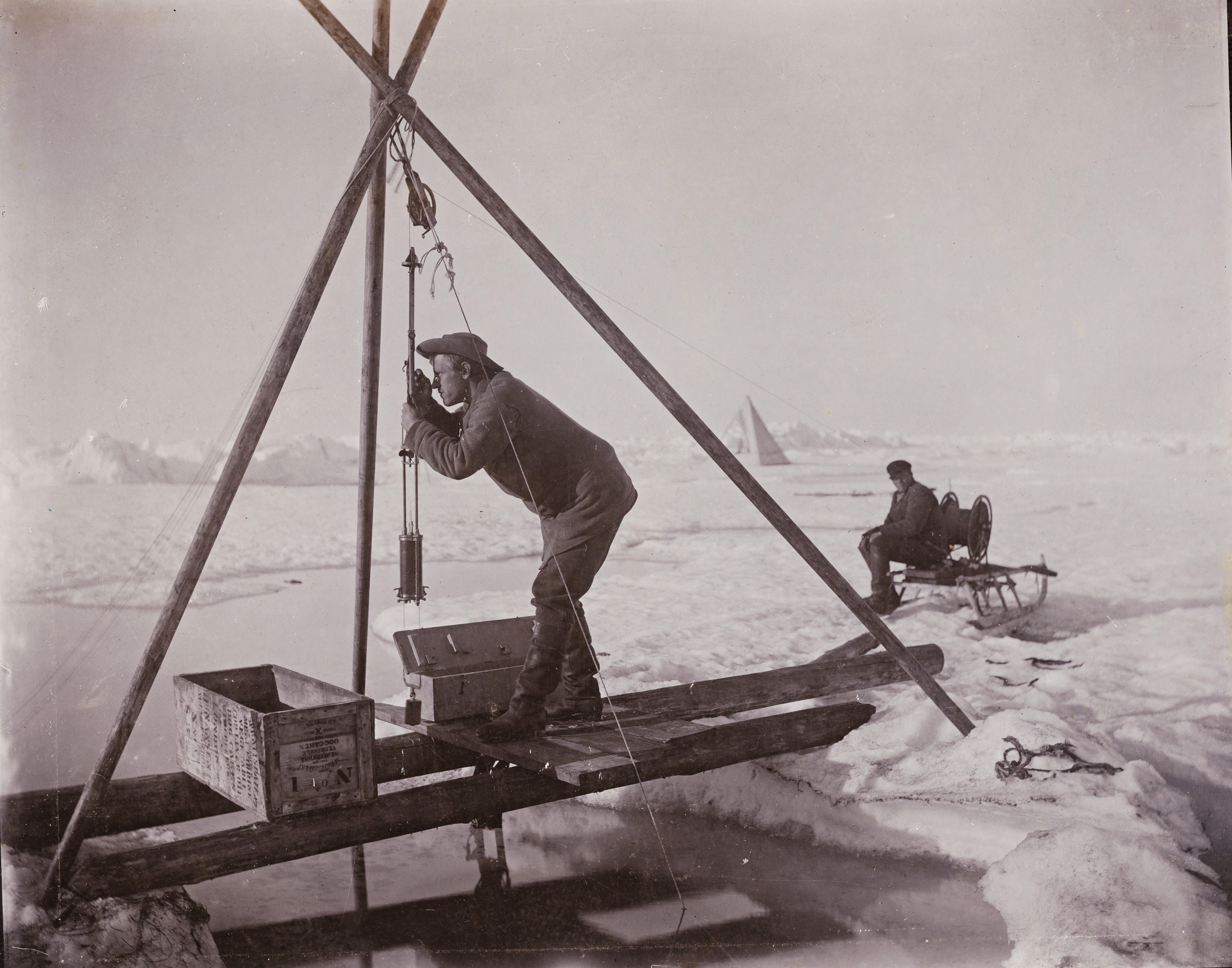
Нансен определяет температуру морской воды

Только 19 мая 1894 года «Фрам» пересёк 81° с. ш., двигаясь в среднем со скоростью 1,6 мили в сутки. Нансен опасался, что если скорость дрейфа будет постоянной, на пересечение полярного бассейна понадобится не менее 5—6 лет. В этот период было сделано замечательное открытие: на месте мелководного Полярного бассейна обнаружился океан глубиной до 3850 м. Океанографические и гляциологические исследования были самыми трудоёмкими, требуя участия всего экипажа. Бурение льда производилось через 10 дней (обычно 1-го, 10-го и 20-го числа каждого месяца), а промеры морских глубин — каждые 60 морских миль. Для достижения глубины 3800 м лотом требовалось не менее 2½ часов. Нансен не предполагал наличия таких глубин, в результате чего на «Фраме» не оказалось лот-линя подходящей длины, и его пришлось сделать на борту из запасных такелажных снастей: стальной трос был размотан на проволоки, из которых был сплетён лот-линь длиной 5000 м. Все работы велись на льду при температуре −40 °C.
К концу лета 1894 года Нансен убедился, что судно не достигнет полюса, и твёрдо решил в 1895 году отправиться в санный поход. 16 ноября 1894 года Нансен объявил команде, что покидает судно в будущем году. «Фрам» к тому времени находился в 750 км от мыса Флигели и на расстоянии примерно 780 км от Северного полюса. Нансен рассчитывал, что в поход пойдут два человека, 28 собак с грузом 1050 кг (по 37,5 кг на собаку). После достижения полюса (на это отводилось 50 суток) можно будет пойти либо на Шпицберген, либо на Землю Франца-Иосифа. В спутники Нансен наметил Ялмара Йохансена — самого опытного лыжника и каюра в экспедиции. Предложение ему было сделано 19 ноября, и он сразу же согласился. В дневниках почти всех членов команды не содержалось удивления по поводу планов командира и его выбора своего спутника. Однако настроение на борту снизилось из-за рационирования кофе: Нансен по недосмотру распорядился взять всего 100 кг кофейных зёрен, чего должно было хватить лишь на год; сахара также было немного. Кофе теперь подавали к завтраку по понедельникам и пятницам и после обеда по средам и воскресеньям.

Сезон 1894—1895 годов на «Фраме»
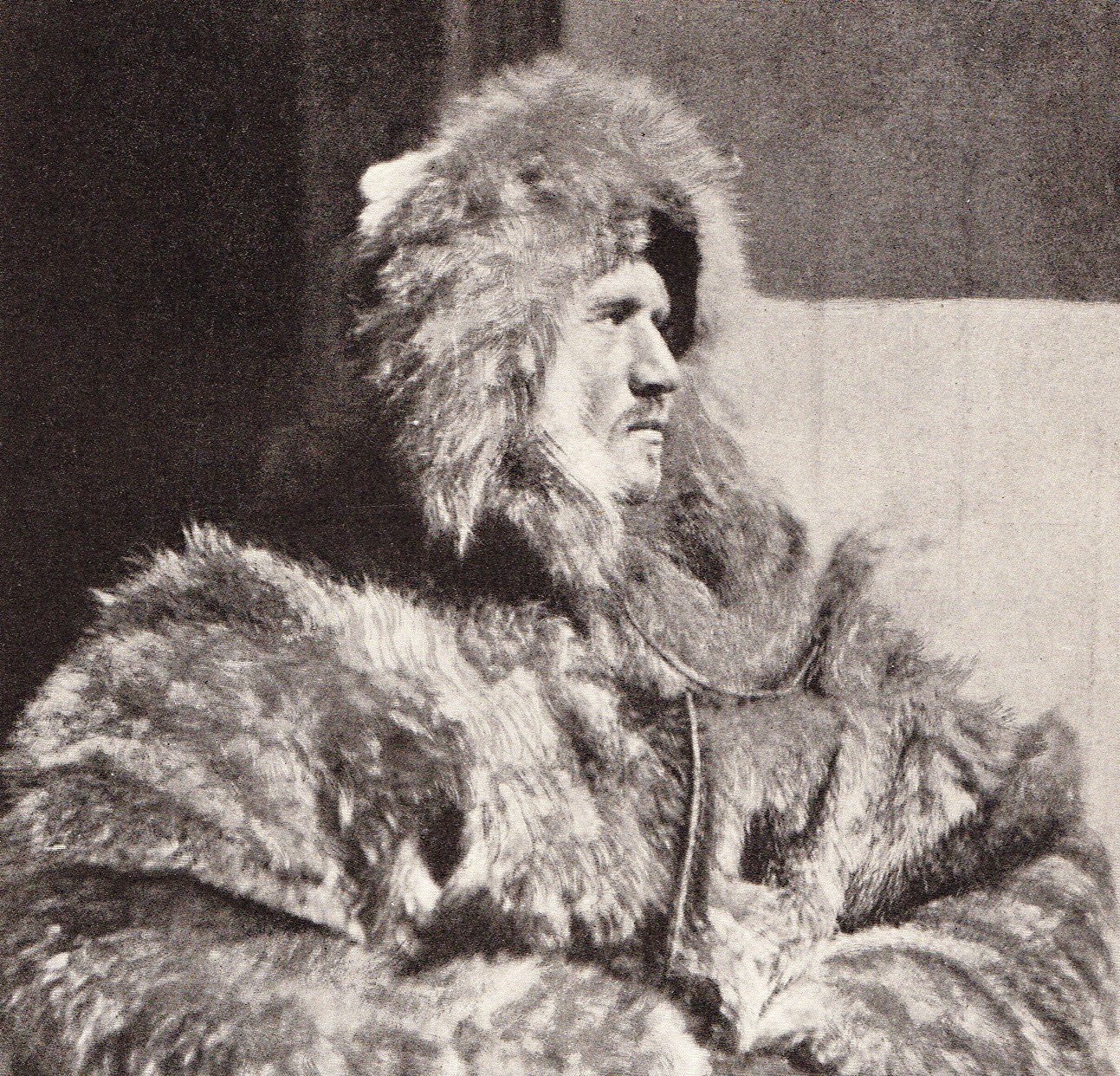
Ялмар Йохансен в одежде из волчьего меха
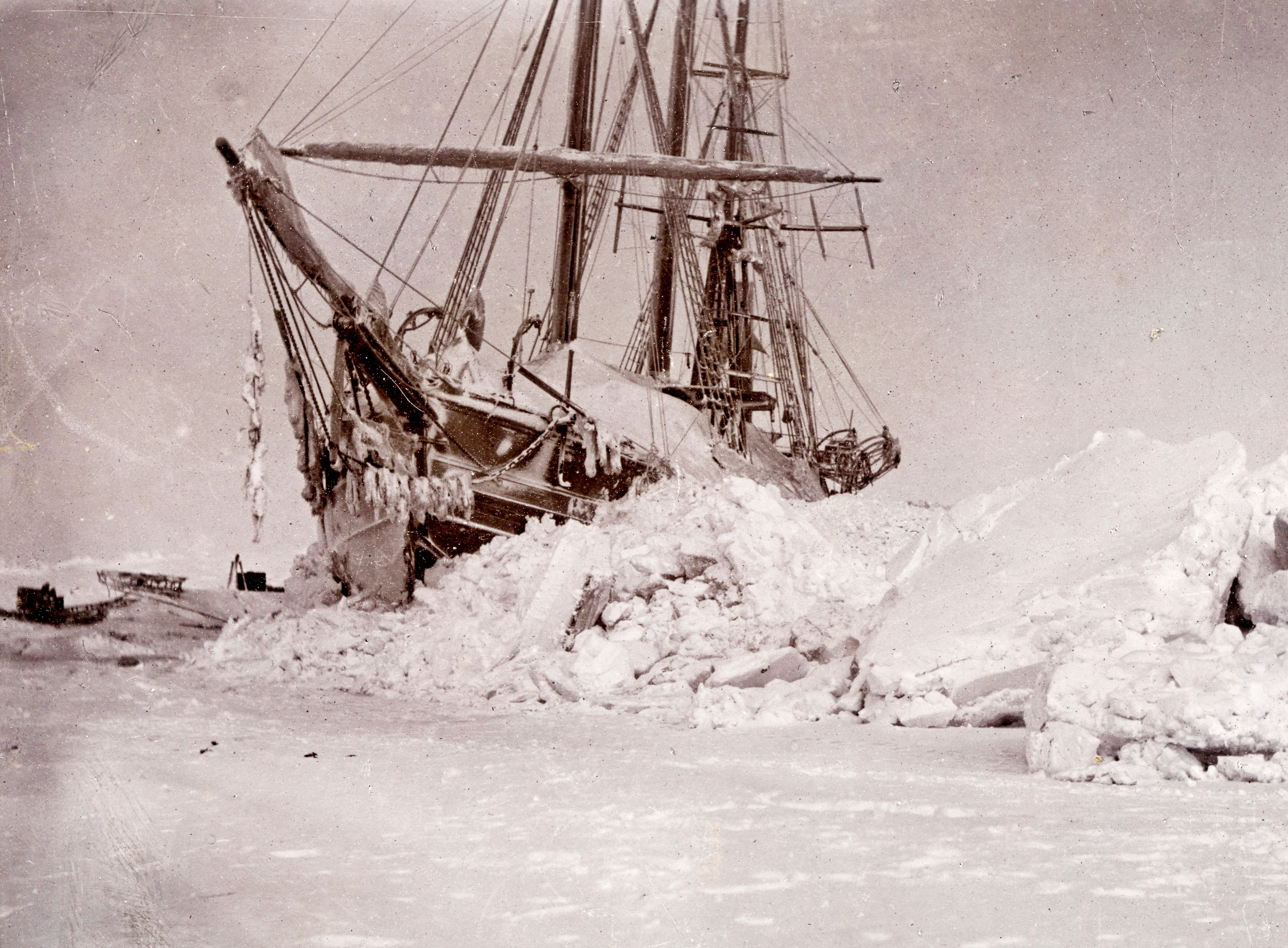
«Фрам» после сильного ледового сжатия 10 января 1895 года
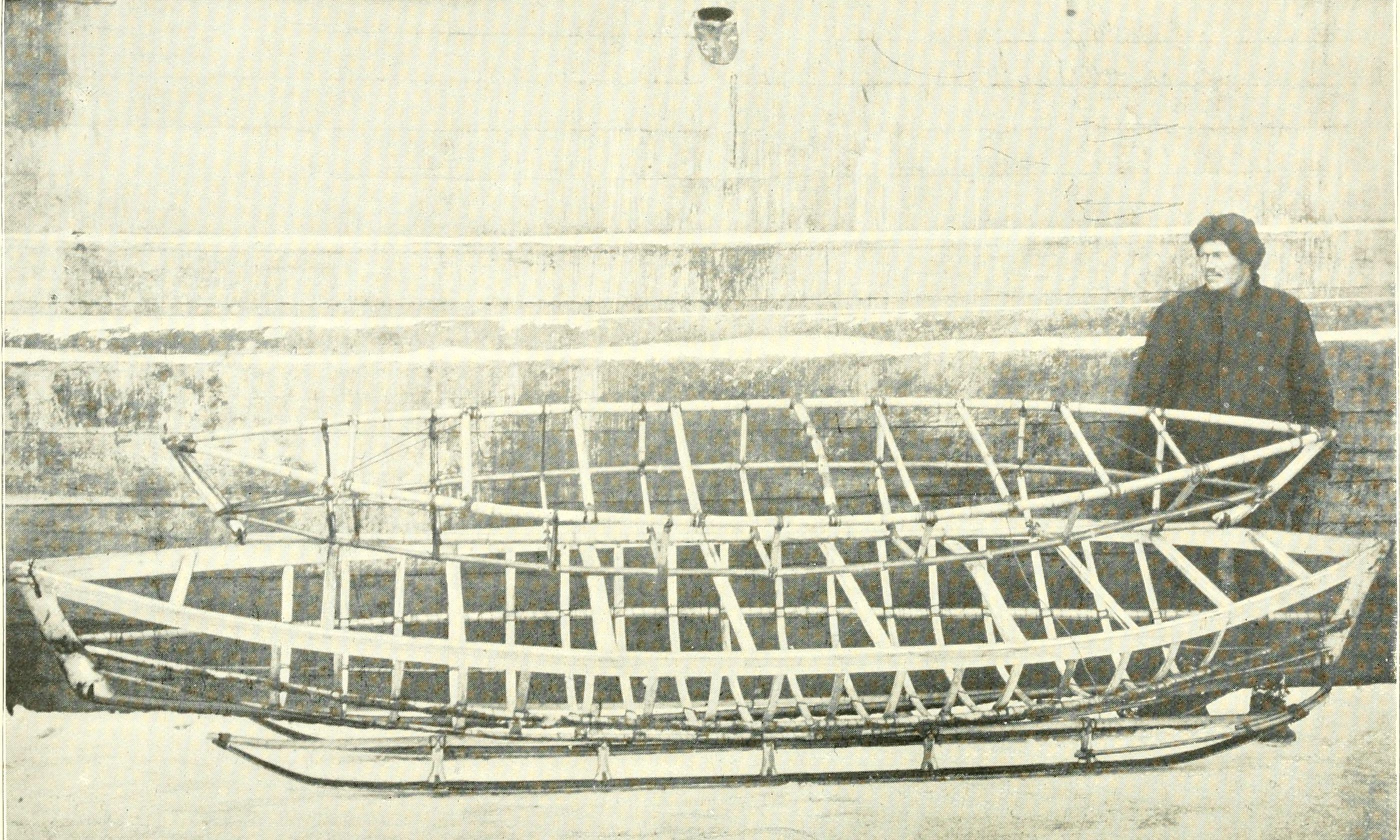
Каркасы для каяков, изготовленные зимой 1895 года
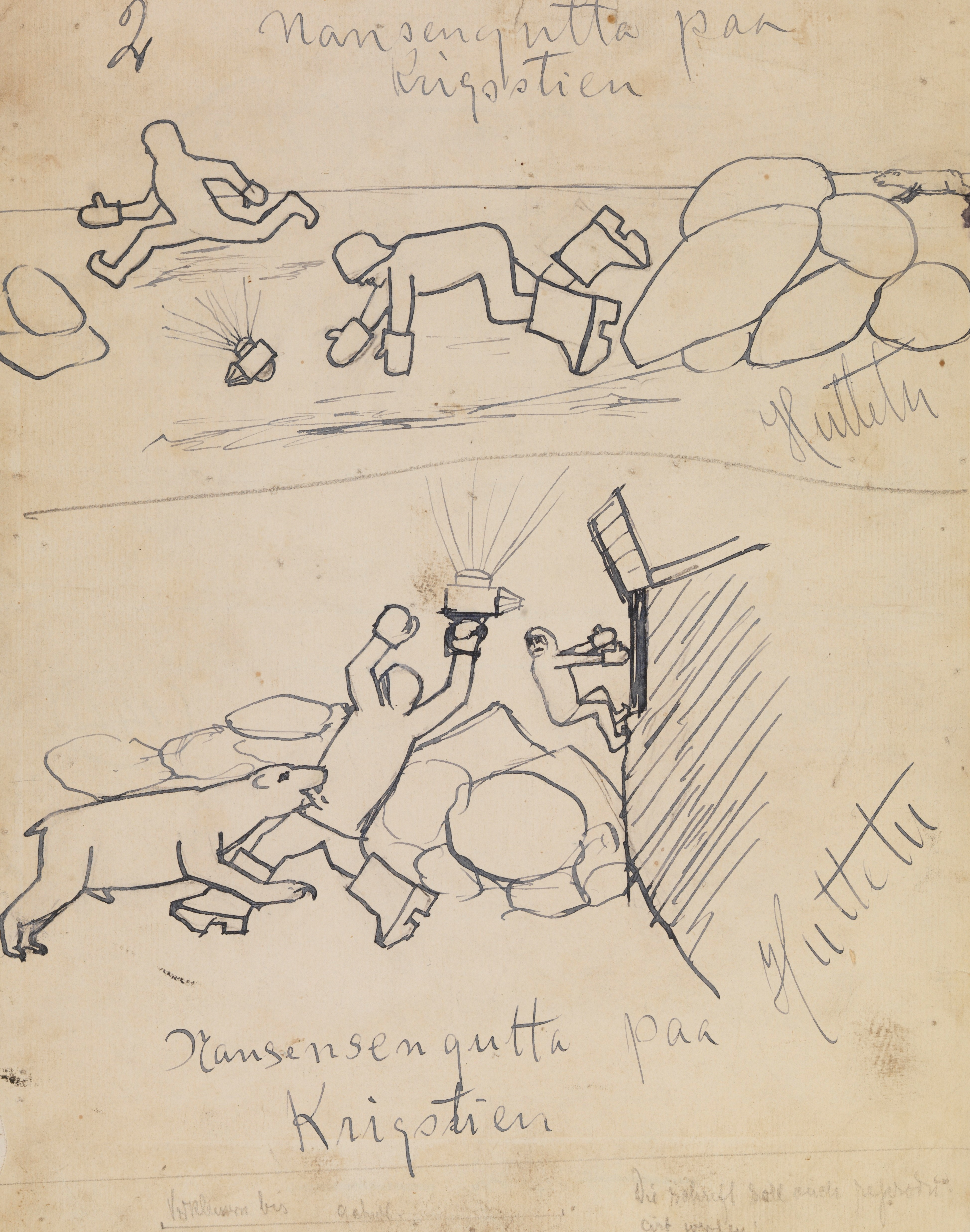
Карикатуры из газеты «Фрамсия», высмеивающие обувь, изобретённую Свердрупом

Последующие месяцы были посвящены лихорадочным сборам. Предстояло построить индивидуальные нарты и каяки по эскимосскому образцу. С 3 по 5 января 1895 года «Фрам» испытал сильнейшие за всю экспедицию ледовые сжатия, так что команда готова была эвакуироваться на лёд. Главной опасностью были торосы, которые могли всей массой обрушиться на палубу, и с дополнительным грузом в сотни тонн «Фрам» не смог бы подняться из ледового ложа (лёд вокруг судна имел толщину 9 м). К концу января экспедицию вынесло течениями на широту 83° 34’ с. ш. Тем самым был побит рекорд Грили 1882 года — 83° 24’ с. ш. .

### Санный поход Нансена и Йохансена 1895—1896 годов

#### Неудачный поход к полюсу

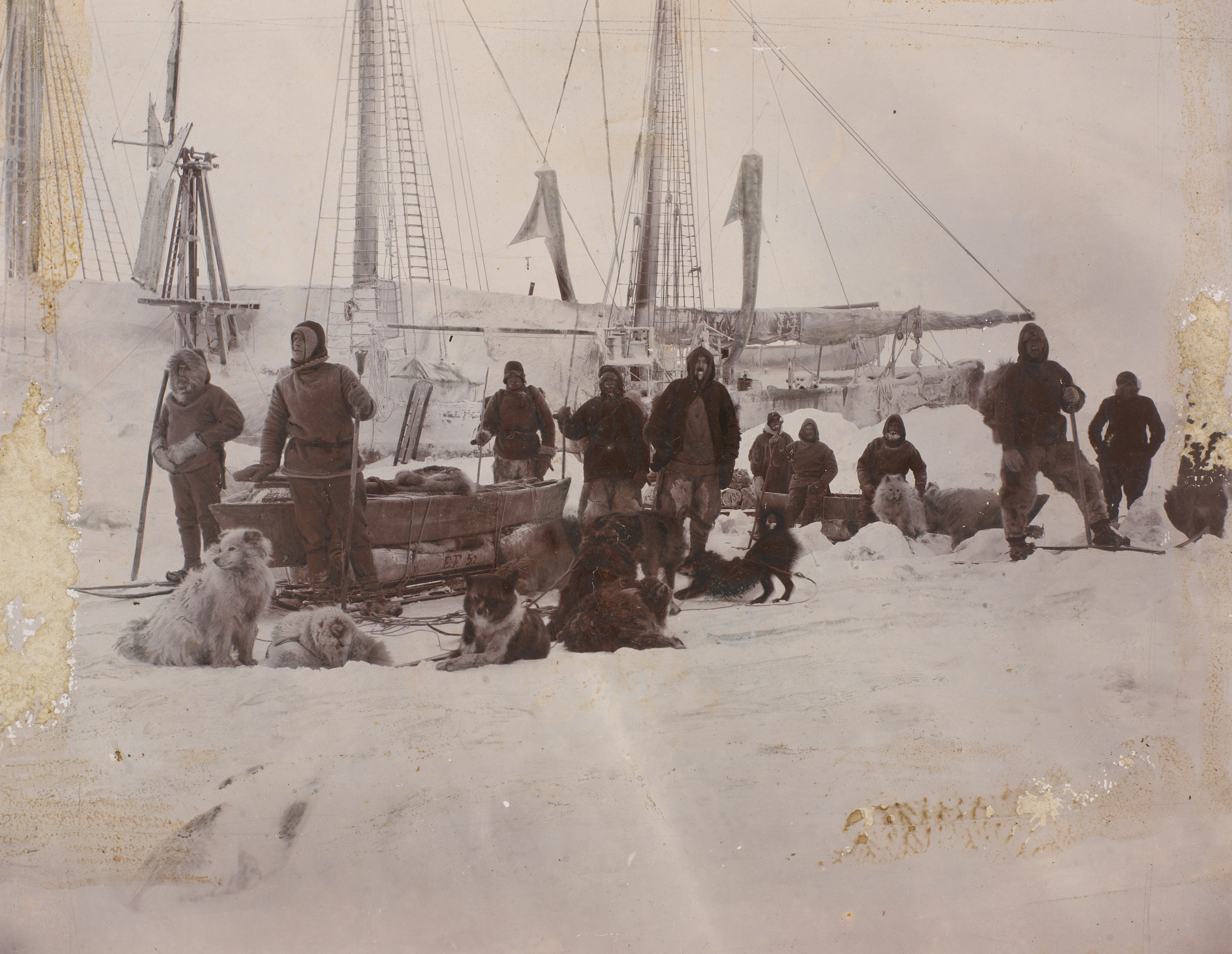
Третий и окончательный старт 14 марта 1895 года. Нансен — второй слева, Йохансен — второй справа

Санную экспедицию снаряжали в ограниченные сроки (около двух месяцев), используя только материалы, имевшиеся на борту экспедиционного судна. Особенно много хлопот принесло изготовление лыж и полозьев нарт: опыт зимы 1894 года показал, что древесина становится ломкой, поэтому кленовые, ясеневые и берёзовые доски пропитывали смесью сала, стеарина и дёгтя, а затем подковывали нейзильбером. Перед отправлением Нансен, по-видимому, испытывал сильнейший стресс и неуверенность, пытался перепроверять работу других, в результате даже самые преданные ему люди — Свердруп, Скотт-Хансен и Йохансен — оставили в своих дневниках весьма нелицеприятные суждения.
Первоначально предполагалось выступить на четырёх нартах, но неудачный старт 26 февраля 1895 года показал, что избранная конструкция нарт была ненадёжна. Попытка старта 28 февраля на шести нартах также провалилась из-за аварии поперечин нарт. Кроме того, малое число собак (28) фактически заставляло проходить одну и ту же дистанцию шесть раз. Из-за этого были существенно сокращены запасы провианта (850 кг.: на 120 суток для людей и всего на 30 — для собак). Выяснилось, что полярные костюмы из волчьего меха были неудачно скроены, и Нансен с Йохансеном сильно потели; снятые на ночь костюмы замерзали и становились ломкими. Нансен решился вернуться к шерстяным вязаным костюмам, зарекомендовавшим себя с нелучшей стороны в Гренландской экспедиции 1888 года. Окончательно выступили 14 марта 1895 года на трёх нартах.

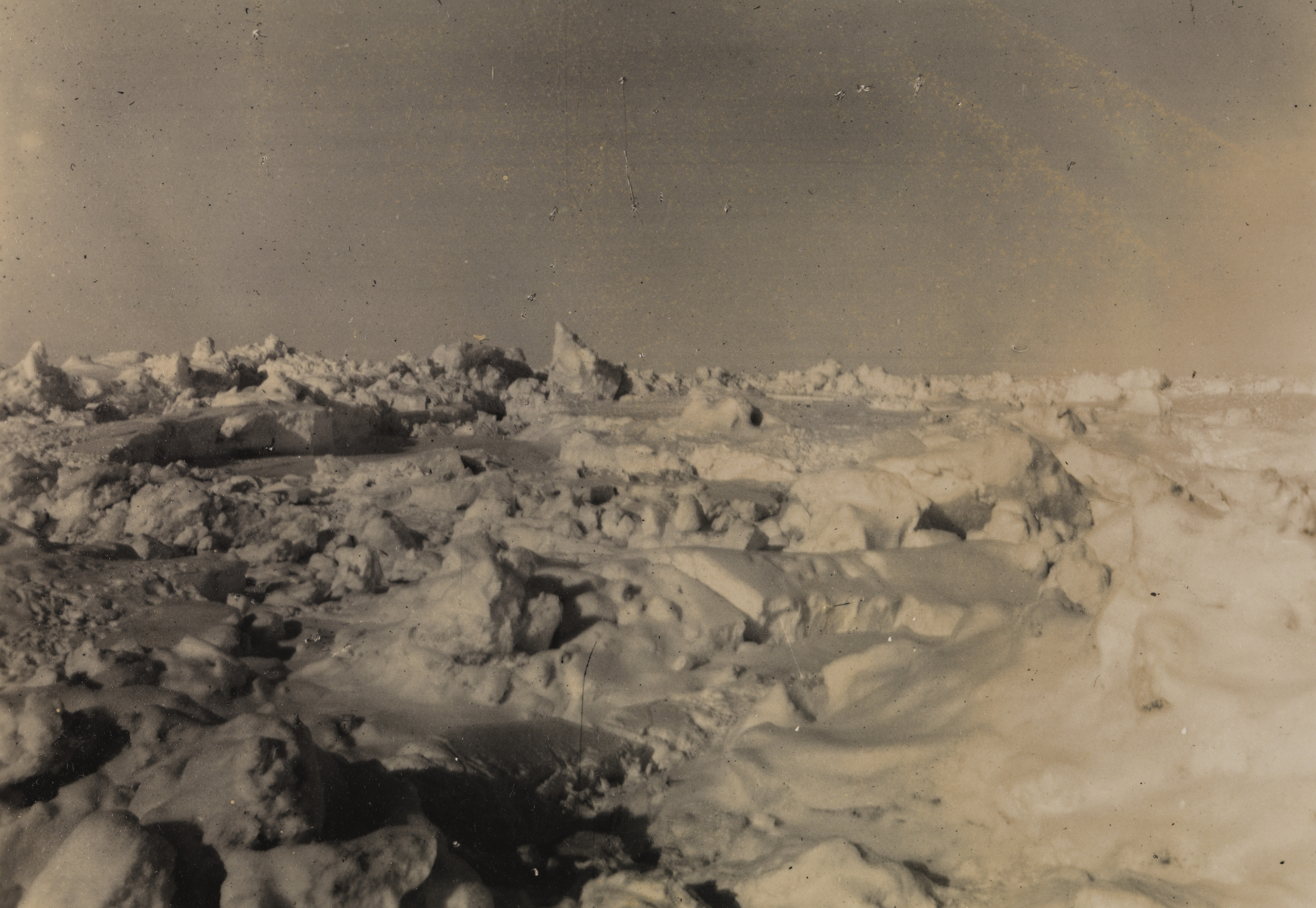
Ледовые поля, преградившие Нансену и Йохансену путь к Северному полюсу

Поход на север оказался чрезвычайно тяжёлым: постоянно дули встречные ветры, скрадывая за счёт дрейфа льда пройденное расстояние, слабели и не могли спать собаки, шерстяные костюмы напоминали ледяные доспехи. Нансен и Йохансен неоднократно проваливались сквозь молодой лёд, обмораживали пальцы на руках. Температура постоянно держалась между −40 °C и −30 °C. Наконец, 7 апреля Нансен принял решение прекратить борьбу за полюс: достигнув 86° 13’ 36’’ с. ш., измученные экспедиционеры повернули к мысу Флигели. До Северного полюса оставалось около 400 км. Однако Нансен правильно спланировал пищевой рацион, который был не только питательным, но и разнообразным: Нансен разработал три типовых меню, включающих горячую пищу, которые позволяли чередовать его в течение пяти дней. На человека приходилось около 1 кг твёрдой пищи в сутки: Нансен подсчитал, что это включало около 200 г белков, 220 г жиров и 450 г углеводов. По подсчётам Р. Хантфорда, суточный паёк включал около 4700 калорий, чего было достаточно для выживания в арктических условиях, чтобы не страдать от истощения. Отлично проявили себя укреплённые металлическими скобами ясенево-бамбуковые нарты и лыжи с саамскими креплениями — в сочетании с мягкой обувью, набитой сушёной осокой, они позволяли держать ноги в тепле и сухости.
13 апреля 1895 года уставшие полярники легли спать, не заведя хронометра, и он остановился. Таблицы, необходимые для расчёта времени методом лунных расстояний, были забыты на «Фраме», оставалось определить расстояние от места последней обсервации. На Пасху 14 апреля Нансен определял широту, долготу и магнитное склонение:

…Лежать в обледеневшем спальном мешке, отогревая теплом собственного тела обледеневшую одежду и обувь и одновременно производить вычисления, перелистывая одеревеневшими пальцами таблицы логарифмов, пусть даже мороз был не свыше −30 °C, — занятие не особенно приятное.

При вычислении гринвичского времени Нансен ошибся: уже в 1896 году выяснилось, что его хронометр спешил на 26 минут. При определении географических координат это давало погрешность в 6,5 ° долготы.

Санный поход Нансена и Йохансена в 1895 году
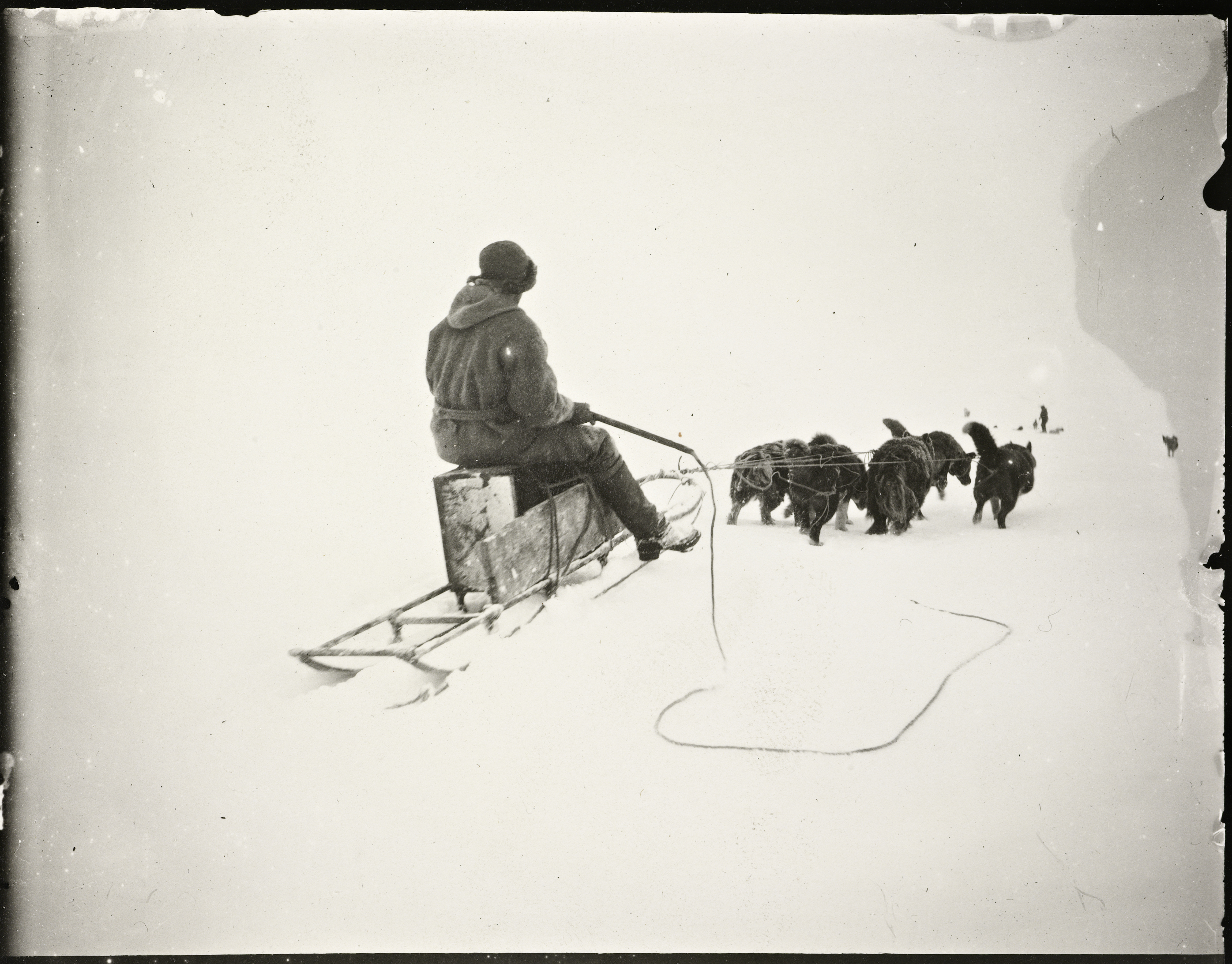
Нансен управляет собачьей упряжкой
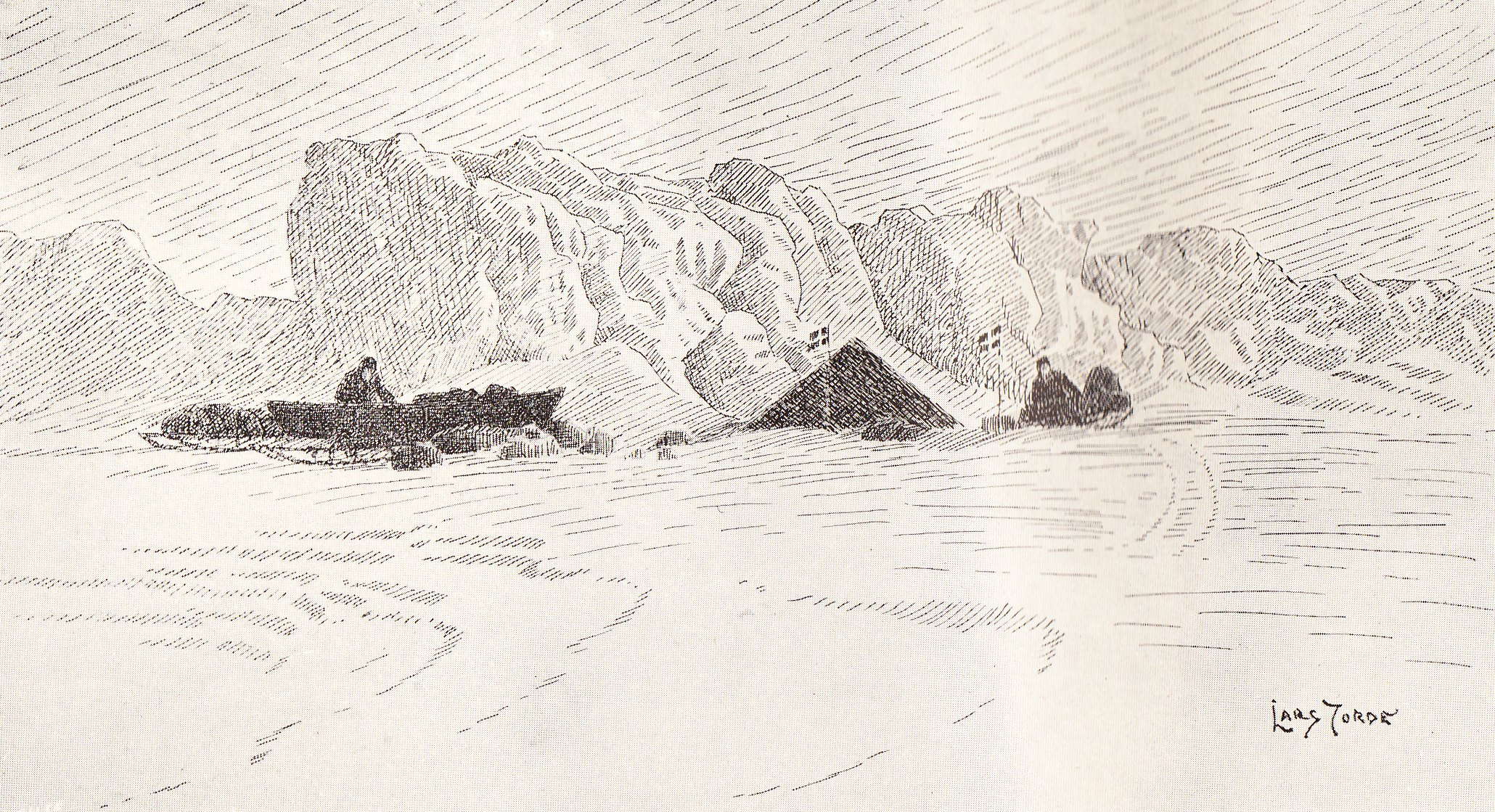
Лагерь на 86°13’36’’ с. ш. 7 апреля 1895 года. Гравюра по рисунку Нансена
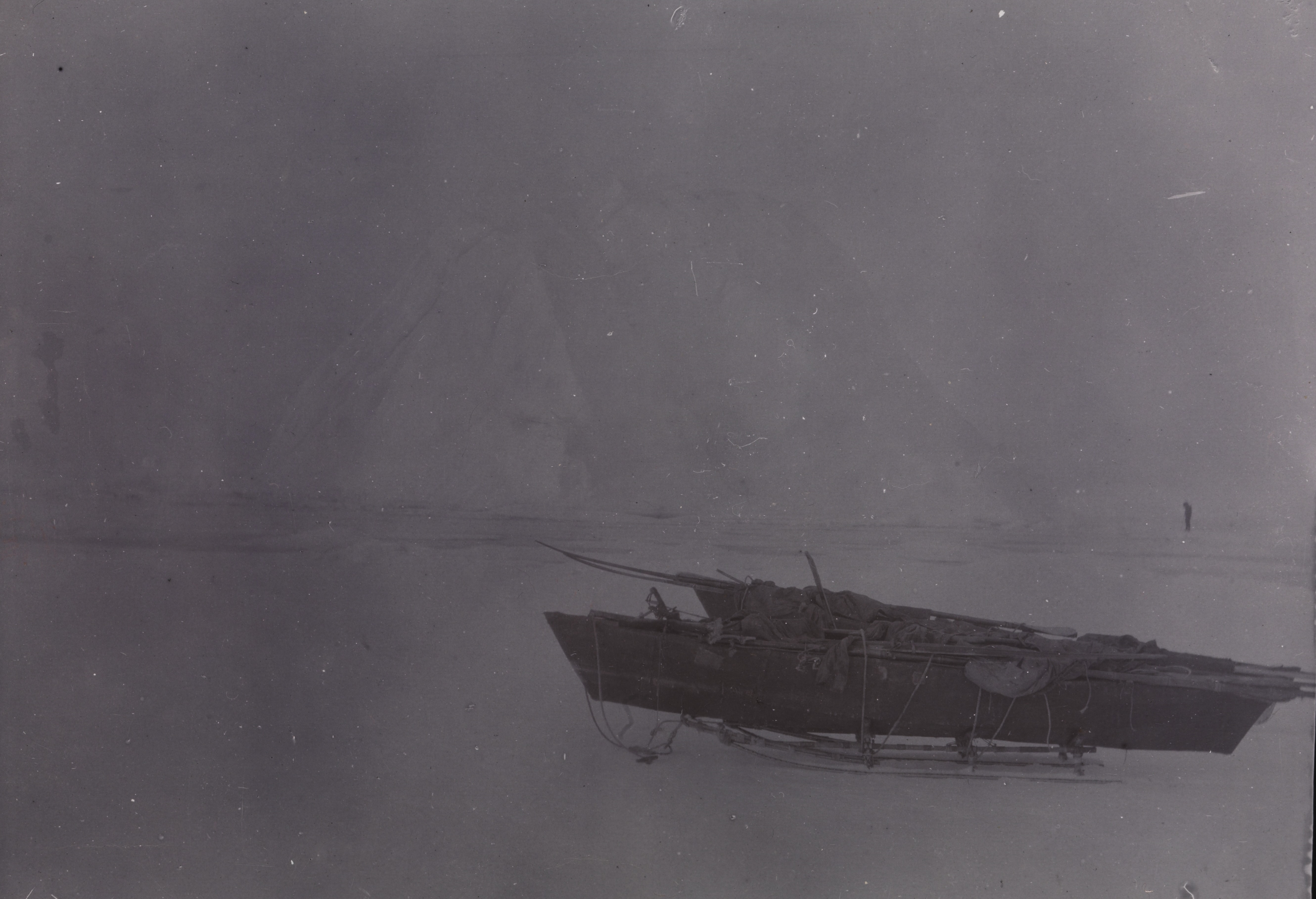
Каяк и нарты на фоне айсберга. Земля Франца-Иосифа, август 1895
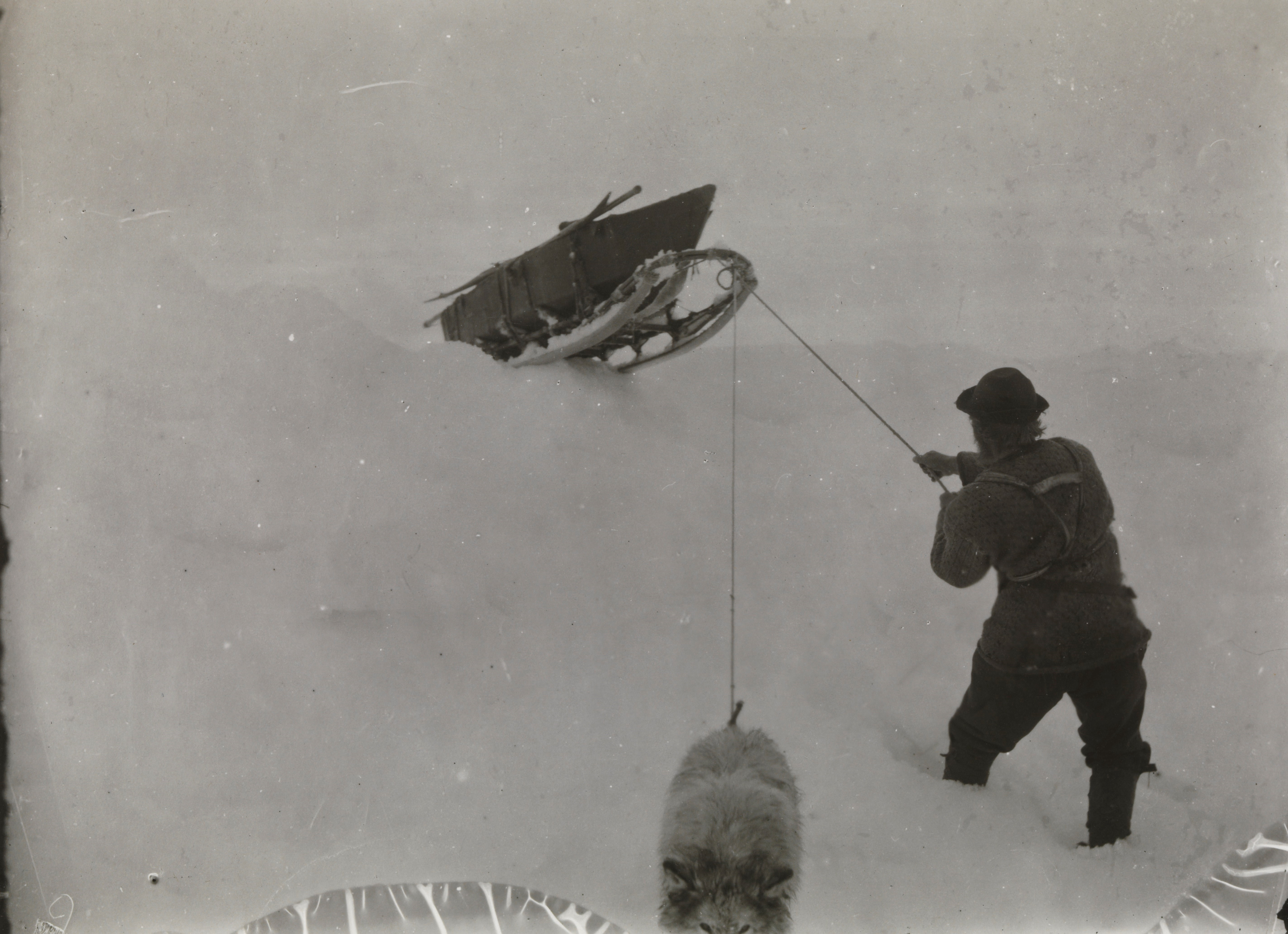
Йохансен и пёс Сугген перетаскивают нарты через гребень сжатия

В апреле направление дрейфа льда сменилось на северное, что сильно сдерживало полярников. Корма для собак к 19 апреля осталось на три дня, и полярники начали забивать самых слабых животных, скармливая их оставшимся. 21 апреля Нансен и Йохансен обнаружили вмёрзшее в лёд лиственничное бревно, что подтверждало теорию Нансена о дрейфе паковых льдов от сибирского побережья к Гренландии. Только таким образом аборигены Гренландии могли получать необходимую для хозяйственных целей древесину. К тому времени стали заканчиваться продовольственные запасы: со 2 июня Нансен и Йохансен перешли на жёсткое рационирование — 50 г сливочного масла и 200 г хлеба. Даже при таком потреблении масла должно было хватить только на 23 дня, а хлеба — на 35 дней. 15 июня путешественники впервые употребили в пищу собачье мясо и кровь; Йохансен писал в дневнике, что чувствовал себя «людоедом». Заканчивался и керосин, однако 22 июня Нансен убил единственного за всю экспедицию тюленя-лахтака, так что можно было не экономить запасов и готовить на жировой лампе.
К началу июня — времени таяния льдов — у экспедиционеров осталось 7 собак. С 22 июня по 23 июля 1895 года Нансен и Йохансен оказались блокированы сплошными полями тающих торосов, назвав свою стоянку «Лагерем томления». Температура иногда превышала нулевую, спать приходилось в мокрых спальных мешках, подложив под себя лыжи. Пришлось бросить большую часть снаряжения и обрубить трёхметровые нарты, сделав их пригодными для волочения одним человеком.

#### На Земле Франца-Иосифа. Зимовка

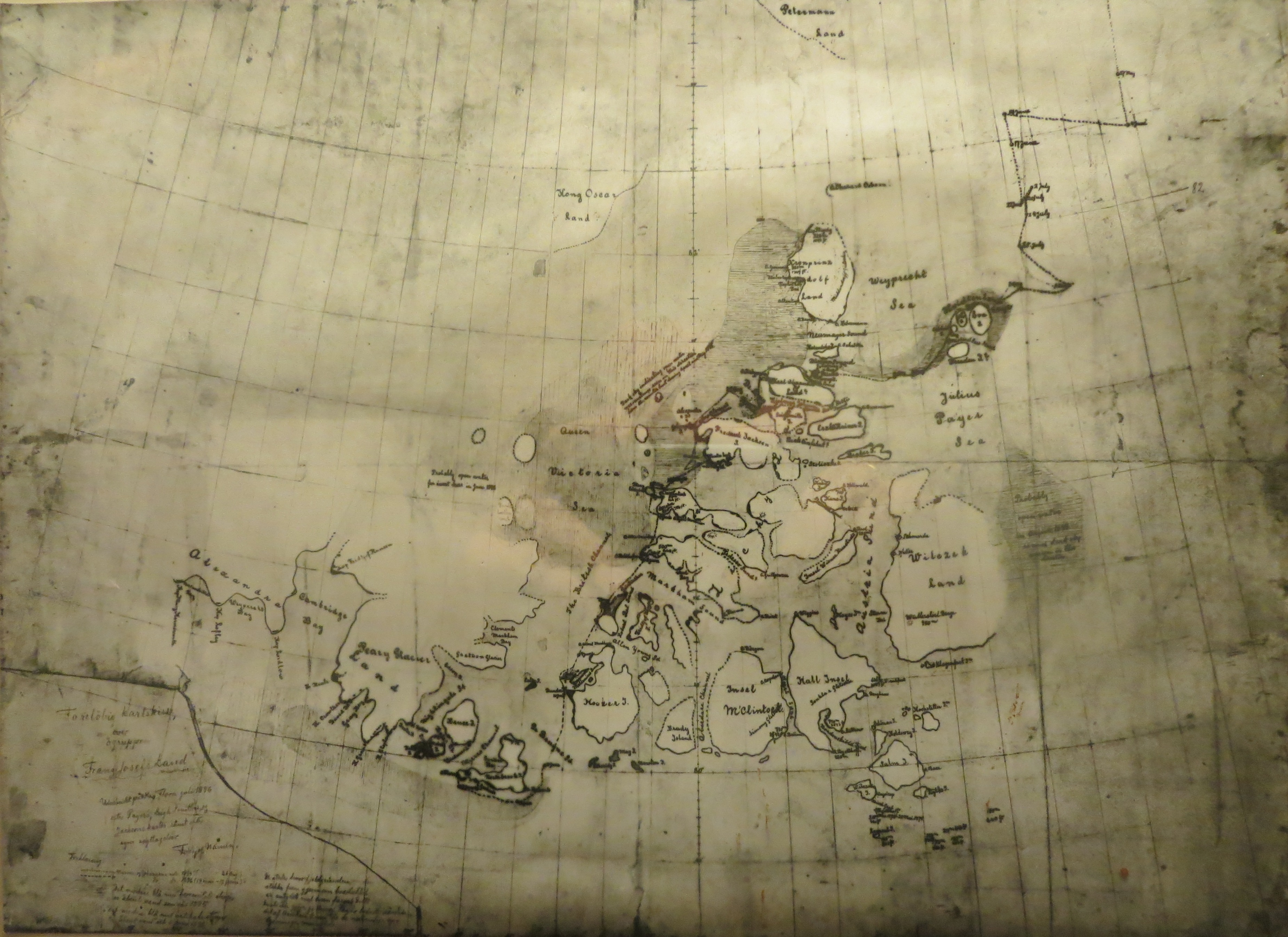
Черновик карты Нансена, на которой обозначен путь санного похода. Осло, Музей Фрама

24 июля, буквально на следующий день после месячного пребывания в «Лагере Томления», путешественники впервые за последние два года увидели землю. Одним из самых критичных моментов экспедиции было 5 августа 1895 года, когда медведица набросилась на Йохансена со спины. Он сказал Нансену спокойным голосом: «Вы должны поторопиться, если не хотите опоздать». Медведица собиралась откусить Йохансену голову, но ему удалось вывернуться и схватить её за горло, после чего зверь был застрелен Нансеном. Йохансен отделался царапиной на лице и несерьёзным ранением руки. Охотники в тот день ели парное мясо сырым. 7 августа Нансен и Йохансен из-за недостатка места на каяках прикончили своих последних собак: Кайфаса и Суггена.

Расстаться с собаками нам обоим было крайне тяжело — мы сильно привязались к этим последним оставшимся у нас животным. Бедный Сугген был так трогательно послушен, а Кайфас — с каким гордым величием шёл он до последнего шага. <…> Заколоть их, как других, мы были не в силах, и пожертвовали на каждого по патрону. Йохансен, зайдя за торос, застрелил моего, а я пса Йохансена. Это было нелегко для нас обоих.

10 августа Нансен и Йохансен добрались до архипелага, которому Нансен дал имя Белая Земля (норв. Hvidtenland) — это были самые северные отроги Земли Франца-Иосифа. Ближайший остров, покрытый ледником, Нансен принял за два острова, дав им имя жены и дочери: Ева и Лив. Неточные карты того времени ничем не могли им помочь, оставалось пройти как можно дальше до наступления зимы. Наконец, 28 августа 1895 года Нансен принял решение остаться на зимовку в неизвестной стране. Зимовка проходила с 28 августа 1895 по 19 мая 1896 года на мысе Норвегия (81°12′ с. ш. 55°37′ в. д.) в западной части острова Джексона. Нансен и Йохансен построили из моржовых шкур и камней землянку. Камни выламывались из морен, рычагом служил обрезок полозьев нарт, гравий рыхлили лыжной палкой, заступ сделали из лопатки моржа, привязав её к перекладине нарт, а киркой служил моржовый клык. Строительство велось с 7 сентября, новоселье отпраздновали 28 сентября; до этого приходилось ночевать в «берлоге» (норв. hulen), представляющую собой каменные стенки с изорванной походной палаткой в качестве крыши; рослый Нансен с трудом помещался в этом убежище. Остатки хижины Нансена и Йохансена были вновь обнаружены в 1990 году и повторно стали объектом исследования Сюзанн Барр в 1996 году.

Зимовка Нансена и Йохансена
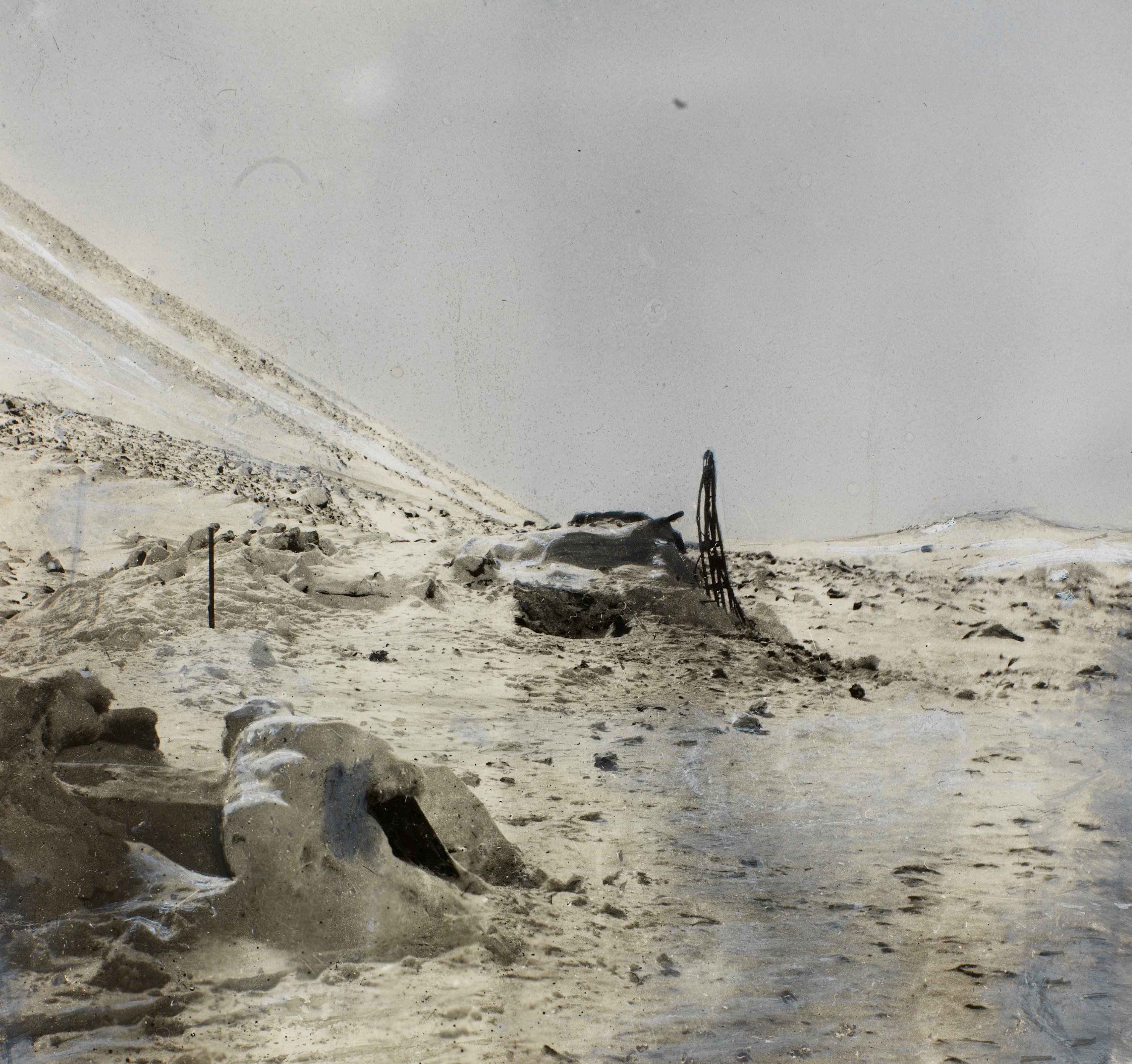
Зимняя хижина Нансена и Йохансена (фото в лунном свете)
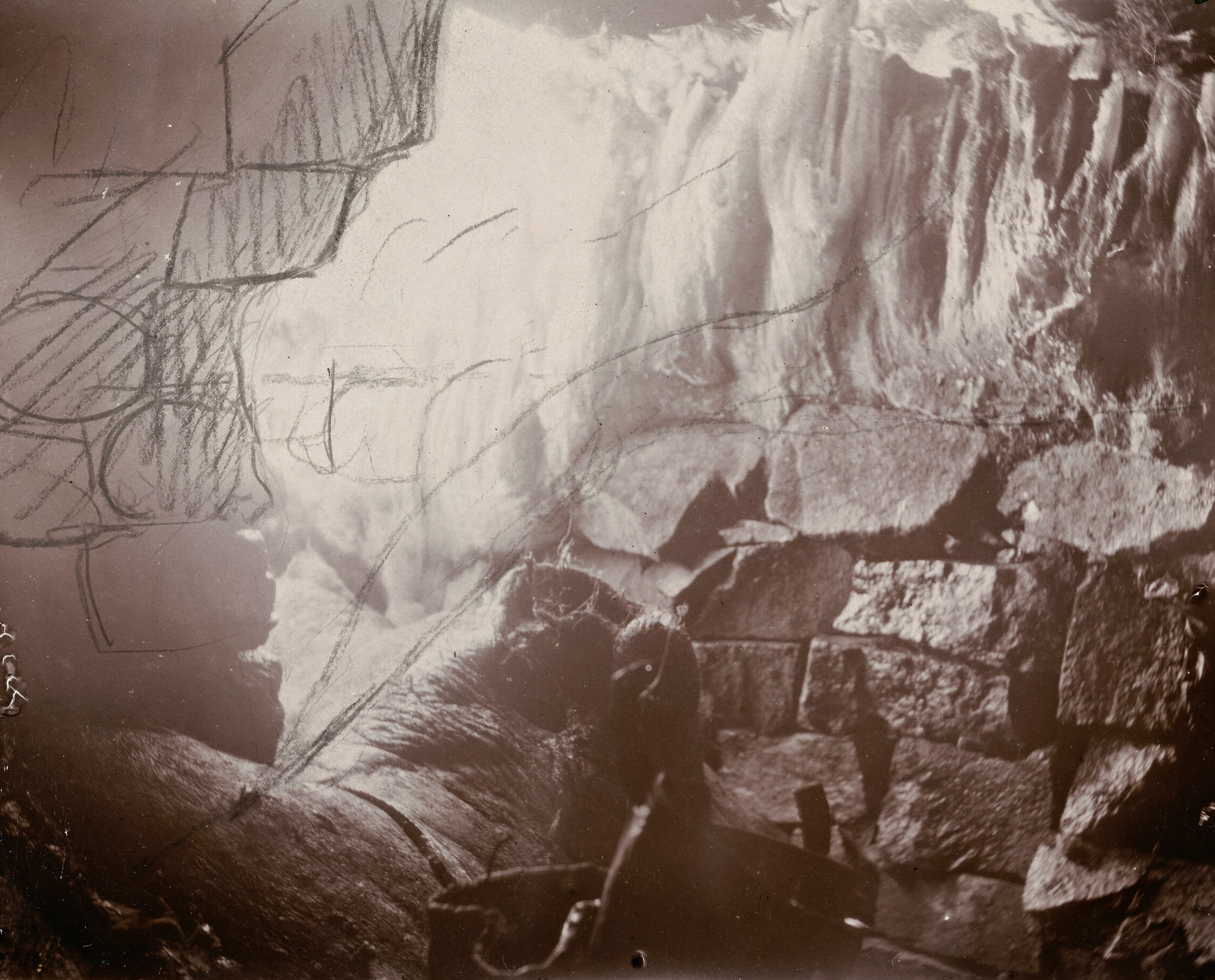
Внутренний вид хижины (фото с карандашными поправками для гравирования)
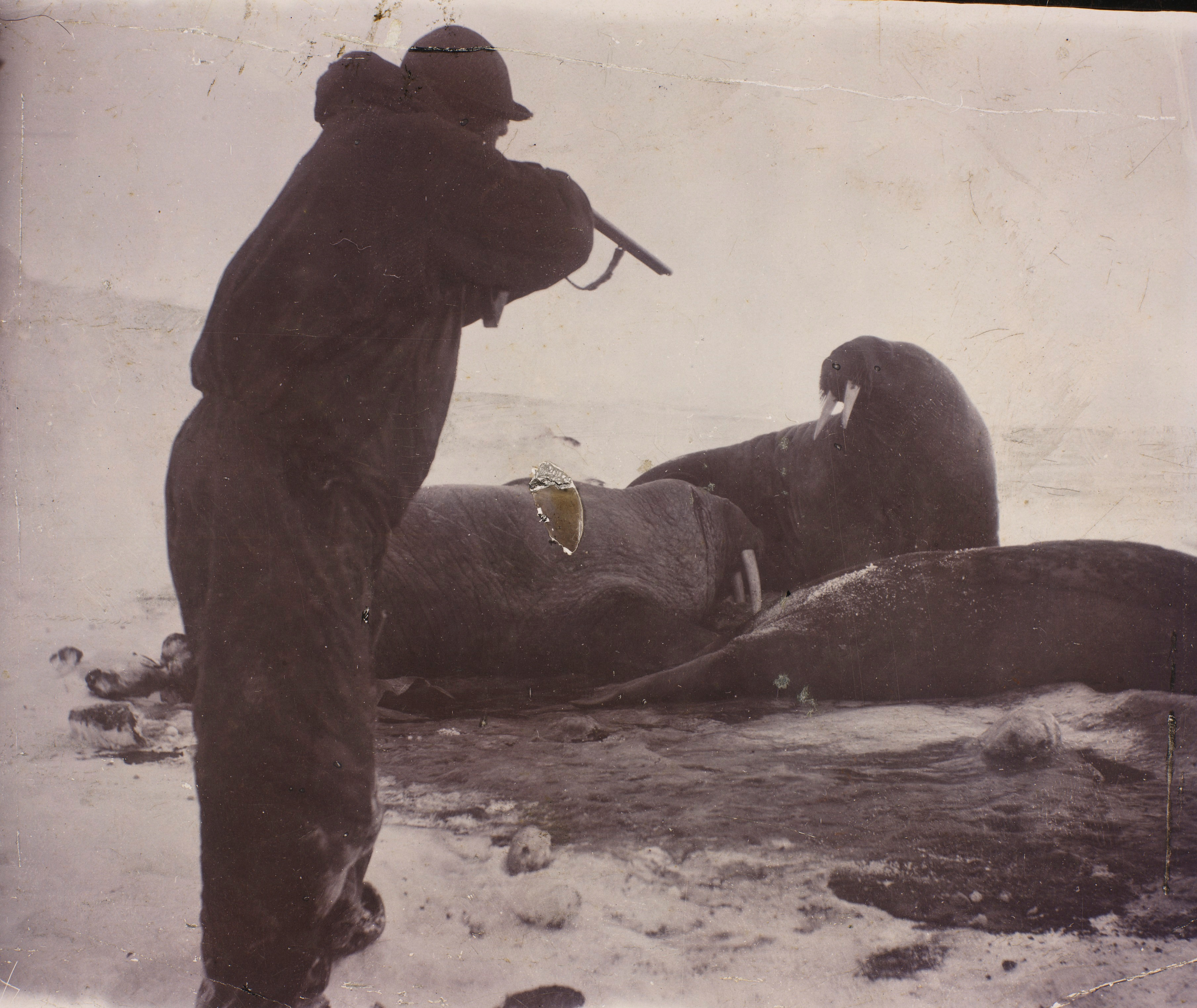
Йохансен стреляет в моржа
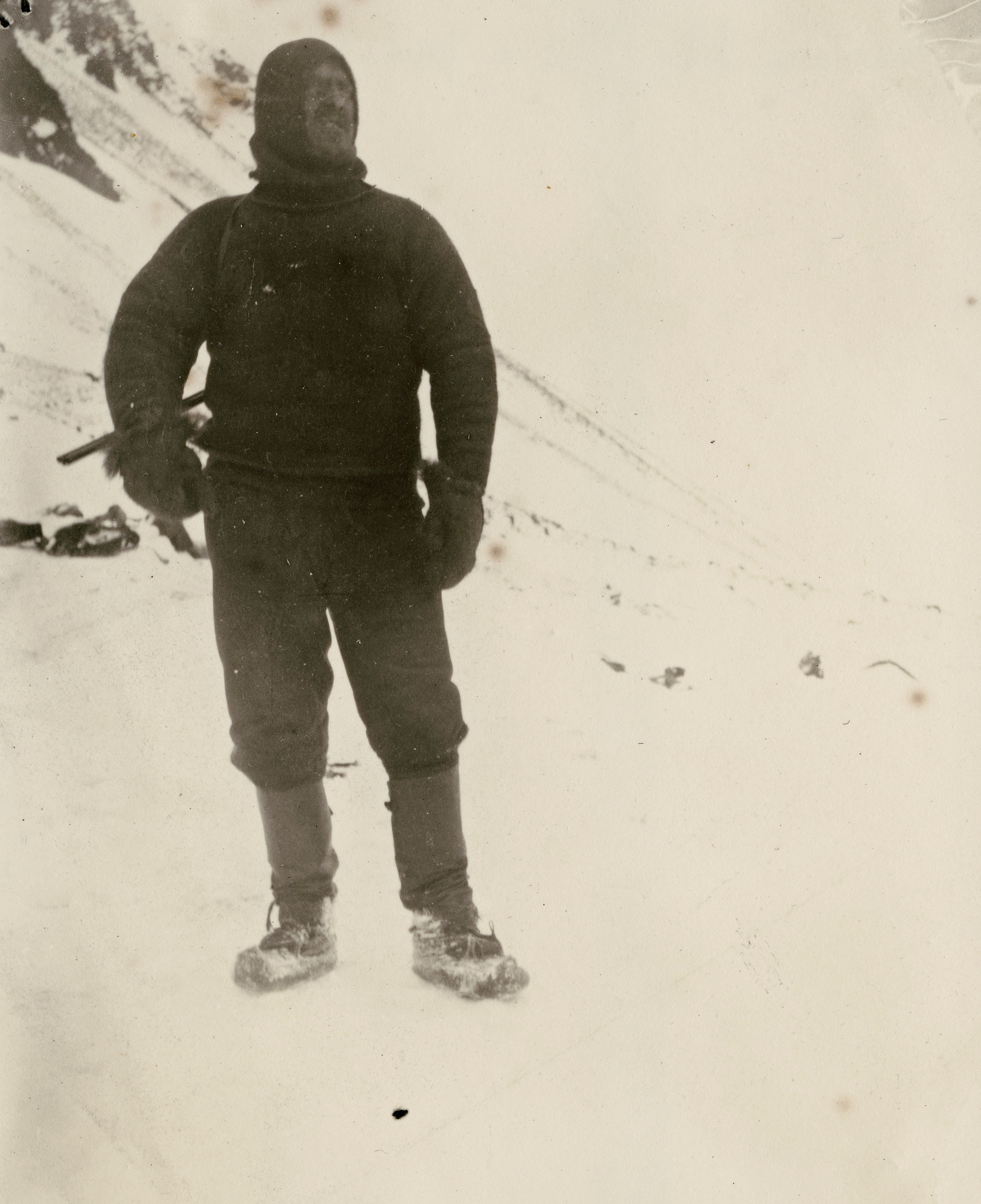
Нансен во время зимовки

Температура в землянке поддерживалась на уровне замерзания воды, единственным средством освещения и приготовления пищи была жировая лампа, сделанная из оковки полозьев нарт (из нейзильбера). Полярники питались исключительно медвежьим и моржовым мясом и салом, оставив взятые с «Фрама» припасы для пути на следующий год. Неудачным было и выбранное место для зимовки, с частыми штормовыми ветрами (однажды ветром сломало лыжи Йохансена и унесло и сильно помяло его каяк) и большими стаями песцов, которые расхищали скудное имущество зимовщиков (например, линь или термометр). С марта пришлось перейти на голодный паёк: кончались запасы, а остатки припасов с «Фрама» не перенесли сырости и покрылись грибком. Только 10 марта удалось застрелить медведя, мясом которого зимовщики питались 6 недель. Вдобавок с марта по декабрь 1895 года между Нансеном и Йохансеном поддерживались исключительно формальные отношения, и лишь в последний день года начальник предложил своему спутнику перейти на «ты» (после возвращения к цивилизации Нансен вернулся к прежнему официальному обращению).
Зимовка Нансена и Йохансена является ярким примером того, как мужество и умение приспосабливаться к суровым условиям Арктики позволяют человеку выйти победителем даже в исключительно тяжёлых обстоятельствах. Самой сложной задачей было сохранить психическое здоровье. По причине занятости охотой и поиском места зимовки, в конце августа 1895 года и Нансен, и Йохансен перестали вести дневники; начальник иногда делал краткие записи. Однако с 17 ноября Ялмар возобновил подробные описания; непрерывные записи Нансена возобновились спустя 10 дней. Роланд Хантфорд отмечал, что несмотря на полное интеллектуальное и социальное несовпадение, Нансен и Йохансен, очевидно, не ссорились, по крайней мере, никаких намёков нет в их дневниках. Нансен сдерживался, когда Йохансен храпел, Фредерик Ялмар изо всех сил избегал проявлять эмоции, если был недоволен Фритьофом. Дневниковые записи, преимущественно, содержали философствование по адресу «жизни Робинзона Крузо».

#### Поход 1896 года

Весенний поход Нансена и Йохансена 1896 года
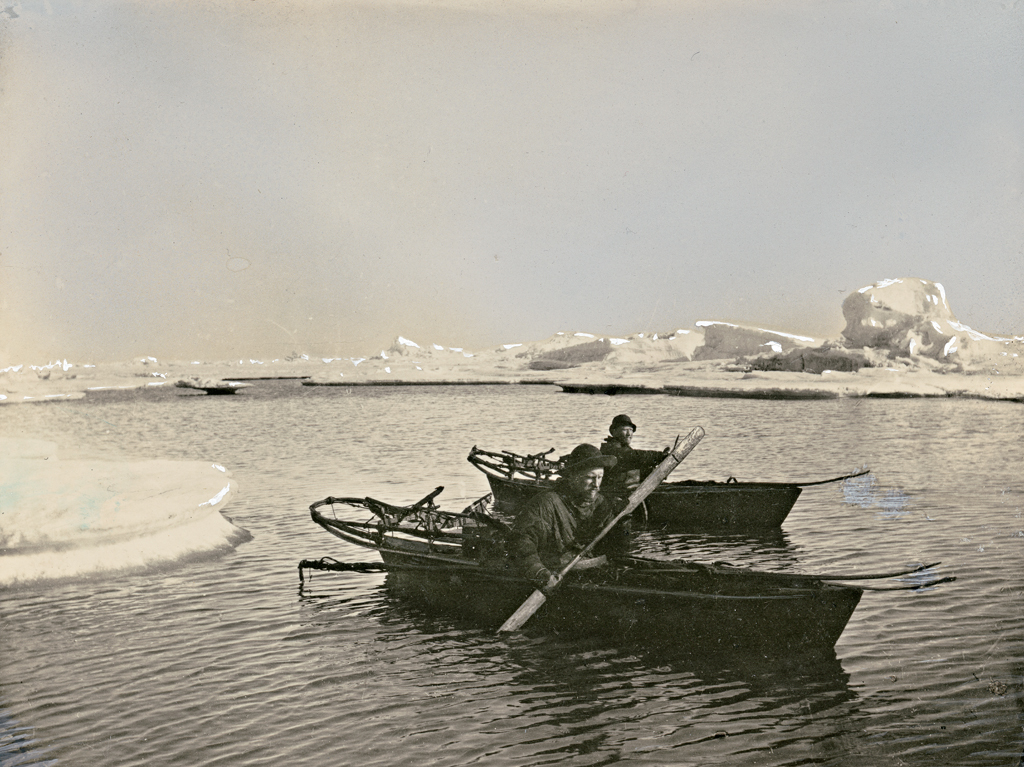
Путешественники преодолевают разводья на каяках
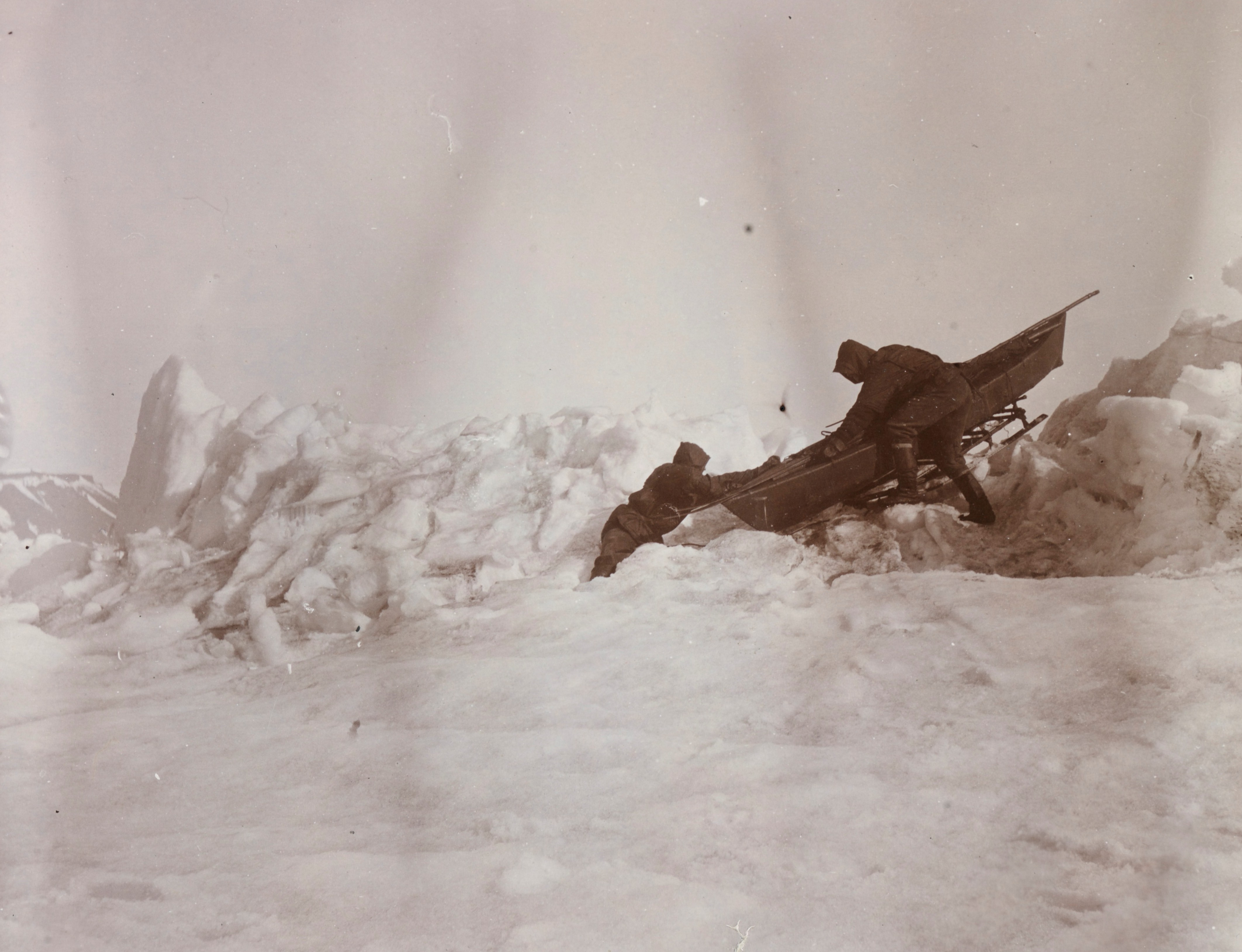
Через гребень сжатия
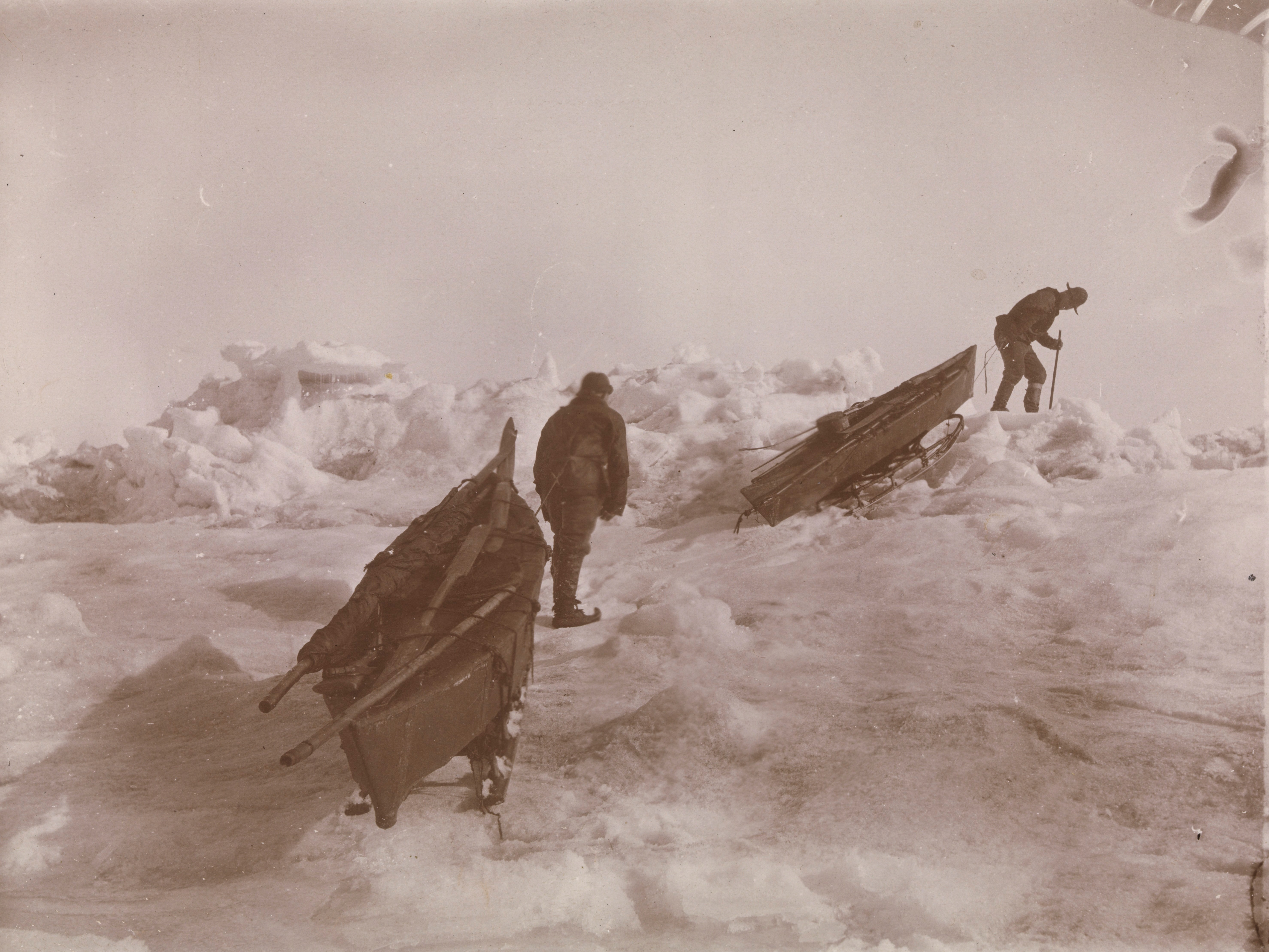
На марше во льдах
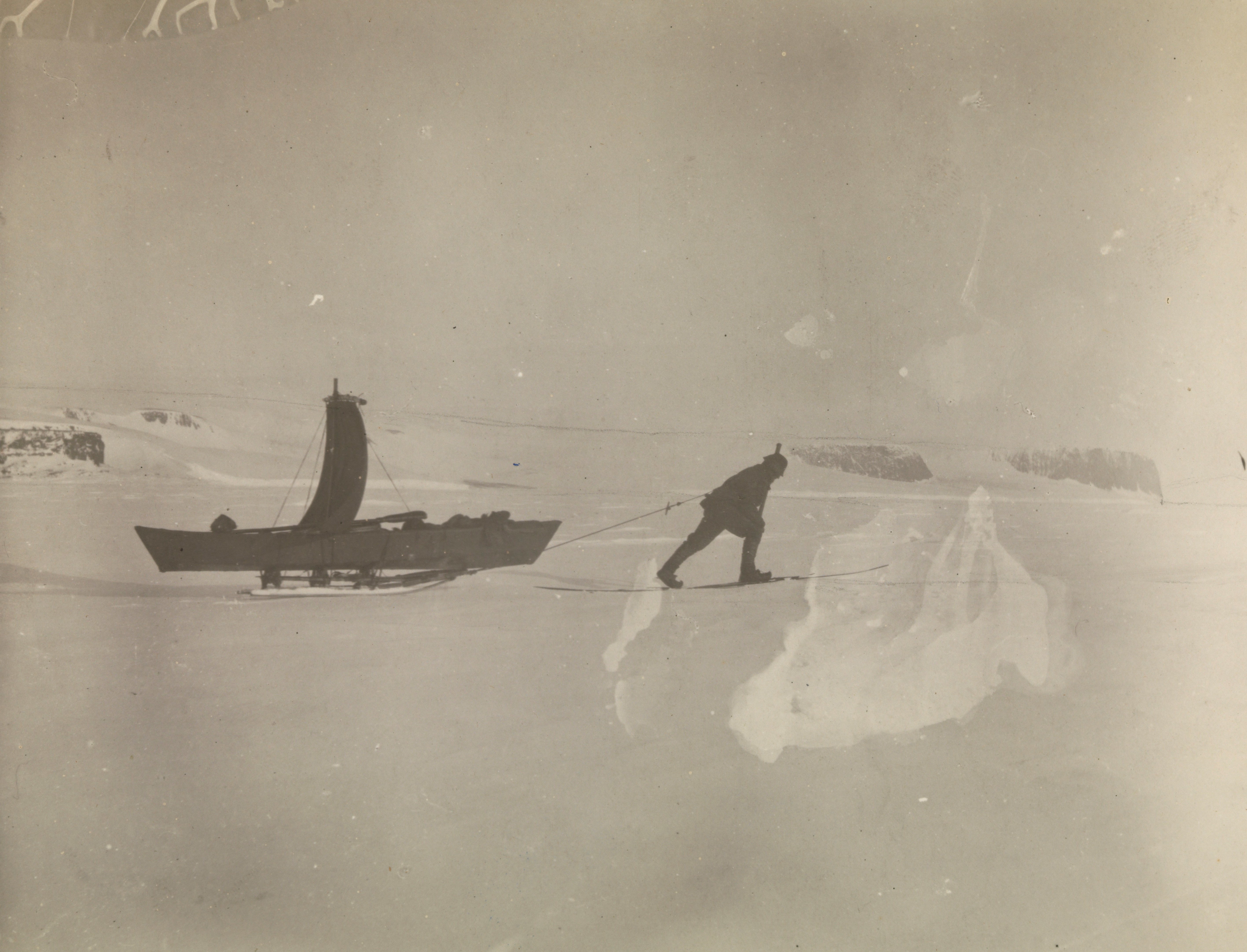
На парусах близ мыса Мак-Клинток

Нансен и Йохансен рассчитывали начать подготовку к путешествию до архипелага Шпицберген сразу после окончания полярной ночи в 1896 году. До конца первой декады февраля начальник, однако, был поражён люмбаго, и только 11 февраля Йохансен приступил к оттаиванию и очистке медвежьих шкур, из которых предстояло сшить новый спальный мешок и походную одежду. Птицы появились 25 февраля, а 27-го числа погода несколько улучшилась и путешественники впервые за долгие месяцы увидели Солнце. Всю вторую половину марта и апрель путешественники охотились, ремонтировали одежду и обувь (к ботинкам приладили новые подошвы из моржовой шкуры).
Только 21 мая 1896 года зимовщики выступили в дальнейший путь. Поскольку все собаки были убиты ещё в 1895 году, передвигаться приходилось пешком, разводья преодолевались на каяках. Если позволял ветер, на нарты ставились импровизированные паруса из одеял (так было при огибании мыса Мак-Клинток). 12 июня едва не произошла катастрофа: полярники расположились на берегу для охоты, когда сильным ветром связанные каяки были унесены в море. Нансен, рискуя жизнью, доплыл до каяков и вернул имущество, сложенное на их борту. Здоровье его при этом не пострадало. 15 июня Нансен едва не утонул, когда морж распорол парусиновый борт каяка, по счастью, не нанеся ему телесных повреждений.
17 июня 1896 года Нансен во время приготовления пищи услышал собачий лай. Не поверив своим ушам, он решил сходить на разведку и случайно наткнулся на Фредерика Джексона, который со своей экспедицией с 1894 года находился на мысе Флора.
Нансен описывал это так:

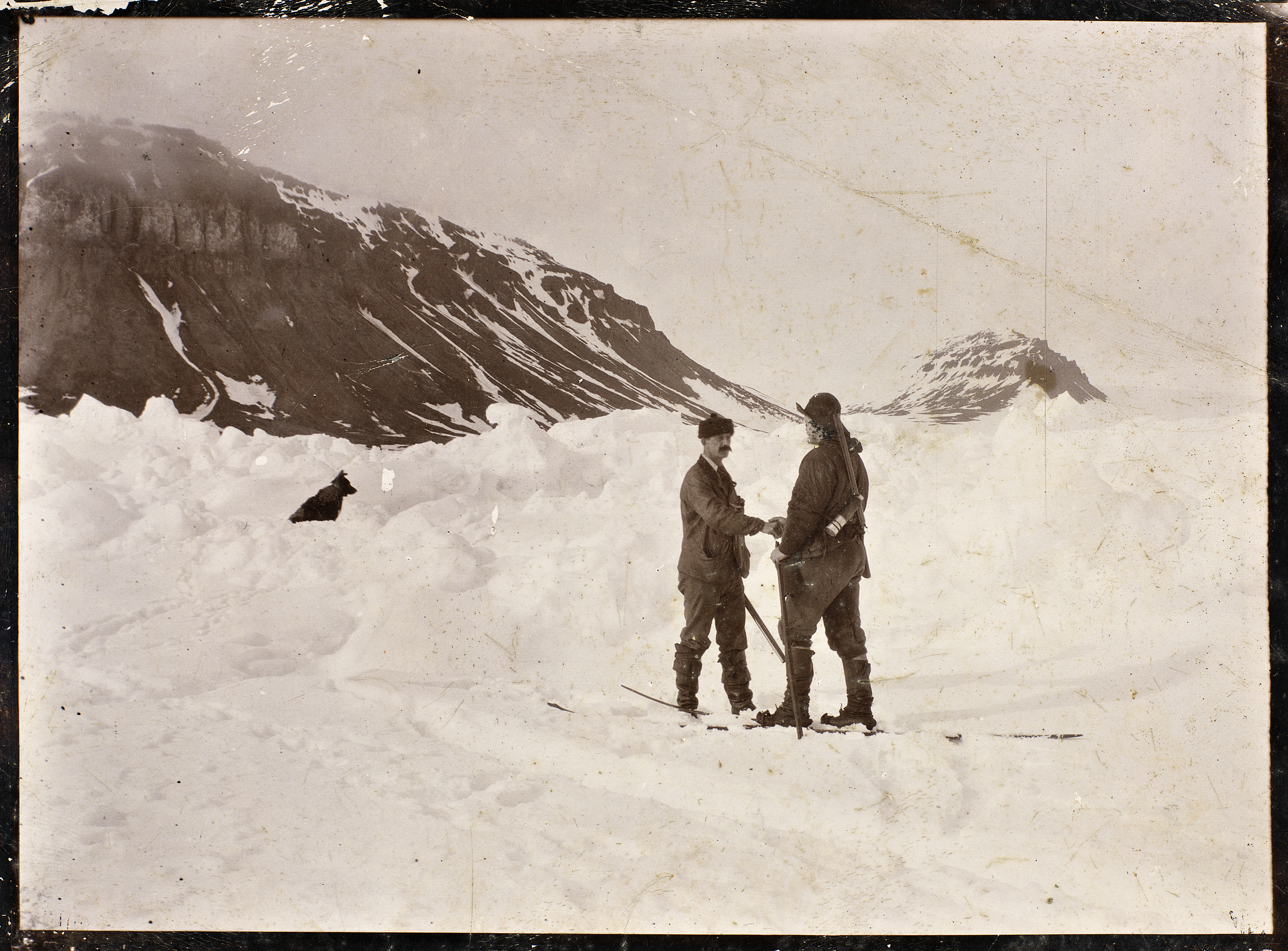
Встреча Нансена и Джексона. Постановочная фотография, сделанная через несколько часов после их действительной встречи

С одной стороны стоял европеец в клетчатом английском костюме и высоких сапогах, цивилизованный человек, гладко выбритый и подстриженный, благоухающий душистым мылом…; с другой — одетый в грязные лохмотья, перемазанный сажей и ворванью дикарь, с длинными всклокоченными волосами и щетинистой бородой, с лицом настолько почерневшим, что естественный светлый цвет его нигде не проступал…

Джексон при первой встрече был уверен, что «Фрам» погиб, а Нансен и Йохансен — единственные выжившие. Вскоре он убедился в своей ошибке, как из слов и дневников Нансена, так и из результатов врачебного осмотра. На базе Джексона после взвешивания выяснилось, что после тяжелейшей зимовки и перехода Нансен прибавил в весе 10 кг, а Йохансен — 6 кг. Полярники больше месяца провели на мысе Флора, привыкая к цивилизованной жизни и занимаясь геологическими исследованиями. Сопоставление карт Нансена и Джексона позволило уточнить размеры архипелага. Кроме того, оказалось, что в марте Джексон не дошёл до зимовья Нансена и Йохансена всего 35 миль, но у него не было средств преодолеть разводья. 26 июля 1896 года на мыс Флора прибыла яхта Windward, на которой Нансен и Йохансен вернулись в Норвегию, ступив на землю Вардё 13 августа. Нансен немедленно отправил телеграмму премьер-министру Ф. Хагерупу, завершавшуюся словами: «Возвращения „Фрама“ ожидаю в этом году» .

### Дрейф «Фрама» марта 1895 — августа 1896 годов

#### Март — декабрь 1895 года

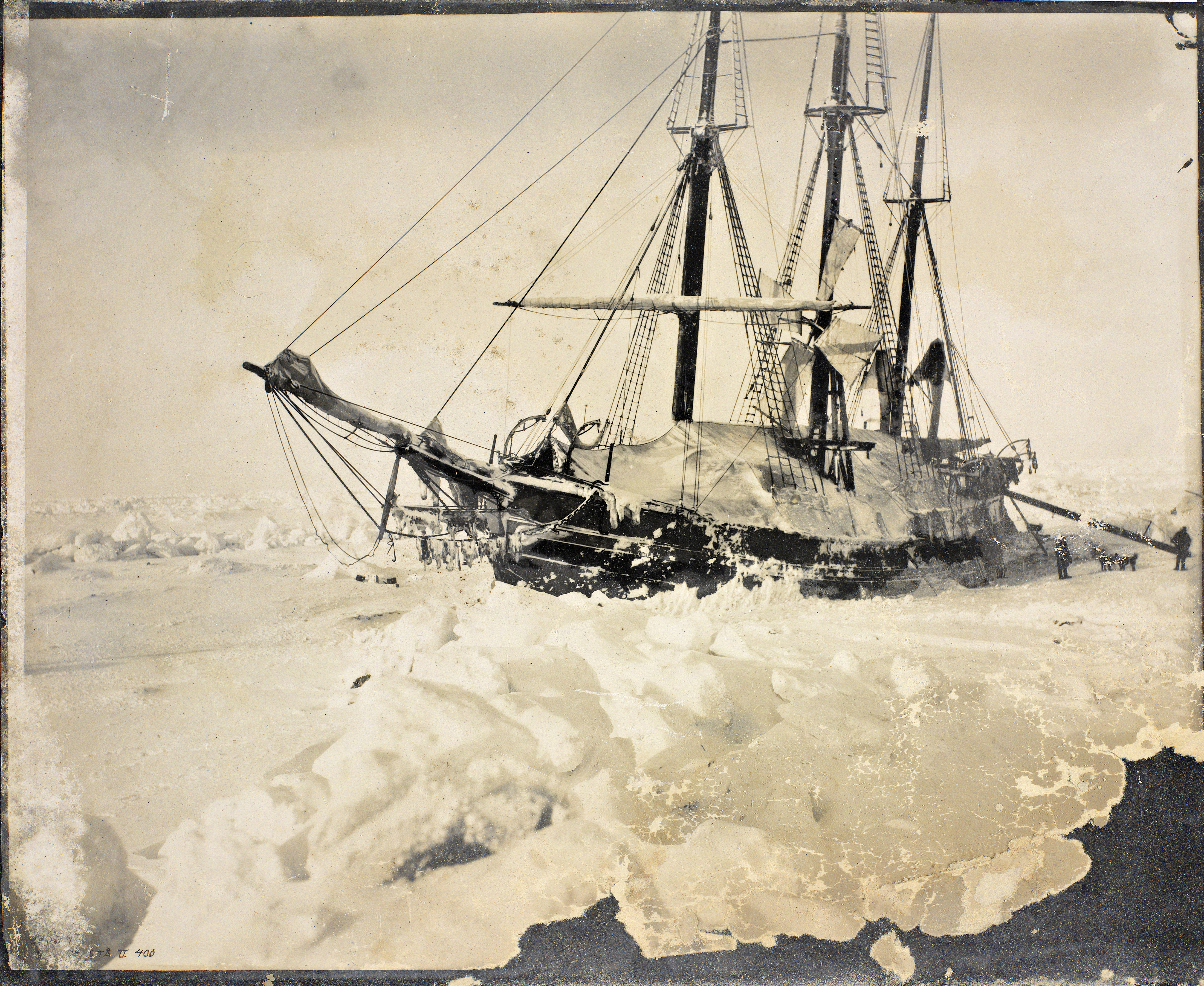
«Фрам», блокированный торосами, в марте 1895 года

14 марта 1895 года, перед отправлением, Нансен оставил Свердрупу письмо-инструкцию, передающую всю полноту власти в экспедиции командиру «Фрама». Провожать Нансена и Йохансена отправились Скотт-Хансен, Хенриксен и Петерссен, пробыв в отсутствии около суток. Для их возвращения Свердруп распорядился жечь вокруг судна костры и повесить на грот-мачту дуговой электрический фонарь.
После отправления Нансена существенно изменился моральный климат на борту. Как любая харизматическая личность, начальник стремился заполнить собой всё пространство, поэтому подчинённые могли восхищаться им, когда у него было хорошее настроение, и страдать от его угрюмости, мрачности и эгоцентризма. В дневниках оставшихся членов команды, даже Свердрупа, выражалась радость, что Нансен уходит; однако Скотт-Хансен понимал, что ему и капитану придётся брать на себя полноту ответственности, в том числе за поддержание дисциплины. Штурман Якобсен ещё более откровенно писал в своём дневнике, что «Нансен понятия не имел, как управлять кораблём, хотя он… определённо знал толк в том, как сделать капитана бессильным в тех вопросах, которые его напрямую касались… и, таким образом, подорвал дисциплину…». Свердруп был совершенно другим типом руководителя: всегда ровный в общении, методичный, он никогда не раздражался и не повышал голоса, а также не чувствовал необходимости в одобрении своих действий от подчинённых. Свердруп, став единоличным главой экспедиции, держал дистанцию с подчинёнными: например, предпочитал важные темы обсуждать один на один в своей каюте, а также время от времени отправлялся на охоту или лыжные прогулки в одиночестве, чтобы экипаж мог решать свои проблемы, не прибегая к его авторитету, или попросту обругать начальство, «выпустив пар».
К моменту ухода санной экспедиции, «Фрам» находился на 84°04’ с. ш. и 102° в. д. Нос его был обращён на юго-восток. Судно вмёрзло в лёд семиметровой толщины и имело крен на левый борт. Выжатый лёд доходил у шканцев до релингов.
Сразу после ухода санного отряда Свердруп заставил команду очистить «Фрам» от торосов, одновременно в Великом бугре, образовавшемся 27 января, была оборудована кузница и эвакуационный склад. Свердруп постоянно заботился о занятости команды, с 1 мая 1895 года были введены обязательные лыжные тренировки для всех с 11:00 до 13:00. В марте-апреле команда привела в порядок жилые помещения, была проведена генеральная ревизия одежды и обуви, многое пришлось шить заново или капитально ремонтировать. В особом дефиците были варежки и перчатки для наружных работ и ходьбы на лыжах — никто не предусмотрел огромного их износа. Кроме того, на каждого человека приходилось всего три пары варежек. Механик Амундсен отремонтировал и настроил орга́н в кают-компании, на котором можно было теперь играть с помощью пульта или запускать механические ноты. В июне было сделано неприятное открытие: чтобы запаса табака хватило всем курильщикам до конца экспедиции, пришлось вводить рационирование.

Экспедиция на «Фраме» в сезон 1895—1896 годов
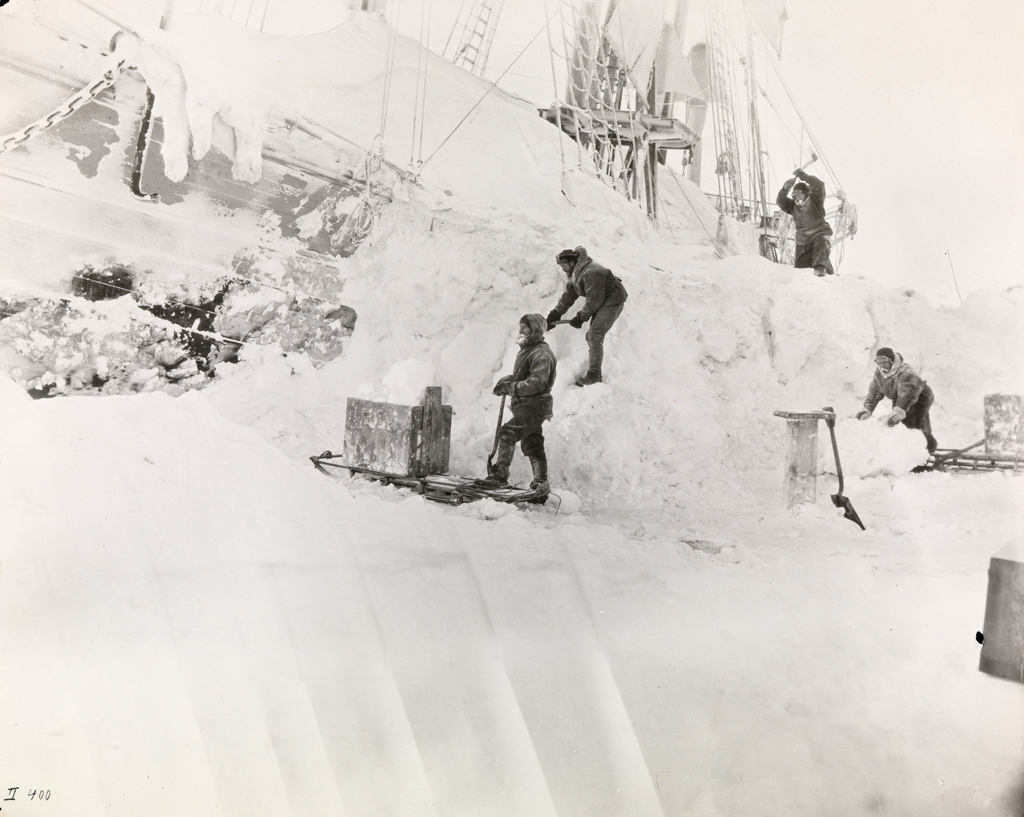
Команда «Фрама» освобождает корабль от торосов, март 1895 года
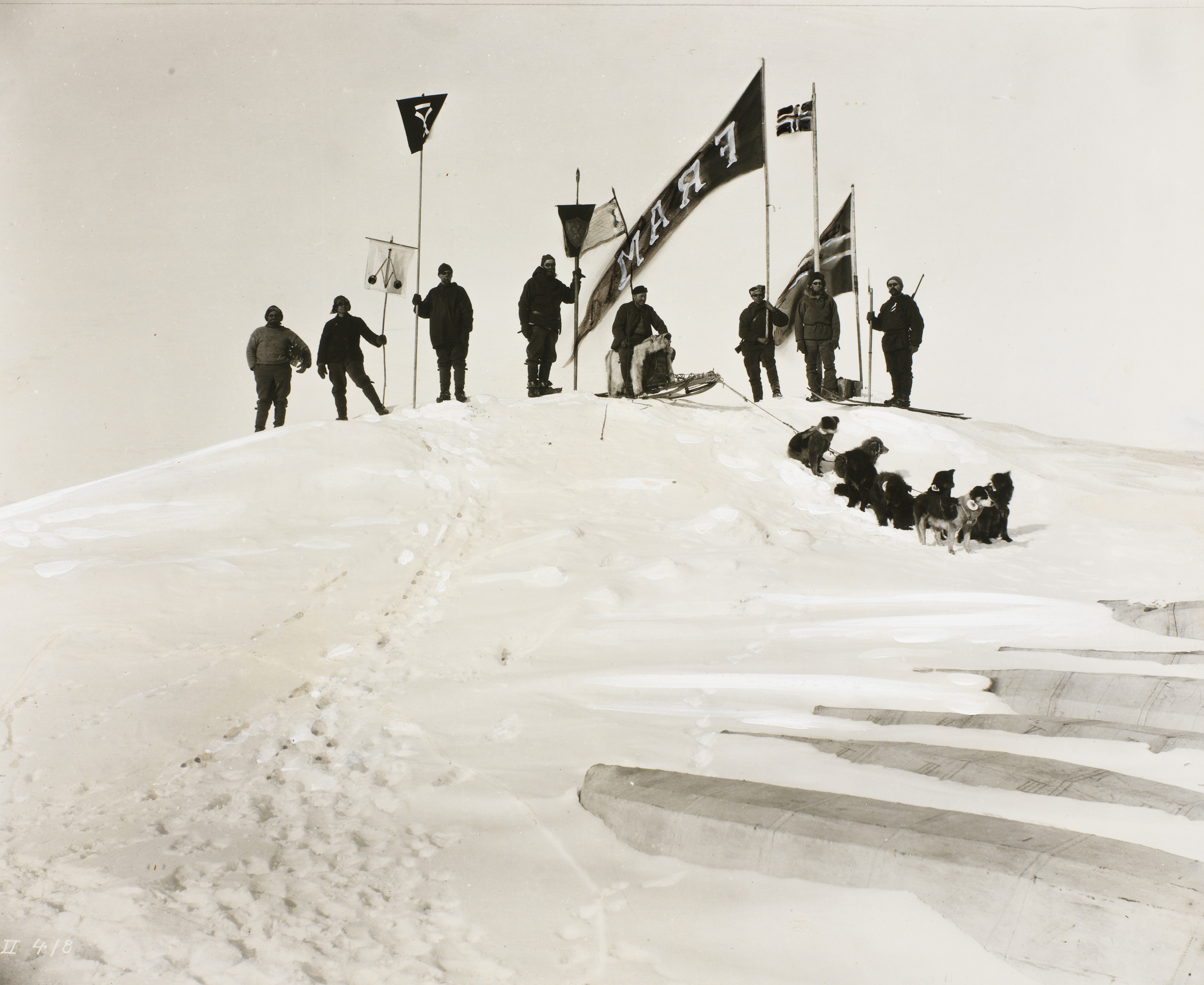
Празднование Дня Конституции Норвегии. 17 мая 1895 года
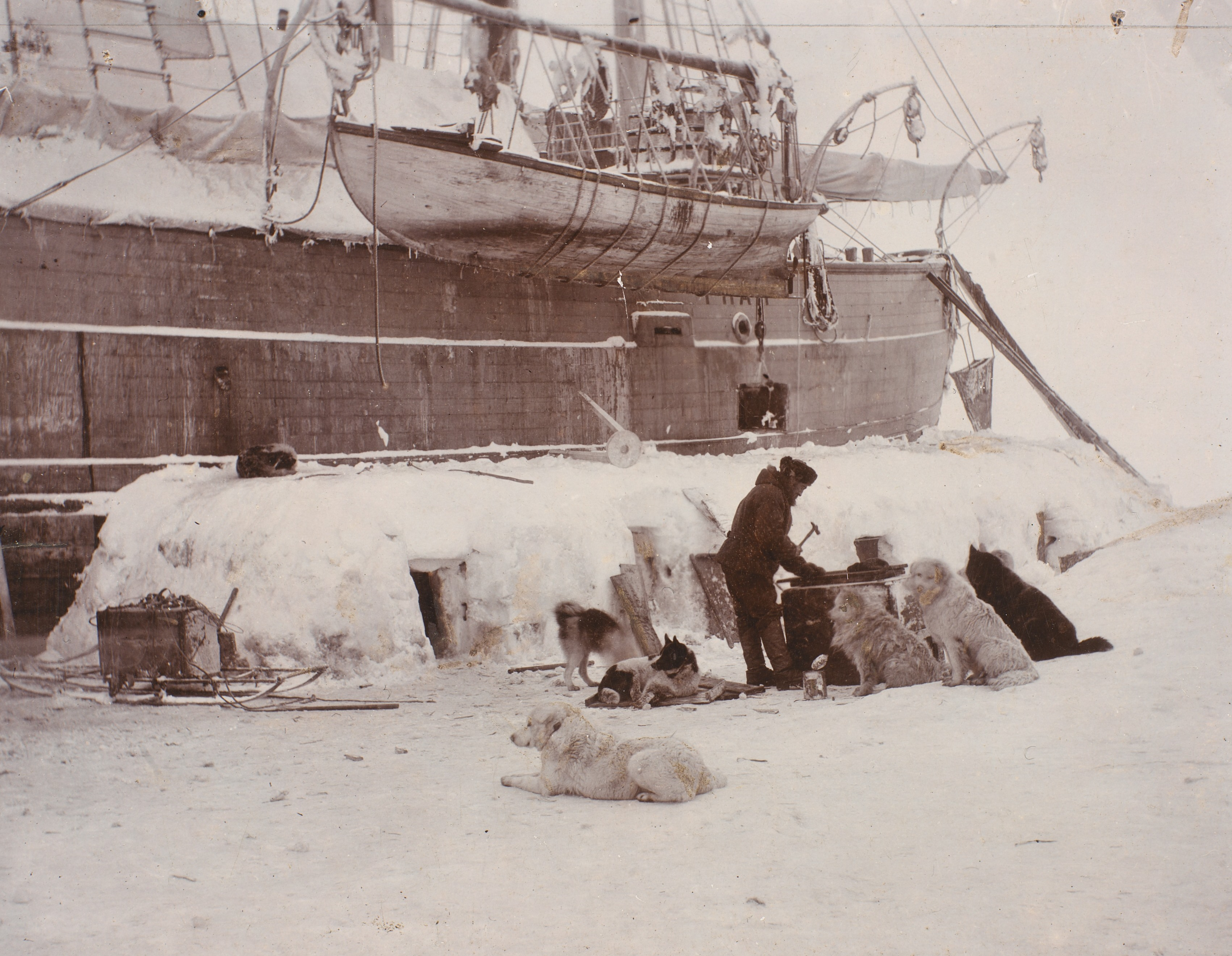
Кузнечные работы на льду. Хорошо видны собачьи будки, изолированные снегом и льдом
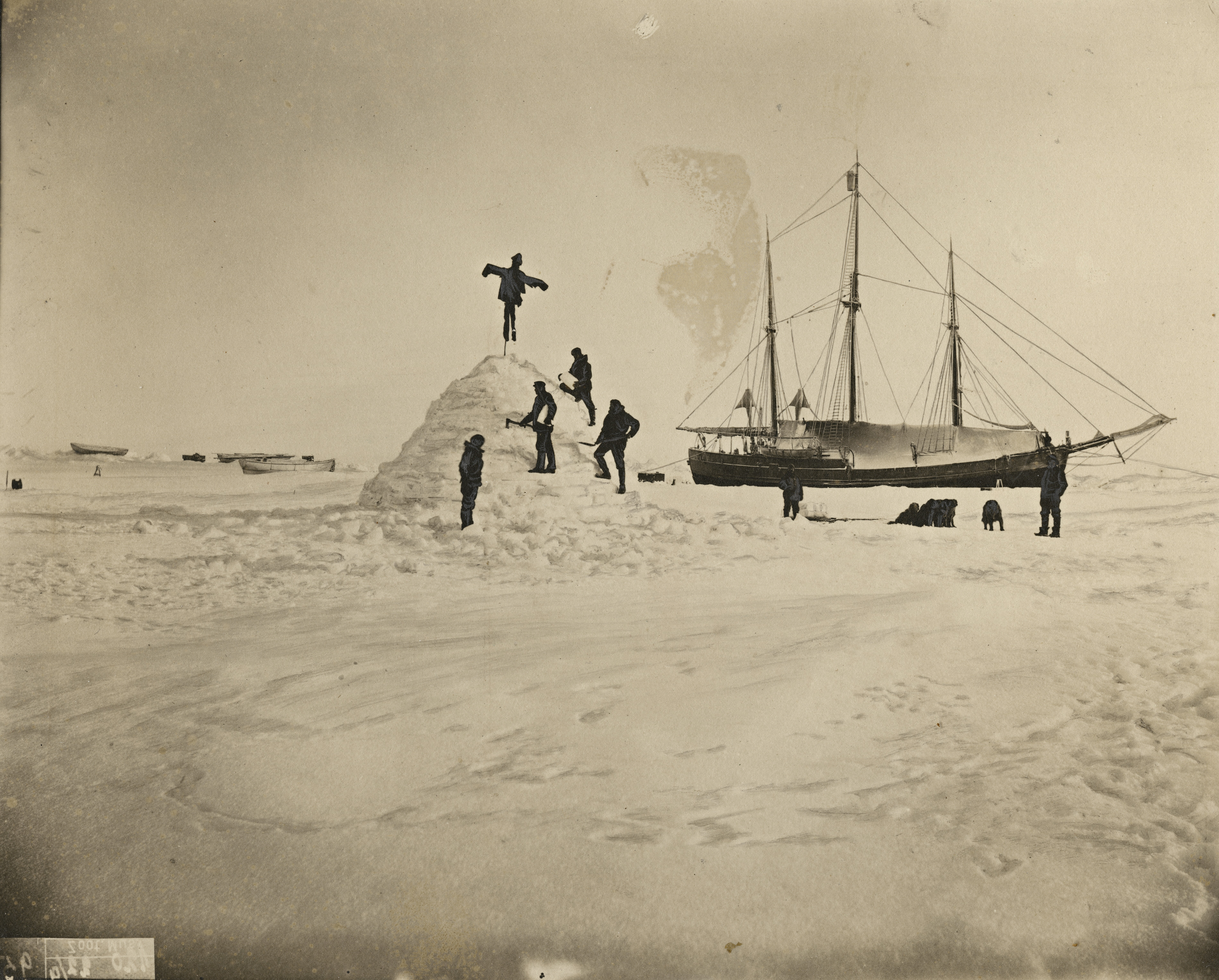
Строительство магнитной обсерватории Скотт-Хансена, 22 сентября 1895

На борту стало просторнее: Свердруп переехал в каюту Нансена, а штурман Якобсен, до того ютившийся в четырёхместной каюте (в которой оказалось 5 человек, включая Бентсена), перебрался в бывшее командирское жилище. Из-за износа ветряка пришлось демонтировать электрическое освещение и перейти на керосиновые лампы уже в первую неделю июня. В отсутствие Нансена стало больше проблем с пьянством на борту: большинство членов команды взяли с собой запасы спиртного. Наиболее склонными к запоям оказались Мугста, Юэлл и Нурдал. Любимым алкогольным напитком в кают-компании был «Шато ля Фрам» — изобретение Свердрупа: сок брусники и черники, смешанный со спиртом. На празднование дня норвежской конституции 17 мая экипаж, судя по дневниковой записи Скотт-Хансена, напился в полном составе; впрочем, Свердруп избегал упоминания об этом в отчёте экспедиции. С лета 1895 года доктор Блессинг ежедневно делал себе уколы морфия. Люди заметно прибавляли в весе и придумывали всякие развлечения: например, некий шутник заменил Петерссену дробь в патронах солью, так что кузнец и метеоролог счёл себя никудышным стрелком. Петерссен научился стрелять только на борту «Фрама», но уже к лету 1895 года сбивал птиц на лету. Свердруп жаловался, что одно время на «Фраме» стало модно брить головы. Вновь дошло до драки между Мугстой и Нурдалом, причиной которой (судя по дневнику Якобсена) был то, что Нурдал сморкался в каюте.

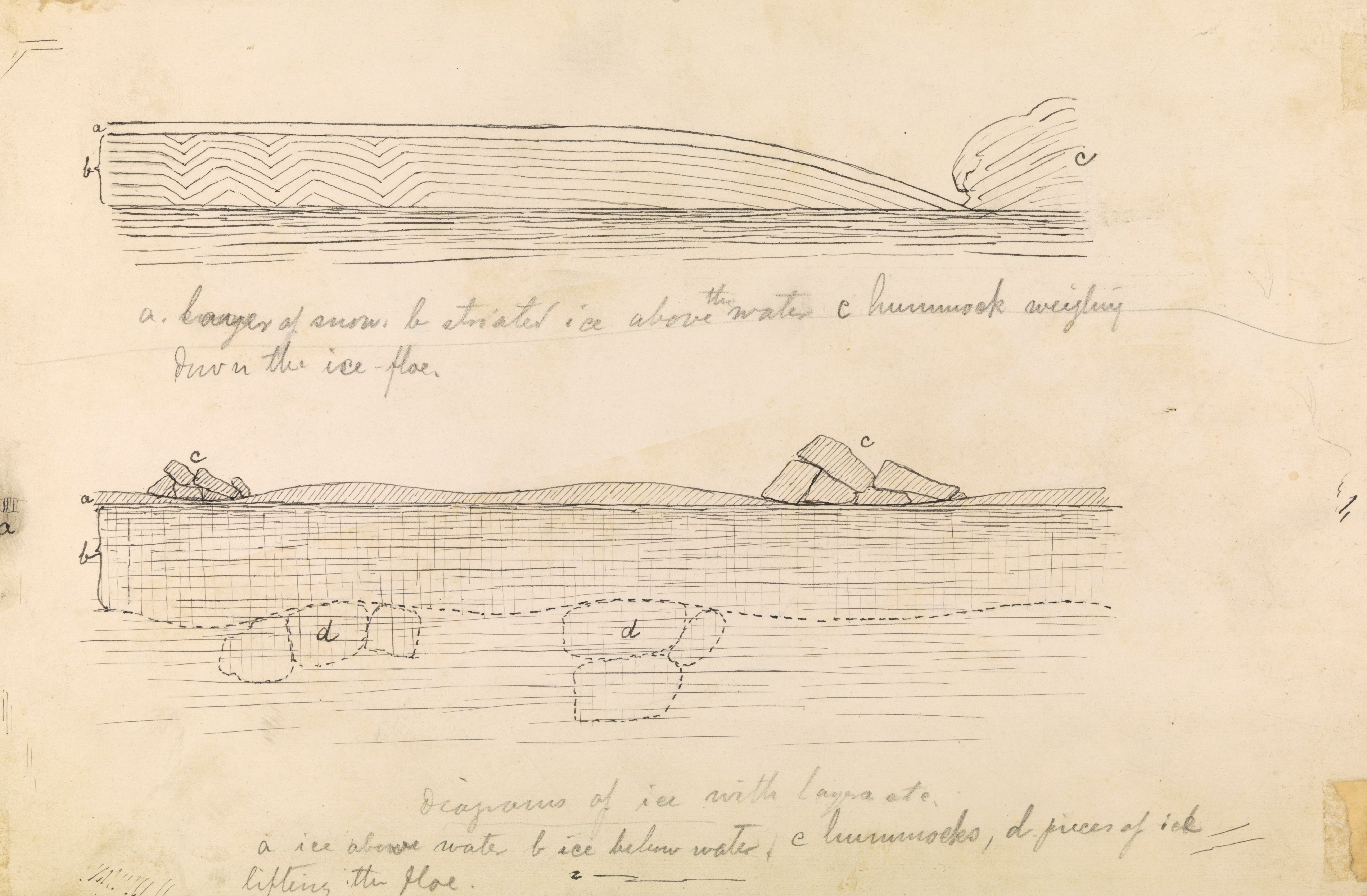
Гляциологические зарисовки Нансена, изображающие процесс роста паковых льдов

Дрейф продолжался успешно: 15 ноября 1895 года «Фрам» достиг 85°55’ с. ш., только 35 км южнее крайней точки, достигнутой Нансеном в апреле того же года, а 28 ноября судно достигло 60° в. д. — на этом меридиане находилась Новая Земля. Главным научным открытием этого периода стало обнаружение тонких пластов глубинного льда, образующегося на границе горизонтов охлаждённой солёной воды и горизонта опреснённой воды при тихой погоде, когда не происходит их перемешивания.
Нансен и Йохансен оставили на борту 7 собак, но уже в апреле 1895 года их стало 19 и собачье поголовье стало прибывать. В августе из-за таяния льдов судно оказалось на плаву и в трюме и в машинном отделении открылось несколько течей — вероятно, в предыдущие зимы лёд намерзал в пазах обшивки. Капитан распорядился спустить на лёд шлюпки и организовать эвакуационный склад, что и было проделано 13 и 14 августа. Кроме того, 14 августа Скотт-Хансен и Нурдал подвели две мины под особо опасный торос и подорвали его. Из-за тёплого лета с частыми дождями и нулевыми температурами для собак пришлось строить специальные конуры с брезентовым верхом и дощатым полом. В сентябре 1895 года Скотт-Хансен построил для магнитных наблюдений специальный павильон из ледяных глыб по образцу эскимосских иглу . 8 октября Скотт-Хансен и Мугста решили сымитировать эвакуацию и протащили нарты с грузом 115 кг с 09:30 до 17:00, пройдя за это время около 12 км от судна и обратно. Больше экспериментов такого рода не проводили. Поскольку Блессинг стал законченным наркоманом, с 17 ноября Свердруп полностью лишил его доступа к судовой аптеке, хотя и был вынужден выдавать малые дозы наркотика, чтобы он мог пережить абстинентный синдром. С 20 ноября были вновь введены обязательные прогулки на свежем воздухе. В целом, после наступления полярной ночи командой овладела апатия, а Скотт-Хансен писал в дневнике, что они с трудом переносят друг друга.

#### Январь — август 1896 года

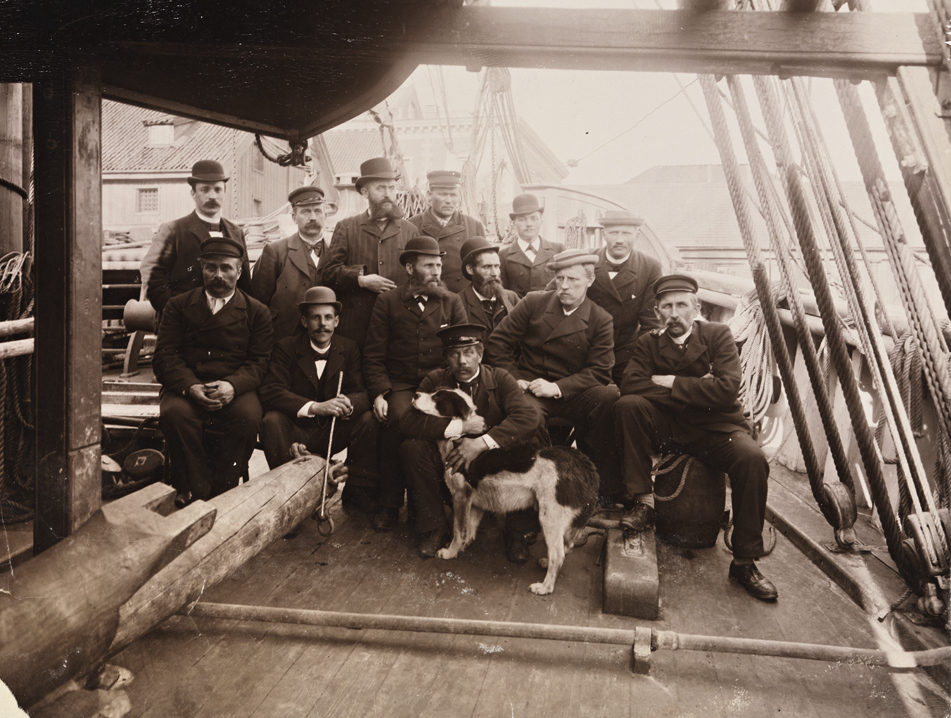
Команда «Фрама» в полном составе: вверху слева направо: Блессинг, Нурдал, Мугста, Хенриксен, Петтерсен, Йохансен. Сидят: Бентсен, Скотт-Хансен, Свердруп, А. Амундсен (с собакой), Якобсен, Нансен, Юэлл

Начало 1896 года ознаменовалось морозом −43 °C, рождественские и новогодние праздники прошли своим чередом, хотя Скотт-Хансен по этому поводу написал в дневнике, что «чувствует всё большее отвращение к пьянству». Cильные ледовые сжатия на сей раз начались в феврале. Самым холодным днём было 15 января, когда температура опустилась до −52 °C. 22 февраля разразился сильнейший шторм, сила ветра доходила до 17 м/сек, при этом до конца недели невозможно было топить печку — тяга совершенно отсутствовала. 28 февраля впервые появились медведи: уже 14 месяцев команда «Фрама» не видела свежего мяса. Постепенно подходили к концу и другие запасы: последний кофе был выпит на третью годовщину отплытия из Норвегии 24 июня.
Солнце в 1896 году взошло 3 марта. 13 апреля производились сравнительные наблюдения координат с помощью теодолита и секстанта — на теодолите работали Свердруп и Скотт-Хансен, с секстантом — Нурдал. Свердруп пришёл к выводу, что погрешность при этом не превышает 2’, но если погода не идеальна или наблюдаются миражи, можно пользоваться только теодолитом.
В апреле началось таяние льда, поэтому содержимое всех складов было водворено в трюмы «Фрама». Наконец в мае 1896 года появились признаки того, что «Фрам» может освободиться в том же году: очередное сжатие 13 мая открыло широкую полынью-канал. По сообщениям Свердрупа, тянулась она до горизонта. 19 мая впервые с 1893 года развели пары, однако очистка винтового и рулевого колодцев и их пропаривание затянулись, и паровую машину запустили только 21-го (в этот же день Нансен и Йохансен покинули свою зимнюю хижину). 3 июня «Фрам» окончательно освободился изо льда и встал на плаву. Однако далее надолго установился южный ветер, который сдерживал продвижение; команда развлекалась охотой. Так, 10 июля командир и штурман настреляли 23 птицы, а затем Свердруп пошёл на медведя. Для капитана Свердрупа к тому времени было два источника беспокойства: нужно было экономить уголь (хотя штурман Якобсен и говорил, что лучше сжечь побольше топлива, чем остаться на четвёртую зимовку) и 15 июля произошёл рецидив морфинизма у Блессинга. Ветер переменился только 11 августа, разбив плотные ледяные поля. В 03:15 13 августа, пройдя 180 морских миль во льдах за 28 ходовых дней, «Фрам» окончательно выбрался на чистую воду. Он находился к северу от Шпицбергена.
14 августа 1896 года «Фрам» прибыл на остров Данскёйя — это была первая земля, которую путешественники увидели за 1041 день. На острове команда посетила инженера Соломона Андрэ, намеревавшегося покорить Северный полюс на воздушном шаре. О Нансене не было известий, поэтому Свердруп решил идти на родину, и если Нансен всё ещё не вернулся, запастись топливом и идти на поиски. Переход в Норвегию осуществлялся при попутном ветре, скорость судна временами достигала 9 узлов. Ночью 20 августа «Фрам» бросил якорь в Скьёрвё (ныне Шервёй), где Свердруп узнал о возвращении Нансена неделю назад. В полном составе экспедиция воссоединилась в Тромсё в 16:00 23 августа 1896 года после 17 месяцев разлуки.

## После экспедиции

### Слухи
Значительная часть средств массовой информации была настроена к планам Нансена крайне отрицательно. В лондонских иллюстрированных и сатирических изданиях печатались откровенно оскорбительные материалы. Норвежский журналист Рольфсен и профессор Брёггер опубликовали биографию под красноречивым названием: «Ф. Нансен. 1861—1893». Тем не менее, уже с 1894 года одной из главных тем для газетных «уток» стал факт покорения им Северного полюса. Одна из первых сенсаций такого рода была раздута газетой «Le Figaro» в апреле 1894 года. Ева Нансен в 1895 году получила письмо от некоего ясновидящего, которое, якобы, было послано с Северного полюса. «Нью-Йорк таймс» в 1895 году опубликовала серию репортажей якобы из Иркутска от «агента Нансена», которые послужили причиной ажиотажа даже в Национальном географическом обществе. Серьёзные исследователи не обращали внимания на слухи. Первым на родине Нансена встретил инициатор его теории — профессор Мон, находившийся в Вардё.

### Триумф

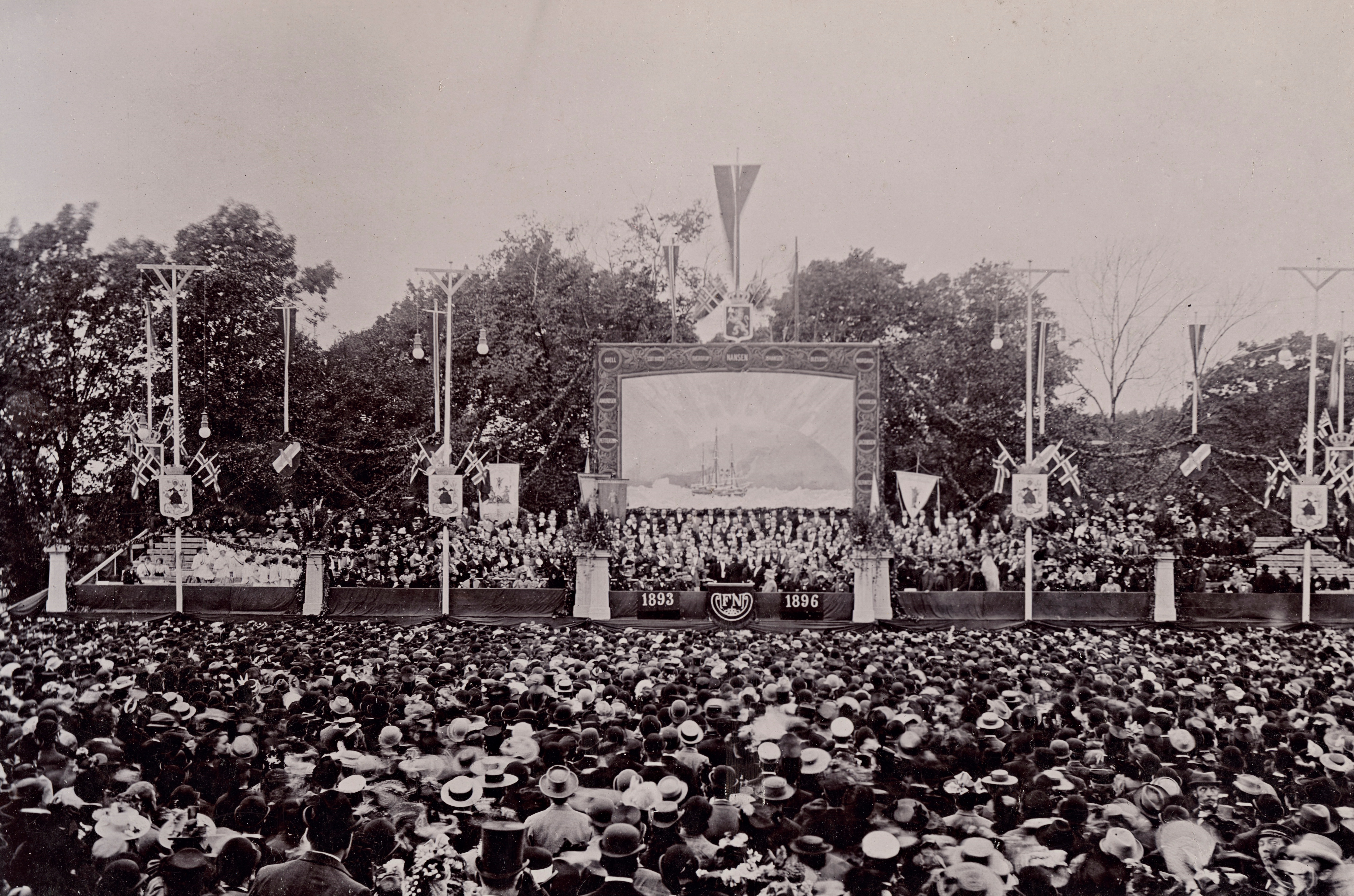
Торжественное чествование участников экспедиции в Кристиании. 9 сентября 1896 года

Возвращение «Фрама» превратилось в национальный праздник. Весь путь от Тромсё до Кристиании (23 августа — 9 сентября 1896 года) сопровождался чествованием в каждом порту. Судно шло на буксире, и была нанята временная команда. В её числе был Адольф Хенрик Линдстрём. По пути в Берген на «Фрам» сел барон Э. В. Толль, вскоре сам ставший руководителем Русской полярной экспедиции. От имени России он поздравлял Нансена на королевском банкете. В Кристиании «Фрам» встречал военно-морской флот в полном составе, а на пути на королевскую аудиенцию команда Нансена прошла через триумфальную арку, образованную телами 200 гимнастов. Студенты университета увенчали команду лавровыми венками.
Нансен был награждён Большим крестом ордена св. Олафа; Свердруп и К. Арчер получили командорские кресты первого класса; Блессинг, Скотт-Хансен и Йохансен стали рыцарями св. Олафа. Все перечисленные были награждены памятной медалью «Фрама», остальные 7 членов команды не получили никаких наград на том основании, что у них «не было высшего образования».
В 1897 году российское правительство по ходатайству Русского географического общества наградило Ф. Нансена орденом св. Станислава 1-й степени, а совет Общества утвердил присуждение ему Константиновской золотой медали, высшей награды «за совершенный беспримерный подвиг, составляющий эпоху в исследовании Северного Ледовитого океана…». Вручение состоялось во время визита учёного в Россию 28 апреля 1898 года в зале Петербургского дворянского собрания. Ещё 18 апреля 1898 года Петербургская академия наук избрала Ф. Нансена своим почётным членом.

### Книги

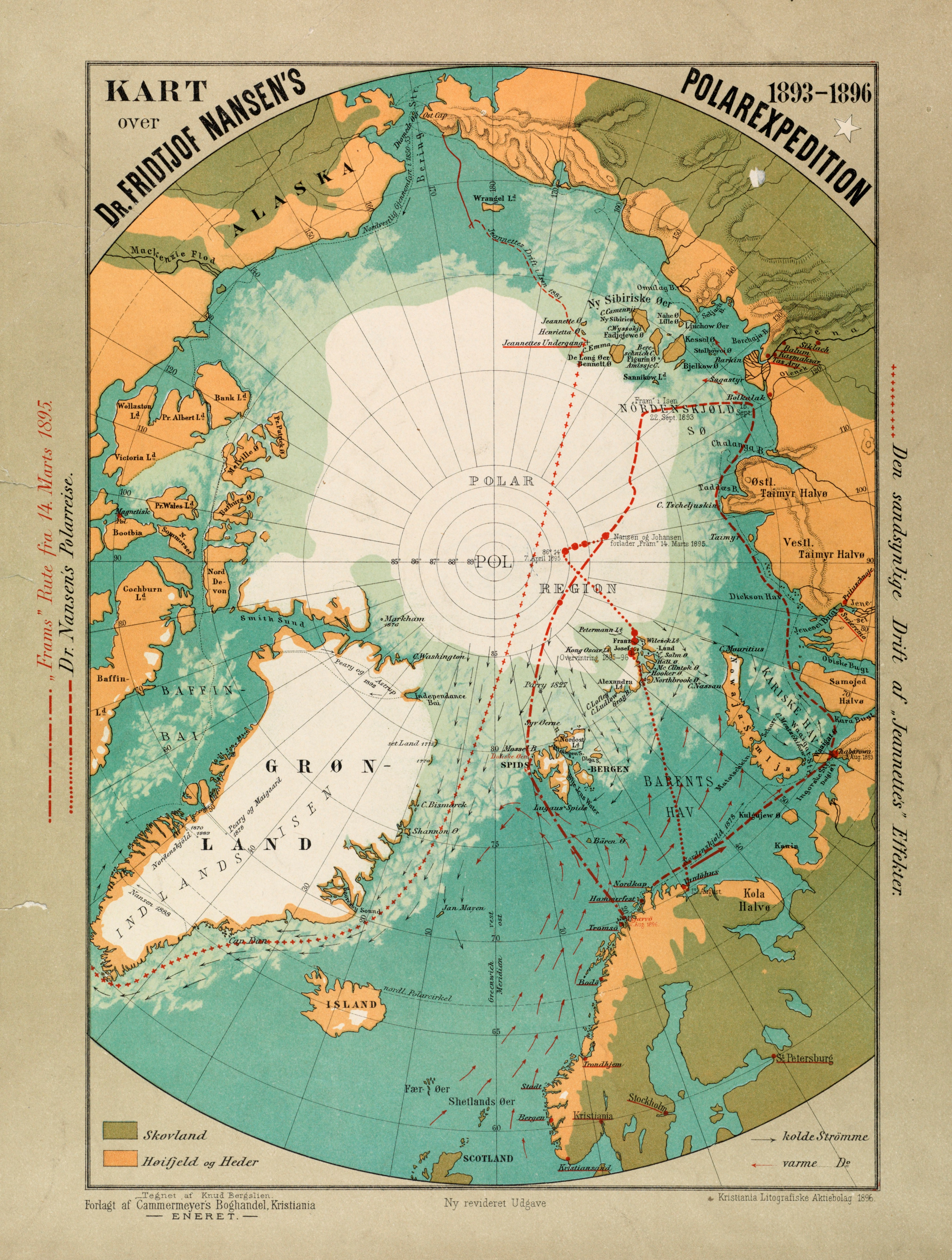
Норвежская карта экспедиции с обозначением маршрутов свободного плавания и дрейфа «Фрама», похода Нансена и Йохансена. Обозначен также предполагаемый дрейф останков «Жаннетты»

Нансен очень быстро подготовил популярное описание экспедиции в двух томах Fram over Polhavet. Den norske polarfærd 1893—1896 (1897): текст в 300 000 слов был готов уже к концу ноября 1896 года, а его английский перевод — к январю следующего года. Эта книга немедленно была переведена на немецкий, шведский и русский языки, но выходила под разными названиями: In Nacht und Eis: Die norwegische Polarexpedition 1893-96 («В ночи и льду: норвежская полярная экспедиция 1893—1896 гг.»); Farthest North («Дальше на север»). Русские дореволюционные переводы обычно назывались «В стране льда и ночи» (1898, 1902) и делались как с норвежского оригинала, так и со шведского перевода. Переводы советского времени назывались «„Фрам“ в Полярном море» (1940, 1956, переиздания 2007, 2009). Гонорары от этого издания сделали Нансена состоятельным человеком — издатель Ашехуг выплатил аванс в 88 000 крон, а 15 февраля 1897 года английский издатель выплатил гонорар в 10 000 фунтов стерлингов — неслыханная доселе сумма за описание полярной экспедиции; почти мгновенно разошёлся и первый тираж в 40 000 экземпляров. Хвалебные рецензии представили Лесли Стивен и князь Кропоткин.
Популярные очерки о своём участии в экспедиции написали Ялмар Йохансен («Selv-anden på 86° 14'»), его книга была немедленно переведена на русский язык, а также электрик Б. Нурдал («Framgutterne: Tre aar gjennem skrugar og nat: Beretning om nordpolsfærden») и командир корабля Отто Свердруп («Отчёт о плавании „Фрама“ с 14 марта 1895 по 20 августа 1896 гг.», печатаемый в виде приложения к книге Нансена). Сюжетная канва книг Йохансена и Нурдала воспроизводила отчёт Нансена, хотя детали были различными.
Научные результаты экспедиции обрабатывались большим коллективом учёных в течение 10 лет. Были изданы в Норвегии на английском языке в шести томах под названием The Norwegian North Polar Expedition 1893—1896 с 1900 по 1906 год. Том третий — Oceanography of the North Polar Basin был написан в 1902 году единолично Нансеном. Каждая статья в каждом томе издавалась с отдельной нумерацией страниц.

### Оценки и наследие
Хотя Нансену не удалось достигнуть Северного полюса, по выражению сэра Клемента Маркхема (председателя Королевского географического общества): «норвежская экспедиция разрешила все географические проблемы Арктики». Экспедиция доказала, что в районе Северного полюса отсутствует суша, взамен открыв существование океанского бассейна. Нансен открыл, что в дрейфе паковых льдов огромную роль играет сила Кориолиса от вращения Земли. На основании анализа результатов экспедиции, в 1902 году Нансен вывел два простых правила, описывающих скорость и направление дрейфа льда, известные как «правила Нансена», получившие широкое практическое применение в полярных экспедициях XX века. Нансен также впервые подробно описал процесс роста и таяния паковых льдов, а также описал феномен «мёртвой воды».
Для полярников-исследователей и спортсменов огромную роль играют технологические открытия Нансена. Он впервые в широком масштабе использовал опыт выживания эскимосов, а ряд его изобретений — лёгкие бамбуковые нарты с металлическими полозьями и аппарат для варки пищи и одновременной растопки питьевого льда с КПД = 90 % используются до сих пор. Множество полярных исследователей мирового класса (Амундсен, Скотт, Шеклтон) пользовалось опытом Нансена и обращалось к нему за консультациями.
Для великих полярных экспедиций последующего периода революционной оказалась тактика санных экспедиций, опробованная Нансеном — собаки используются как тягловая сила, а по мере истощения скармливаются своим собратьям и людям — членам экспедиции, экономя в весе провианта. Только благодаря этому жестокому методу оказалось возможным достигнуть и Северного полюса (в 1908 или 1909 году) и Южного полюса (в 1911 году) и благополучно возвратиться.
Современники очень высоко оценивали подвиг Нансена, исключения составили два американца. Роберт Пири — будущий покоритель Северного полюса — выразил недоумение, почему Нансен и Йохансен не могли вернуться на «Фрам» после своего трёхнедельного рывка к полюсу. (На самом деле, только 5 мая 1895 года Нансен и Йохансен оказались на одной широте с «Фрамом» — в 28 милях от него. В условиях отсутствия сколько-нибудь надёжной сигнализации и быстро менявшихся ветров и течений возвращение было невозможно). Адмирал Адольф Грили, категорически отвергший все аргументы Нансена, уже в 1896 году не преминул упрекнуть исследователя за то, что тот «бросил своих людей в сотнях миль от обитаемой земли», и тем самым «пренебрёг священнейшим долгом начальника экспедиции» . Современный исследователь Ч. Джонсон писал, что Грили — скорее всего, умышленно — не принимал во внимание, что экспедиция на «Фраме» не была связана с военной субординацией и не имела отношения к военно-морским силам. Он также игнорировал тот факт, что Нансен, будучи начальником экспедиции, имел право совершать любые действия, способствующие общему успеху миссии. М. Б. Черненко комментировал ситуацию так:

Нансен приводит злопыхательские суждения Грили в свой адрес без каких-либо комментариев. Между тем суждения эти не только не объективны, но и элементарно недобросовестны. Грили отлично знал, что Нансен ушёл в свой пеший поход в то время, когда положение «Фрама» вполне определилось и экипаж судна под руководством своего капитана Отто Свердрупа накопил достаточный опыт, обеспечивающий безопасное возвращение на родину. Сам по себе пеший поход Нансена и Йохансена явился выдающимся подвигом, почти не имеющим равных в истории полярных исследований.

### Первоисточники

#### Описания хода экспедиции
- Johansen H. Selv-anden på 86° 14': optegnelser fra den Norske polarfaerd 1893—96 :  [букмол]. — Kristiania : H. Aschehoug & Co Forlag, 1898. — 391 s.
- Nansen F. Fram over polhavet: den norske polarfærd 1893—1896 :  [букмол]. — Kristiania : H. Aschehoug & Co Forlag, 1897. — Bd. Første. — 526 s.
- Nansen F. Fram over polhavet: den norske polarfærd 1893—1896 : Med et Tillæg af Otto Sverdrup :  [букмол]. — Kristiania : H. Aschehoug & Co Forlag, 1897. — Bd. Anden. — 553 s.
- Nordahl B. Framgutterne : Tre aar gjennem skrugar og nat : Beretning om nordpolsfærden :  [букмол]. — Kristiania : Edv. Magnussen forlag, 1898. — 192 s.
- Иогансен Я. Сам-друг под 86° 14' с. ш : Записки участника экспедиции на корабле «Фрам» / Пер. с подлинника А. и П. Ганзен. — СПб. : Типография министерства путей сообщения, издание О. Н. Поповой, 1899. — 216 с.
- Нансен Ф. Во мраке ночи и во льдах : Путешествие норвежской экспедиции на корабле «Фрам» к северному полюсу / Пер. со шведского М. Вечеслова, под ред. Н. Березина. — СПб. : Типография министерства путей сообщения, издание О. Н. Поповой, 1898. — Т. 1. — 340 с.
- Нансен Ф. «Фрам» в Полярном море / Пер. З. Лопухиной. — М.: Географгиз, 1956. — Т. 1. — 368 с.
- Нансен Ф. «Фрам» в Полярном море / Пер. З. Лопухиной. — М.: Географгиз, 1956. — Т. 2. — 352 с.

#### Научный отчёт Норвежской полярной экспедиции
Примечание: нумерация страниц в каждой статье каждого тома раздельная
- The Norwegian North polar expedition, 1893—1896; scientific results : Published by the Fridtjof Nansen Fund for the Advancement of Science / Ed by F. Nansen. — L., Christiania, Leipzig : Longmans, Green and Co; J. Dybwad; F. A. Brockhaus, 1900. — Vol. I: I. The Fram, by Colin Archer. — II. The Jurassic fauna of cape Flora, Franz Josef land, by J. F. Pompeckj. With a geological sketch of cape Flora and its neighbourhood, by F. Nansen. — III. Fossil plants from Franz Josef land, by A. G. Nathorst. — IV. An account of the birds, by R. Collett and F. Nansen. — V. Crustacea, by G. O. Sars.
- The Norwegian North polar expedition, 1893—1896; scientific results : Published by the Fridtjof Nansen Fund for the Advancement of Science / Ed by F. Nansen. — L., Christiania, Leipzig : Longmans, Green and Co; J. Dybwad; F. A. Brockhaus, 1901. — Vol. II: VI. Astronomical observations arranged and reduced under the supervision of H. Geelmuyden. — VII. Terrestrial magnetism, by A. S. Steen. — VIII. Results of the pendulum observations and some remarks on the constitution of the Earth’s crust, by O. E. Schiotz.
- The Norwegian North polar expedition, 1893—1896; scientific results / Ed by F. Nansen. — L., Christiania, Leipzig : Longmans, Green and Co; J. Dybwad; F. A. Brockhaus, 1902. — Vol. III: IX. The oceanography of the North polar basin, by F. Nansen. — X. On hydrometers and the surface tension of liquids, by F. Nansen.
- The Norwegian North polar expedition, 1893—1896; scientific results : Published by the Fridtjof Nansen Fund for the Advancement of Science / Ed by F. Nansen. — L., Christiania, Leipzig : Longmans, Green and Co; J. Dybwad; F. A. Brockhaus, 1904. — Vol. IV: XI. Diatomaceæ from the ice-floes and plankton of the Arctic ocean, by H. Gran. — XII. The lower Silurian at Khabarova, by Johan Kiær. — XIII. The bathymetrical features of the North Polar seas, with a discussion of the continental shelves and previous oscillations of the shore-line, by F. Nansen.
- The Norwegian North polar expedition, 1893—1896; scientific results : Published by the Fridtjof Nansen Fund for the Advancement of Science / Ed by F. Nansen. — L., Christiania, Leipzig : Longmans, Green and Co; J. Dybwad; F. A. Brockhaus, 1906. — Vol. V: XIV. On the bottom deposits of the North Polar sea, by O. B. Boggild. With appendix I: Analyses of the bottom deposits, by O. Heidenreich and C. J. J. Fox. Appendix II: Thalamophora of the bottom deposits and the mud from the ice surface, by Hans Kiær. — XV. On dead-water: being a description of the so-called phenomenon often hindering the headway and navigation of ships in Norwegian fjords, and elsewhere, and an experimental investigation of its causes, etc., by V. W. Ekman. With a preface by V. Bjerknes. — XVI. Protozoa on the ice-floes of the North Polar sea, by F. Nansen.
- The Norwegian North polar expedition, 1893—1896; scientific results : Published by the Fridtjof Nansen Fund for the Advancement of Science / Ed by F. Nansen. — L., Christiania, Leipzig : Longmans, Green and Co; J. Dybwad; F. A. Brockhaus, 1906. — Vol. VI: XVII. Meteorology, by H. Mohn.

### Статьи и монографии
- Брянский Л. Н. Метрология и экспедиция Ф. Нансена // КИПиС. — 2007. — Вып. 1.
- Буманн-Ларсен Т. Амундсен / Пер. Т. В. Доброницкой, Н. Н. Фёдоровой. — М.: Молодая гвардия, 2005. — 558 с. — (Жизнь замечательных людей). — ISBN 5-235-02860-0.
- Глушков В. В.. Жизнь — во имя науки, на благо людей: [Предисловие] // Нансен Ф. «Фрам» в Полярном море / пер. с норв. З. И. Лопухиной [и др.]. — М. : Дрофа, 2007. — С. 5—42. — 990 с. — (Библиотека путешествий). — ISBN 978-5-358-01619-4.
- Клёвер Г. Нансен в фотографиях / Пер. с англ. А. С. Дементьев. — М. : Паулсен, 2023. — 712 с. — ISBN 978-5-98-797327-1.
- Нобиле У. Крылья над полюсом / Пер. А. А. Чернова, Э. А. Черновой. — М.: Мысль, 1984. — 222 с.
- Саннес Т. Б. «Фрам»: приключения полярных экспедиций / Пер. с нем. А. Л. Маковкина. — Л.: Судостроение, 1991. — 272 с. — (Замечательные корабли). — 100 000 экз. — ISBN 5-7355-0120-8.
- Barr S. Soviet-Norwegian Historical Expedition to Zemlya Frantsa-Iosifa // Polar Record. — 1991. — Vol. 27, no. 163. — P. 297—302. — doi:10.1017/S003224740001305X.
- Fleming F. Ninety Degrees North. — London: Granta Publications, 2002. — 496 p. — ISBN 1-86207-535-2.
- Huntford R. Nansen: The Explorer as Hero. — New York: Barnes & Noble Books, 1998. — 768 p. — ISBN 0-7607-1262-X.
- Johnson C. Ice Ship: The Epic Voyages of the Polar Adventurer Fram. — Lebanon, New Hampshire : University Press of New England, 2014. — xiv, 318 p. — ISBN 978-1-61168-396-7.